# Lista de episódios de Dragon Ball Z
Segue abaixo a lista de episódios da série de anime japonesa, Dragon Ball Z (ドラゴンボールZ, Doragon Bōru Zetto), a longa sequência de anime da série Dragon Ball. Produzido pelo estúdio Toei Animation e  adaptada dos últimos vinte e seis volumes do mangá Dragon Ball, escrito por Akira Toriyama. O anime estreou no Japão na Fuji TV em 26 de abril de 1989, assumindo o horário do antecessor e foi exibido até o final em 31 de janeiro de 1996, com 291 episódios. A história acompanha as aventuras de Goku e seus amigos, os Guerreiros Z, lutando com adversários poderosos na tentativa de defender o universo.

## Saga dos Saiyajins
| N.º | Título original | Título(s) em português                                                                                    | Exibição original                          |
| --- | --- | --- | ------------------------------------------ |
| 1 | "Mini Goku é um Menino Superprotegido! Eu Sou Gohan." Transliteração: "Mini Gokū wa Obotchama! Boku Gohan Desu." (em japonês: ミニ悟空はおぼっちゃま! ボク悟飯です。)                              | Surge um Mini-Goku! Seu Nome é Gohan Um Guerreiro Misterioso                                              | 26 de Abril de 1989 1 de Junho de 1999     |
| Passaram-se 5 anos desde que Goku derrotou Piccolo e a paz reina novamente na Terra. Goku e Chi-Chi tem um filho chamado Son Gohan, um menino bem estudioso e inteligente (sua mãe é bem rígida em relação aos estudos). Um dia, Gohan se perde na floresta e enfrenta alguns perigos, mas Goku consegue o encontrar antes que o pior aconteça. Porém uma nova ameaça está chegando ao planeta Terra, trata-se dos Saiyajins. Chega, então, um guerreiro muito forte vindo de outro planeta e busca por um tal de Kakarotto. Piccolo se rende pela grande força deste guerreiro misterioso. O guerreiro parte para encontrar Goku. | | |                                            |
| 2 | "O Guerreiro Mais Forte da História É Irmão Mais Velho de Goku!" Transliteração: "Shijō Saikyō no Senshi wa Gokū no Ani Datta!" (em japonês: 史上最強の戦士は悟空の兄だった!)                      | Um Guerreiro Muito Poderoso com Antecedentes Históricos: o Irmão Mais Velho de Goku O Passado de Son Goku | 3 de Maio de 1989 2 de Junho de 1999       |
| Goku leva Gohan até a casa de Mestre Kame para apresentá-lo aos seus amigos. Gohan nessa época, tem quatro anos. Estando lá, Goku percebe uma grande energia se aproximando rapidamente. Trata-se de Raditz, o irmão mais velho de Goku que revela que eles são guerreiros Saiyajins e que Goku foi mandado à Terra há muito tempo para acabar com a raça humana, pois os objetivos da raça eram dominar os planetas e depois vendê-los aos extraterrestres. Raditz conta que seu planeta chamado Vegeta foi demolido devido a um choque de um meteorito e que ainda existem vivos somente quatro Saiyajins contando com Goku. Por isso, ele veio até o planeta Terra para pedir que Goku se junte a eles para dominar os planetas. Goku não aceita e encara Raditz em uma luta, porém é derrotado com apenas um golpe. Raditz então rapta Gohan, e diz que só irá devolvê-lo caso Goku mate cem seres humanos num prazo de um dia. | | |                                            |
| 3 | "Isso aí! Esta é a Combinação Mais Forte do Mundo!" Transliteração: "Yatta! Kore ga Chijō Saikyō no Konbi Da!" (em japonês: やった! これが地上最強のコンビだ!)                                     | A Combinação Mais Forte Deste Mundo Uma Equipa de Peso                                                    | 10 de Maio de 1989 3 de Junho de 1999      |
| Raditz sai e leva junto de si, Gohan. Goku decide ir atrás e pede ajuda a Mestre Kame e Kuririn. Kuririn diz que caso seja morto, que lhe façam o favor de lhe ressuscitar com as esferas do dragão pois ainda quer se casar. Goku diz que Shenlong não realiza o mesmo pedido por duas vezes, portanto Mestre Kame e Kuririn correm grande perigo. Nesta hora aparece Piccolo, que oferece a Goku uma união para conseguir derrotar Raditz. Goku desconfiado aceita e com ajuda do radar do dragão (pois Gohan usava um chapéu com a esfera de quatro estrelas), eles partem para o local onde está o Saiyajin. Raditz percebe que Gohan consegue chegar a um poder de luta de 750, (Goku tem 416, Piccolo 408 e Raditz 1200), mas esse poder logo se decompõe. Goku e Piccolo chegam para lutar contra Raditz, mas o Saiyajin tem um poder enorme e ainda diz que, os outros dois Saiyajins são muito mais poderosos que ele. | | |                                            |
| 4 | "O Trunfo de Piccolo! Gohan É um Bebê Chorão" Transliteração: "Pikkoro no Kirifuda! Gohan wa Nakimushikun" (em japonês: ピッコロの切り札! 悟飯は泣きむしクン)                                      | Piccolo Usa sua Melhor Estratégia! Gohan É um Garoto Chorão Quando os Inimigos se Aliam                   | 17 de Maio de 1989 4 de Junho de 1999      |
| Goku e Piccolo atacam de diversas formas, porém Raditz consegue desviar de todos os golpes, e aplica um golpe poderoso que faz com que Piccolo perca um braço. Piccolo diz para Goku distrair Raditz, para que ele aplique sua nova super técnica que iria usar para eliminar Goku. Enquanto Piccolo concentra sua força no golpe, Goku distrai Raditz e aplica-lhe um Kamehameha, mas Raditz consegue bloquear o ataque. Piccolo então, com sua super técnica tenta atingir Raditz, mas ele desvia. Raditz jura matar ambos, mas tem seu rabo preso por Goku e rapidamente perde suas forças. Goku pede que Piccolo aplique sua técnica novamente, mas Raditz implora a Goku e diz que se o libertar, deixará o planeta Terra. Goku sensibilizado acredita e solta o vilão. Raditz golpeia Goku e tenta o matar aplicando vários golpes. Nesta hora, houve-se um grande estrondo e Gohan vendo seu pai a ponto de ser assassinado, consegue estourar a cápsula e sai enfurecido deixando todos surpresos. | | |                                            |
| 5 | "Goku Morre! Só Resta a Última Alternativa" Transliteração: "Gokū Shisu! Rasuto Chansu wa Ichido dake" (em japonês: 悟空死す! ラストチャンスは一度だけ)                                            | Goku Morre! Só Existe uma Chance! Son Goku Sacrifica a Sua Vida                                           | 24 de Maio de 1989 7 de Junho de 1999      |
| Gohan com um imenso poder de luta de 1307 Ki ataca Raditz, ferindo o inimigo. Raditz aplica um forte golpe em Gohan que o deixa desmaiado. Goku consegue imobilizar Raditz e pede que Piccolo faça novamente sua super técnica. Piccolo concentra novamente todo seu poder e aplica o golpe atingindo em cheio Goku e Raditz. Enquanto os dois agonizam, Piccolo diz que Goku será ressuscitado pelas Esferas do Dragão. Raditz ouve e repassa a informação aos seus amigos Nappa e Vegeta, que resolvem vir à Terra e chegarão em um ano. Piccolo mata Raditz e depois, chegam Mestre Kame, Kuririn e Bulma que prometem juntar as esferas para ressuscitar Goku. Bulma percebe que Gohan está vivo mas inconsciente. Goku desaparece e Piccolo diz ser obra de Kami-Sama, que deve estar planejando algo. | | |                                            |
| 6 | "Enma-sama Também se Surpreende - A Luta no Outro Mundo" Transliteração: "Enma-sama mo Bikkuri - Ano Yo de Faito" (em japonês: エンマ様もビックリ あの世でファイト)                                | Enma-Sama Também se Surpreende! Terá que Lutar no Outro Mundo Por Uma Vitória Definitiva                  | 7 de Junho de 1989 8 de Junho de 1999      |
| Kami-Sama leva Goku até Enma-Daioh, o deus que decide o purgatório (onde é decidido se a alma vai para o céu ou inferno). Kami-Sama pede permissão para que Goku fique com seu corpo e que vá pelo caminho da serpente, para encontrar com Sr. Kaioh e assim receber um treinamento para aumentar os seus poderes. Goku parte e pede que não o ressuscitem antes de um ano. Na Terra, Piccolo pega Gohan e o leva para um treinamento, onde pretende fazer com que o garoto tenha controle de seu grande poder de luta, para ajudar no combate com os Saiyajins. Chi-Chi fica inconformada pela demora de Goku e Gohan. Bulma pega o aparelho que estava em posse de Raditz e decide usá-lo para encontrar Tenshinhan e Yamcha. Kuririn é encarregado de avisar Chi-Chi sobre a morte de Goku. | | |                                            |
| 7 | "Dinossauros e Sobrevivência! O Rigoroso Treinamento de Gohan" Transliteração: "Kyōryū to Sabaibaru! Gohan no Tsurai Shugyō" (em japonês: 恐竜とサバイバル! 悟飯のツライ修行)                      | É Preciso Sobreviver aos Dinossauros! O Difícil Treinamento de Gohan O Treino de Son Gohan                | 14 de Junho de 1989 9 de Junho de 1999     |
| Piccolo diz a Gohan que ele terá que sobreviver por seis meses sozinho em meio aos perigos da natureza. Gohan então, começa a caminhar e encontra um dinossauro que o persegue. Gohan fica preso no alto da montanha e tem medo de descer. Piccolo o ajuda dando comida, sem que ele perceba. Kuririn chega a casa de Chi-Chi para dar a má notícia e lá ele encontra também com Gyumaoh. Porém, não consegue dar a notícia e fica para o jantar. Goku quase cai do caminho da serpente mas, mesmo assim, continua. E o mensageiro do Outro Mundo diz a Vovó Uranai para avisar o Mestre Kame que Goku só quer ser ressuscitado daqui a um ano, para que possa treinar com Sr. Kaioh. | | |                                            |
| 8 | "Grande Transformação na Noite de Luar! O Poder Secreto de Gohan" Transliteração: "Tsuki no Kagayaku Yoru ni Daihenshin! Gohan Pawā no Himitsu" (em japonês: 月の輝く夜に大変身! 悟飯パワーの秘密) | Uma Transformação por Causa da Lua! O Poder Secreto de Gohan A Transformação do Son Gohan                 | 21 de Junho de 1989 10 de Junho de 1999    |
| Kuririn foge a noite da casa de Chi-Chi, sem ter contado o que aconteceu com Goku e Gohan. Mestre Kame e Bulma ficam furiosos com ele. Nisso, aparece Yajirobe e traz consigo uma mensagem do Mestre Karin que é para Kuririn, Yamcha e Chaos comparecerem ao templo de Karin, para treinar com Kami-Sama. Logo após, aparecem Chi-Chi e Gyumaoh. Chi-Chi está furiosa e logo pergunta onde estão Goku e Gohan. Mestre Kame conta que Gohan foi levado por Piccolo e Goku está morto. Chi-Chi ao ouvir a notícia, desmaia. Enquanto isso no Outro Mundo, Goku continua pelo caminho da serpente e se apressa para chegar o quanto antes. Gohan passa o dia todo em cima da montanha sem conseguir descer, até que a noite ele vê pela primeira vez a lua cheia. Logo, ele se transforma em um gorila gigante, com um imenso poder e destrói tudo a sua volta. Piccolo que o acompanha de perto, percebe que a lua foi a causa da transformação de Gohan e aplica um golpe destruindo-a. Gohan volta ao seu estado normal e Piccolo, arranca o rabo dele para que não cause mais problemas. | | |                                            |
| 9 | "Desculpe-me, Robô-san - O Deserto Onde Lágrimas Desaparecem." Transliteração: "Gomen ne Robotto-san - Sabaku ni Kieta Namida." (em japonês: ゴメンねロボットさん 砂漠に消えた涙。)                | Perdão Sr. Robô! Lágrimas que Desaparecem no Deserto O Robô                                               | 28 de Junho de 1989 11 de Junho de 1999    |
| Gohan acorda e percebe estar com uma roupa estranha e pesada, e se desequilibra por ter perdido sua cauda. Ele vai até um lago para beber água e um crocodilo o ataca. Gohan foge e se protege com sua espada, até que aparece também um tigre. Gohan foge e chega perto de uma águia que o leva para o alto mas o solta, fazendo ele cair em uma caverna, onde existia ruínas antigas. Lá, Gohan faz amizade com um robô que está lá há 80 anos. O robô mostra a saída a Gohan porém é um lugar muito alto e Gohan tem medo de saltar. A caverna desmorona e Gohan vai a procura de seu amigo. Quando encontra o Sr. Robô todo destruído, Gohan fica muito triste. | | |                                            |
| 10 | "Não Chore Gohan! A Primeira Batalha" Transliteração: "Naku na Gohan! Hajimete no Tatakai" (em japonês: 泣くな悟飯! はじめての闘い)                                                                | Não Chore Gohan! É a Primeira Batalha Um Companheiro para Son Gohan                                       | 5 de Julho de 1989 14 de Junho de 1999     |
| Já se passou um mês e daqui há 11 meses os Saiyajins chegarão à Terra. Goku continua sua caminhada pelo caminho da serpente. Kuririn e Bulma chegam há um local onde ocorre um jogo de baseball e lá encontram Yamcha, que ganha a vida como jogador. Kuririn fala para Yamcha sobre o ocorrido e diz que Kami-Sama convidou ele para fazer o treinamento no Templo Sagrado. Yamcha aceita e parte com Bulma, Kuririn e Pual. Gohan aprende a sobreviver sozinho e faz amizade com um dinossauro. Gohan busca comida para seu novo amigo, mas chega outro dinossauro mais forte e mata o amigo de Gohan. Quando acorda, Gohan vê apenas os restos mortais de seu amigo que foi devorado pelo dinossauro malvado. Gohan apesar de ter perdido a primeira batalha, fica confiante e cada vez mais preparado para enfrentar os temíveis Saiyajins. | | |                                            |
| 11 | "Os Maiores Guerreiros do Universo - O Despertar dos Saiyajins!" Transliteração: "Uchūichi no Kyōsenshi - Saiya-jin Mezameru!" (em japonês: 宇宙一の強戦士 サイヤ人めざめる!)                      | Os Guerreiros Mais Fortes do Universo! O Despertar dos Saiyajins Uma Escala Curta                         | 12 de Julho de 1989 15 de Junho de 1999    |
| Os guerreiros Saiyajins Vegeta e Nappa chegam a um planeta para dominá-lo e vendê-lo mais tarde. Este planeta é governado por Moai, um monstro muito mal que destruiu todo planeta. Vegeta e Nappa derrotam facilmente todos os soldados de Moai e o matam no final. Quando estavam deixando o planeta, Vegeta resolve explodi-lo, pois o mesmo não tinha valor. Enquanto isso, Gohan intensifica seus treinamentos de técnica e sobrevivência e Goku continua a sua caminhada ao encontro do Sr. Kaioh. | | |                                            |
| 12 | "Cochilando no Caminho da Serpente - A Queda de Goku" Transliteração: "Hebi no Michi de Inemuri - Gokū ga Okkochiru" (em japonês: 蛇の道でいねむり 悟空が落っこちる)                               | Um Pequeno Descanso! Goku Cai do Caminho da Serpente Um Caminho Sem Fim                                   | 19 de Julho de 1989 16 de Junho de 1999    |
| Passaram-se mais 2 meses e agora faltam somente 9 meses para que os temíveis Saiyajins cheguem ao planeta Terra. Gohan está cada vez maior e mais forte. Piccolo possui um imenso poder, porém não consegue controlar o mesmo. Tenshinhan vive com Chaos e Lunch próximo há uma enorme cachoeira onde nela, aperfeiçoa suas técnicas. Kuririn e Bulma seguem agora em busca de Tenshinhan. Quando o encontram, lhe dão a notícia para treinar junto de Kami-Sama e falam da morte de Goku. Tenshinhan diz já estar esperando para ser chamado para um treinamento com Kami-Sama. Goku continua sua caminhada no caminho da serpente, até que cruza em seu caminho com um ajudante do Enma-Daioh, que está fazendo uma limpeza no caminho da serpente. O ajudante oferece uma carona a Goku que aceita e aproveita para tirar um cochilo. Porém, o veículo do ajudante de Enma-Daioh dá um solavanco que derruba Goku do caminho da serpente. Goku acorda assustado quando cai ao chão e pensa estar já no templo do Sr. Kaioh. Então, ele encontra uma árvore com frutos e resolve comer um pouco, mas é atacado misteriosamente.                                                                       | | |                                            |
| 13 | "Tire Suas Mãos Daí! A Fruta Secreta de Enma-Sama" Transliteração: "Te wo Dasu na! Enmasama no Himitsu no Kudamono" (em japonês: 手を出すな! エンマ様の秘密の果実)                                 | Não Toque Nisso! A Fruta Secreta de Enma-Sama A Passagem Secreta                                          | 26 de Julho de 1989 17 de Junho de 1999    |
| Goku é atacado por um Ogro guardião do inferno, que diz que ele não pode comer a fruta secreta, pois ela é somente para o Sr. Enma-Daioh. Goku então, tenta sair dali, mas não consegue. O Ogro Azul o desafia numa luta e se caso Goku o vencer, ele o ajudaria a sair. Goku o vence facilmente, mas não consegue sair do inferno. O Ogro Vermelho diz que existe uma passagem secreta e desafia Goku, para uma brincadeira de pega-pega. Goku com muito esforço, consegue o pegar. Os Ogros mostram a passagem, e Goku volta feliz. Quando Goku chega ao final da escada, percebe que está numa gaveta da mesa do Sr. Enma-Daioh, e pede desculpas. Então, ele começa novamente sua caminhada em busca do encontro com Sr. Kaioh. | | |                                            |
| 14 | "Tentação Doooce! A Hospitalidade da Princesa Serpente" Transliteração: "Amaaaai Yūwaku! Hebihimesama no Omotenashi" (em japonês: あま～い誘惑! 蛇姫さまのおもてなし)                              | Uma Doce Tentação! A Hospitalidade da Princesa Serpente Hospitalidade Principesca                         | 2 de Agosto de 1989 18 de Junho de 1999    |
| Faltam 8 meses para a chegada dos Saiyajins à Terra. Gohan já está bem adaptado à planície e Piccolo acompanha de perto seu treinamento de sobrevivência. Tenshinhan, Chaos, Yamcha, Kuririn e Yajirobe chegam ao Templo Sagrado e começam o treinamento com Kami-Sama. Goku segue seu caminho em busca do encontro com o deus mais poderoso do outro mundo, o Sr. Kaioh. No caminho, ele encontra com uma Mulher Serpente que faz de tudo para que ele fique lá com ela, mas ele hesita e não cai nas armadilhas dela. No final, ela se transforma em uma serpente e segue Goku para devorá-lo, mas ele consegue vencê-la. | | |                                            |
| 15 | "Fugindo de Piccolo! Gohan Invoca uma Tempestade" Transliteração: "Pikkoro kara no Dasshutsu! Arashi wo Yobu Gohan" (em japonês: ピッコロからの脱出! 嵐を呼ぶ悟飯)                                 | Fugindo de Piccolo! Gohan Enfrenta uma Tempestade A Tempestade                                            | 9 de Agosto de 1989 21 de Junho de 1999    |
| Piccolo se divide em dois e começa um treinamento consigo mesmo. Gohan corre com seu amigo Tigre e percebe que está em uma ilha. Gohan então, resolve fazer um barco e ir ao encontro de sua mãe, Chi-Chi. Gohan consegue se lançar ao mar com o barco e foge de Piccolo que continua seu treinamento. Porém, Piccolo sente a falta de Gohan e vai atrás dele. Gohan já está em alto mar e enfrenta uma terrível tempestade. | | |                                            |
| 16 | "Corra Gohan! A Espera Nostálgica de Chi-Chi no Monte Paozu" Transliteração: "Hashire Gohan! Chi-Chi no Matsu Natsukashi no Paozu Yama" (em japonês: 走れ悟飯! チチの待つなつかしのパオズ山)       | Corre Gohan! Chi-Chi o Espera na Montanha Paozu A Aldeia Abandonada                                       | 16 de Agosto de 1989 22 de Junho de 1999   |
| Gohan é encontrado por duas crianças, que o levam para uma aldeia abandonada. Lá ele conhece várias crianças que perderam os pais num maremoto. Nesta aldeia, todo dia apareciam homens dos orfanatos para levarem as crianças. Porém, as crianças sempre conseguiam escapar com a ajuda de Pigero, um jovem bom em artes marciais. Gohan faz amizade com todas as crianças e junto deles, aprontam algumas travessuras. No outro dia bem cedo, aparecem os guardas do orfanato junto da polícia e conseguem pegar todas as crianças. Pigero consegue escapar com Gohan e eles fogem num carro roubado. Pigero deixa Gohan bem próximo de sua casa e que por sua vez, sai correndo ao encontro de sua mãe. Quando Gohan chega ele vê Chi-Chi, mas acaba se lembrando de sua missão que era acabar com os Saiyajins e salvar o mundo. Então, Gohan volta para junto de Piccolo para continuar o treinamento. | | |                                            |
| 17 | "Cidade sem Futuro! Um Longo Caminho até a Vitória" Transliteração: "Asu Naki Machi! Shōri e no Tōi Michinori" (em japonês: 明日なき街! 勝利への遠い道のり)                                        | Uma Cidade sem Futuro! Um Longo Caminho até a Vitória A Cidade dos Guerreiros                             | 30 de Agosto de 1989 23 de Junho de 1999   |
| Faltam apenas 6 meses para a chegada dos Saiyajins à Terra. Piccolo reencontra Gohan e percebe que ele passou no teste de sobrevivência e decide treiná-lo adequadamente. Kuririn, Tenshinhan, Yamcha e Chaos passam dois meses treinando sozinhos no Templo Sagrado e pedem a Kami-Sama para fazer o mesmo treinamento de Goku. Sr. Popo os leva até uma câmara onde os teletransporta para o mundo dos Saiyajins. Lá, eles enfrentam dois guerreirros Saiyajins. Os quatro guerreiros do bem não conseguem derrotar os Saiyajins e são vencidos. Quando Kami-Sama os traz de volta diz a eles que esses eram os Saiyajins os mais fracos e que os que virão à Terra, são muito mais fortes. Todos eles prometem treinar muito para o grande encontro. Enquanto isso, Goku continua sua caminhada para encontrar o final do Caminho da Serpente. | | |                                            |
| 18 | "O Fiiiiim do Caminho da Serpente! Você é o Senhor Kaioh?" Transliteração: "Shūteeeen Hebi no Michi! Omē Kaiō-sama ka?" (em japonês: 終点～ん蛇の道! おめえ界王様か?)                              | O Final do Caminho da Serpente! É o Sr. Kaioh? O Fim da Viagem                                            | 6 de Setembro de 1989 24 de Junho de 1999  |
| Piccolo faz um treinamento forte com Gohan. Próximo dali estava uma nave que trouxe Goku ao planeta Terra. A nave emite um sinal ao céu que faz com que apareça uma lua cheia, fazendo com que a cauda de Gohan cresça novamente e ele se transforme em um gorila gigante. Piccolo não consegue deter seu imenso poder, e percebe que a lua é gerada pela cápsula e a destrói, fazendo Gohan voltar ao normal. Piccolo arranca novamente o rabo de Gohan, para que ele não cause mais problemas. Goku finalmente consegue chegar ao final do caminho da serpente. Ele percebe que logo acima, existe um pequeno planeta e dá um salto sendo atraído pela força gravitacional. Goku não consegue se mover devido a grande força de atração do pequeno planeta. Neste planeta, Goku encontra um macaco que pensa ser o Sr. Kaioh e começa a imitá-lo, pensando ser parte do treinamento. Porém surge um homem com estilo de barata, será ele o Sr. Kaioh? | | |                                            |
| 19 | "Batalha Contra a Gravidade! Agarre o Bubbles-kun" Transliteração: "Jūryoku to no Tatakai! Baburusu-kun wo Tsukamaero" (em japonês: 重力との戦い! バブルス君をつかまえろ)                          | Domine a Força da Gravidade! Agarre Bubbles A Lei da Gravidade                                            | 13 de Setembro de 1989 25 de Junho de 1999 |
| Faltam apenas 5 meses para a chegada dos Saiyajins à Terra. Goku conheçe o Sr. Kaioh, que lhe diz que para iniciar o treinamento, primeiro terá que fazer um trocadilho, e fazê-lo rir. Goku faz um trocadilho e faz com que Sr. Kaioh caia em gargalhadas. O primeiro treinamento de Goku é dominar a força gravitacional do pequeno planeta que é dez vezes maior que a Terra. O objetivo de Goku é agarrar Bubbles, um macaco de estimação do Sr. Kaioh. Goku passa três semanas em treinamento e por fim consegue agarrar Bubbles. O Sr. Kaioh fica admirado por Goku ter vencido a força da gravidade. Enquanto isso, Gohan continua um forte treinamento com Piccolo. | | |                                            |
| 20 | "A Lenda dos Saiyajins Revive! As Origens de Goku" Transliteração: "Yomigaeru Saiyajin Densetsu! Gokū no Rūtsu" (em japonês: よみがえるサイヤ人伝説! 悟空のルーツ)                                 | A Lenda Revive! Os Antepassados de Goku A Lenda dos Guerreiros do Espaço                                  | 20 de Setembro de 1989 28 de Junho de 1999 |
| O Sr. Kaioh diz a Goku que seu próximo treinamento é ficar mais veloz, e lhe apresenta Gregory, um grilo mutante. O objetivo de Goku é acertar Gregory com uma marreta. Depois, o Sr. Kaioh conta a Goku a lenda dos guerreiros do espaço, diz-lhe que há muitos anos, no planeta Vegeta, existiam duas raças: Tsufurujins e Saiyajins. Os Tsufurujins eram uma raça muito inteligente e desenvolvida. Já os Saiyajins eram mais primitivos, porém muito mais fortes. Os Saiyajins com o tempo, conseguiram acabar com os Tsusurujins e dominar o planeta Vegeta. Até que o deus do planeta resolveu fazer com que vários meteoros se chocassem, fazendo com que o planeta explodisse e toda a raça dos Saiyajins fosse extinta. Após a explosão só restaram quatro Saiyajins vivos: Goku, Raditz, Vegeta e Nappa. Goku consegue ficar acertar Gregory e o Sr. Kaioh, diz que Goku está pronto para aprender sua poderosa técnica, o Kaiohken. Enquanto isso, Kami-Sama diz a Kuririn, Yamcha, Tenshinhan, Chaos e Yajirobe que o treinamento acabou e que os heróis já estão muito mais fortes que ele, e que devem ir para a Terra para aperfeiçoar suas técnicas e aguardar a chegada dos Saiyajins. | | |                                            |
| 21 | "Venha Shenlong! Os Saiyajins Finalmente Chegam à Terra" Transliteração: "Ide yo Shenron! Saiyajin Tsui ni Chikyū Tōchaku" (em japonês: いでよ神龍! サイヤ人ついに地球到着)                        | Sai Daí Shenlong! Os Saiyajins Chegaram à Terra A Chegada do Inimigo                                      | 27 de Setembro de 1989 29 de Junho de 1999 |
| Faltam apenas 2 dias para a chegada dos Saiyajins a Terra. Goku faz uma revisão de tudo que aprendeu com Sr. Kaioh. No entanto, o Sr. Kaioh se dá conta que não calculou o tempo da volta de Goku à Terra, e faz ele se comunicar com Mestre Kame pedindo para ser ressuscitado. Goku aprende uma técnica muito mais poderosa que o Kaiohken, e que só deve usá-la uma única vez e caso ela não funcionar, poderá destruir o mundo. Esta técnica chama-se Genkidama e absorve a energia das plantas, animais e dos seres humanos. Mestre Kame invoca Shenlong e pede que ressuscite Goku. Goku após ser ressuscitado, volta pelo caminho da serpente, porém como está mais forte e leve, levará apenas dois dias para chegar à Terra novamente. Os Saiyajins finalmente chegam a Terra e Piccolo, Gohan, Kuririn, Tenshinhan, Yamcha, Chaos, e Yajirobe se surpreendem com o poder de luta dos inimigos. | | |                                            |
| 22 | "Impossível! Um Saibaiman Nasceu do Chão" Transliteração: "Nna Baka na! Tsuchi kara Umareta Saibaiman" (em japonês: んなバカな! 土から生まれたサイバイマン)                                        | Impossível! Saibaimans Nascidos da Terra? Umas Sementes Muito Estranhas                                   | 11 de Outubro de 1989 30 de Junho de 1999  |
| Os Saiyajins destroem a Cidade do Leste, e através de seus aparelhos identificam onde estão os lutadores com maior poder de luta e percebem que Gohan tem 981 de Ki, Piccolo tem 1220 de Ki e Kuririn tem 1083 de Ki. Então, eles se dirigem para onde estão Piccolo e Gohan. Kuririn chega ao local e se junta com Piccolo e Gohan para aguardar a chegada dos Saiyajins. Em seguida, os Saiyajins chegam e descobrem que Piccolo é um Namekuseijin. Piccolo e Kami-Sama ficam surpresos por saber de suas origens. Nappa, um dos Saiyajins planta seis sementes no chão e nascem os Saibaimans, uns monstros muito fortes. | | |                                            |
| 23 | "Yamcha Morre! Os Terríveis Saibaiman" Transliteração: "Yamucha Shisu! Osorubeshi Saibaiman" (em japonês: ヤムチャ死す! おそるべしサイバイマン)                                                    | Yamcha Morre! Os Temíveis Saibaimans Uma Táctica Monstruosa                                               | 18 de Outubro de 1989 1 de Julho de 1999   |
| Tenshinhan e Chaos chegam ao local do combate e Yamcha também. Vegeta propôs um combate de um a um contra os Saibaimans e os nossos heróis aceitam. O primeiro a lutar é Tenshinhan, que vence facilmente o Saibaiman. Vegeta vendo que o Saibaiman não usou todo seu poder, o elimina. O próximo a lutar é Yamcha, que trava um duro combate. No final, Yamcha aplica um golpe que derruba o Saibaiman. Porém, o monstro se levanta e agarra Yamcha. O Saibaiman se explode acabando com sua vida e matando Yamcha. Kuririn se enfurece e promete vingar a morte do amigo. | | |                                            |
| 24 | "Adeus Ten-san! A Estratégia Suicida de Chaos" Transliteração: "Sayonara Ten-san! Chaozu no Sutemi no Senpō" (em japonês: さよなら天さん! 餃子の捨て身の戦法)                                      | Adeus Tenshin! A Arte do Sacrifício de Chaos Um Acto de Coragem                                           | 25 de Outubro de 1989 2 de Julho de 1999   |
| Na casa do Mestre Kame, Pual e Bulma se desesperam e são consolados pelo Mestre Kame, que diz que Yamcha pode ser ressuscitado com as esferas do dragão. Kuririn aplica um golpe utilizando toda sua energia. Este golpe é muito poderoso e consegue destruir três Saibaimans, restando apenas um, que conseguiu fugir. Este último tentou atacar Gohan, mas Piccolo o deteve e o matou com um único golpe. Nappa resolve lutar contra eles e começa a atacar os Guerreiros. Com um único golpe, Nappa arranca a mão de Tenshinhan. Chaos vendo que o amigo estava para ser morto, se agarra nas costas de Nappa e concentra todo seu poder, para se explodir junto com o inimigo. Chaos causa uma grande explosão e sacrifica sua vida. Porém, Nappa sobrevive a explosão. | | |                                            |
| 25 | "O Grito de Tenshinhan!! Este é o Último Kikouhou" Transliteração: "Tenshinhan Zekkyō!! Kore ga Saigo no Kikōhō Da" (em japonês: 天津飯絶叫!! これが最後の気功砲だ)                                | O Sacrifício de Tenshinhan! O Último Kikohou A Força do Desespero                                         | 1 de Novembro de 1989 5 de Julho de 1999   |
| Nappa começa atacar Tenshinhan. Piccolo combina com Kuririn e Gohan um plano para atacar o Saiyajin quando ele estiver desprevinido. Quando Nappa está pronto para dar seu último golpe em Tenshinhan, Piccolo o acerta e Kuririn também. Mas quando é a vez de Gohan acertá-lo, ele fica com medo e desiste. Tenshinhan, então reúne todas as suas energias e aplica seu último golpe contra Nappa, o Kikohou. No entanto, Nappa não sofre nada e Tenshinhan após o golpe, morre, devido ao enorme gasto de energia. Kuririn grita desesperado para que Goku apareça logo. Vegeta percebe que Goku é Kakaroto e decide dar um prazo de três horas, para a chegada dele. | | |                                            |
| 26 | "O Atraso de Três Horas! O Expresso Nuvem Voadora" Transliteração: "Hitasura Matte Sanjikan! Dangan Hikō no Kintoun" (em japonês: ひたすら待って3時間! 弾丸飛行の筋斗雲)                           | Só Restam Três Horas de Vida na Terra! Apresse-se Goku A Espera                                           | 8 de Novembro de 1989 6 de Julho de 1999   |
| Enquanto os Guerreiros Z aguardam as três horas para a chegada de Goku, Nappa resolve se divertir um pouco para passar o tempo e destrói todas as equipes de reportagem que estavam ao redor do local de combate. Ele também destrói todas as forças armadas, aviões, navios acabando com todas as defesas da Terra. Nappa decide então, atacar uma cidade para passar o tempo. Chega a uma cidade e a destrói, matando todos os seres vivos daquele lugar. Goku finalmente chega ao início do caminho da serpente e lá encontra Kami-Sama que o leva rapidamente para o Templo Sagrado. Goku ainda recebe do Mestre Karin, duas últimas sementes dos deuses, e chama sua nuvem voadora para ir o mais rápido possível ao local do combate. Piccolo monta um plano para tentar vencer Nappa, só que desta vez o futuro da Terra estará nas mãos de Gohan. | | |                                            |
| 27 | "Deixe Comigo! Gohan, a Grande Explosão de Fúria" Transliteração: "Boku ni Makasete! Gohan - Ikari no Daibakuhatsu" (em japonês: ぼくにまかせて! 悟飯・怒りの大爆発)                               | Explode a Fúria de Gohan! Um Regresso Muito Esperado                                                      | 22 de Novembro de 1989 7 de Julho de 1999  |
| O plano de Piccolo é Kuririn distrair Nappa, para que Piccolo segure seu rabo e Gohan o ataque. Porém Nappa não tem sensibilidade no rabo, e acerta um golpe que faz Piccolo desmaiar. Kuririn então resolve atacar Nappa e aplica sobre ele um golpe poderoso, conhecido como Kienzan. Nappa desvia e começa o ataque contra Kuririn. Quando Nappa estava prestes a matar Kuririn, Piccolo o acerta pelas costas. Nisso, Gohan pede para lutar contra Nappa, e consegue lhe aplicar um super golpe. Nappa se enfurece e concentra suas energias para aplicar um golpe fatal contra Gohan. Quando Nappa aplica o golpe, Piccolo se coloca a frente de Gohan e acaba recebendo todo golpe. | | |                                            |
| 28 | "A Fúria dos Saiyajins! Kami-Sama e Piccolo Morrem" Transliteração: "Saiyajin no Mōi! Kami-sama mo Pikkoro mo Shinda" (em japonês: サイヤ人の猛威! 神様もピッコロも死んだ)                         | O Ataque dos Saiyajins! Kami-Sama e Piccolo Morrem Uma Dupla Perda                                        | 29 de Novembro de 1989 8 de Julho de 1999  |
| Piccolo morre, e com isso Kami-Sama também, e as Esferas do Dragão deixam de existir. Gohan aumenta seu poder de luta e aplica um golpe sobre Nappa, mas este consegue rebater. Quando Nappa estava pronto para matar Gohan, eis que surge Goku e o salva com a nuvem voadora. Goku tem 5000 de poder de luta e percebe que seus amigos Piccolo, Yamcha, Tenshinhan e Chaos estão mortos e fica muito furioso. Nappa tenta acertar Goku, que com um único movimento, derruba Nappa. Vegeta percebe que a força de Goku aumenta cada vez mais, chegando há um poder de luta superior a 8000. Nappa usa todas as suas forças para golpear Goku, mas o herói consegue desviar de todos golpes e lhe aplica um golpe vingando a morte de Chaos. | | |                                            |
| 29 | "Papai é Incrível! O Último Golpe Mortal: Kaiohken" Transliteração: "Tō-san Sugē ya! Kyūkyoku no Hissatsuwaza: Kaiōken" (em japonês: 父さんすげぇや! 究極の必殺技・界王拳)                         | Papai Você é Incrível! Uma Técnica Mortal Chamada Kaioh-ken A Insuperável Técnica de Kaibe                | 6 de Dezembro de 1989 9 de Julho de 1999   |
| Goku aplica vários golpes em Nappa vingando seus amigos Yamcha, Tenshinhan e Piccolo. Nappa resolve aplicar sobre Goku, sua técnica mais poderosa. Contudo, Goku consegue bloquear facilmente. Vegeta vendo que seu parceiro é mais fraco que Goku, pede para que ele abandone a luta, e diz que ele mesmo acabará com Goku. Nappa então, voa em direção a Kuririn e Gohan. Nesta hora, Goku usa sua técnica Kaiohken que aumenta sua velocidade e poder de luta. Goku derrota Nappa completamente e o joga para perto de Vegeta. Ele explica que o Kaiohken torna o lutador muito mais forte podendo controlar perfeitamente seu poder de luta. Porém esta técnica é muito perigosa, pois pode levar o lutador a morte. Vegeta, vendo o fracasso de Nappa, aplica um golpe sobre ele e o mata cruelmente. Vegeta agora tem de enfrentar Goku que pede para Kuririn e Gohan voltarem para casa do Mestre Kame. Kuririn pede que Goku lute em outro local para preservar o corpo de seus amigos mortos, pois ele tem uma ideia para recuperar as Esferas do Dragão. Goku sugere a Vegeta que vão a outro local para lutar e ambos partem rumo ao horizonte para iniciar um grande combate.               | | |                                            |
| 30 | "Batalha Além dos Limites! Goku Contra Vegeta" Transliteração: "Genkai wo Koeta Atsui Tatakai! Gokū Tai Bejīta" (em japonês: 限界を超えた熱い戦い! 悟空対ベジータ)                                 | Uma Luta Além dos Limites! Goku Contra Vegeta O Terceiro Ataque                                           | 13 de Dezembro de 1989 12 de Julho de 1999 |
| Goku e Vegeta chegam a um local não habitado para iniciar a batalha. Goku começa atacando, mas Vegeta consegue desviar de todos os golpes e consegue acertar o herói. Goku então, inicia o Kaiohken, elevando seu poder de luta, mas ainda era mais fraco que Vegeta. Goku resolve iniciar o Duplo Kaioh-ken que aumenta ainda mais a sua força, e assim consegue aplicar alguns golpes em Vegeta. No entanto, Vegeta não estava lutando sério e enfim, utiliza todo seu poder ficando muito mais forte que Goku chegando aos 18000 Ki. A única saída de Goku, seria iniciar o Triplo Kaioh-ken, porém como ordem do Sr. Kaioh, esse nível nunca deveria ser chegado, pois o corpo do herói não aguentaria tanto poder. Mas Goku não tinha escolha pois era a única forma de derrotar Vegeta, e aumenta drasticamente o seu poder de luta com o Triplo Kaioh-ken. | | |                                            |
| 31 | "Agora Goku! Tudo Depende da Técnica Final" Transliteração: "Ima da Gokū! Subete wo Kaketa Saigo no Ōwaza" (em japonês: いまだ悟空! すべてを賭けた最後の大技)                                      | Arrisque a Vida Goku! A Última Opção A Metamorfose do Último Guerreiro                                    | 20 de Dezembro de 1989 13 de Julho de 1999 |
| Goku supera o poder de Vegeta e parte para cima dele, aplicando vários golpes e o deixando bastante machucado. Vegeta se enfurece e resolve aplicar seu golpe mortal chamado Garlick Ho, que acabará com toda Terra. Goku vendo que a Terra será destruída, aplica um Kamehameha com o Triplo Kaioh-ken. As duas técnicas se chocam e Goku decide fazer um Quádruplo Kaioh-ken, conseguindo atingir Vegeta e jogá-lo, para muito longe. Goku sente muita dor em seu corpo depois desse golpe, enquanto Vegeta desesperado, consegue se livrar da técnica e procura a lua para se tornar um gorila gigante e vencer a luta. Porém, como não encontra a lua, ele resolve aplicar uma técnica que cria uma lua cheia artifícial. Vegeta então consegue se transformar em um gorila gigante elevando seu poder de luta em 10 vezes. | | |                                            |
| 32 | "Poder de Luta Vezes 10!! A Grande Transformação de Vegeta" Transliteração: "Sentōryoku Jūbai!! Bejīta Daihenshin" (em japonês: 戦闘力10倍!! ベジータ大変身)                                       | Seu Poder de Luta Aumentou Dez Vezes!! A Transformação de Vegeta Para Além da Última Hipótese             | 17 de Janeiro de 1990 14 de Julho de 1999  |
| Gohan ao ver a lua cheia pressente que seu pai está em apuros e volta ao local do combate, acompanhado de Kuririn. Vegeta transformado em gorila gigante, bate cruelmente em Goku, que tem a ideia de fazer a Genkidama, para conseguir destruir o vilão. Porém, Goku precisa de tempo para reunir as energias da natureza e dos seres vivos. Ele então aplica um Taiyoken contra Vegeta, deixando o Saiyajin cego, por alguns instantes. Goku se afasta para um local mais distante e começa concentrar suas energias para criar a Genkidama. Quando Goku está pronto para aplicar a técnica, acaba sendo atacado antes por Vegeta, que recuperou a visão. Goku já não possui mais energias e Vegeta começa a golpeá-lo, quebrando suas duas pernas. Ele fica imóvel e Vegeta tenta matá-lo com um golpe no coração. No entanto, Goku ainda aplica um golpe ferindo o olho de Vegeta. Após o golpe, Vegeta diz que irá esmagá-lo e aperta Goku entre suas mãos. | | |                                            |
| 33 | "Não Morra Papai!! Essa é o Poder Oculta de Gohan" Transliteração: "Shinanaide Tō-san!! Kore ga Gohan no Sokojikara" (em japonês: 死なないで父さん!! これが悟飯の底力)                             | Não Morra Pai!! O Poder Oculto de Gohan O Dom da Força                                                    | 24 de Janeiro de 1990 15 de Julho de 1999  |
| Gohan e Kuririn chegam ao local do combate e encontram Yajirobe escondido. Yajirobe diz que eles não podem derrotar o gorila, pois ele é muito poderoso. Kuririn pede que Gohan distraia Vegeta, para que ele aplique um golpe para cortar seu rabo. Mas Vegeta consegue desviar do golpe e quando estava prestes a matar Goku, surge Yajirobe que corta o rabo do Saiyajin, fazendo ele voltar ao seu estado normal. Irritado, Vegeta jura matar a todos e ataca Gohan e Kuririn. Goku agonizando, pede que Gohan lute, pois acredita que ele pode derrotar Vegeta. Goku começa a ser torturado por Vegeta, deixando Gohan nervoso. Enquanto Vegeta e Gohan lutam, Goku pede que Kuririn se aproxime dele, para ele lhe passar as energias da Genkidama. Kuririn segue as ordens e prepara uma Genkidama para acertar Vegeta. | | |                                            |
| 34 | "Atire Kuririn! A Genkidama Cheia de Esperança" Transliteração: "Ute Kuririn! Negai wo Kometa Genkidama" (em japonês: 撃てクリリン! 願いをこめた元気玉)                                            | Pegue-o Kuririn! Uma Genkidama Cheia de Esperança Uma Pesada Responsabilidade                             | 31 de Janeiro de 1990 16 de Julho de 1999  |
| Vegeta é muito mais forte que Gohan e consegue dominá-lo facilmente. Kuririn tem em suas mãos a salvação do mundo, pois só tem uma única chance de acertar o golpe em Vegeta. Quando Kuririn aplica o golpe em Vegeta que consegue desviar. A Genkidama golpe vai em direção a Gohan. Goku se comunica por telepatia com Gohan e pede que ele rebata o golpe. Gohan consegue rebater o golpe acertando Vegeta em cheio, que desaparece logo em seguida. Nossos heróis comemoram por ter derrotado Vegeta, até que ele cai ao chão inconsciente. Kuririn se aproxima dele e comemora a vitória, porém Vegeta estava apenas fingindo e o ataca. Após golpear Kuririn, Vegeta aplica uma técnica destruidora fazendo com que exploda tudo ao seu redor. Goku, Kuririn e Gohan ficam caídos. Vegeta então vendo que os três heróis não estão totalmente mortos, decide acabar com eles e depois partir para se recuperar. Quando Vegeta chega até Gohan, percebe que o rabo dele cresceu novamente, e fica assustado. | | |                                            |
| 35 | "Acontece um Milagre! Gohan Super Saiyajin" Transliteração: "Kiseki wo Okose! Sūpā Saiyajin Son Gohan" (em japonês: 奇跡を起こせ! スーパーサイヤ人孫悟飯)                                          | Ocorre um Milagre! A Transformação de Gohan Uma Transformação Espantosa                                   | 7 de Fevereiro de 1990 19 de Julho de 1999 |
| Vegeta resolve cortar o rabo de Gohan, mas Yajirobe aparece e lhe aplica um golpe com a sua espada. Vegeta cai ferido e Yajirobe pensa que o matou, mas o Saiyajin logo se levanta e ataca Yajirobe. Goku pede que Gohan olhe para a lua cheia e quando faz isso, o garoto se transforma num gorila gigante. Vegeta tenta fugir do gorila e consegue cortar o rabo de Gohan. Mas ele cai sobre Vegeta, que por fim, acaba sendo derrotado. Vegeta chama sua nave através de um controle remoto. Quando a nave chega, Vegeta se arrasta para fugir do planeta Terra. Kuririn pega a espada de Yajirobe e vai atrás, para matar Vegeta. Quando Kuririn está próximo da execução, Goku pede que ele deixe Vegeta ir, para que ele possa enfrentá-lo em outra oportunidade. Kuririn diz que quer vingar a morte de todos os seus amigos, mas Goku implora para ele deixar o Saiyajin sobreviver. Vegeta entra em sua nave e parte prometendo um dia voltar para acabar com todos. Finalmente, o planeta Terra foi salvo dos temíveis Saiyajins, mas o Sr. Kaioh percebe que estes não eram os principais guerreiros das forças malignas.                                                                    | | |                                            |

## Saga de Freeza
| N.º | Título original | Título(s) em português                                                                                     | Exibição original                              |
| --- | --- | --- | ---------------------------------------------- |
| 36 | "Viajando para o Espaço! O Planeta da Esperança É o Lar de Piccolo" Transliteração: "Tobidase Uchū e! Kibō no Hoshi wa Pikkoro no Furusato" (em japonês: 飛び出せ宇宙へ! 希望の星はピッコロの故郷)                          | Vamos ao Planeta de Piccolo! Um Novo Destino                                                               | 14 de Fevereiro de 1990 20 de Julho de 1999    |
| Após vencerem a batalha contra Vegeta; Kuririn, Yajirobe, Goku e Gohan, são encontrados pela nave do Mestre Kame. Chi-Chi fica super furiosa e corre em direção a Gohan, não se importando com os ferimentos de Goku. Mestre Kame e Bulma vão ao encontro de Goku e percebem que ele está gravemente ferido. Bulma ao saber que as esferas do dragão não existem mais, entra em pânico pois não conseguirá ressuscitar mais Yamcha. Kuririn mostra ao Mestre Kame o local onde estão os corpos de Tenshinhan, Yamcha e Piccolo para guardar nas cápsulas. Kuririn então conta que ouviu os Saiyajins dizer que Piccolo era um Namekuseijin e que em seu planeta poderia existir outras Esferas do Dragão. Goku se comunica com Sr. Kaioh por telepatia para descobrir onde fica Namekusei e Sr. Kaioh da as coordenadas. Bulma calcula o tempo e mesmo com a nave mais sofisticada levarão mais de quatro mil anos para chegar à Namekusei. Kuririn tem a ideia de ir com a nave do Saiyajin morto, pois ele pegou o controle remoto que Vegeta usou para chamar sua cápsula para partir. Eles decidem então, ir até a cidade do leste para encontrar a cápsula de Nappa, para que possam ir o mais rápido possível até Namekusei. | | |                                                |
| 37 | "O Mistério de Yunzabit! Procurando a Nave Espacial do Kami-Sama" Transliteração: "Nazo no Yunzabitto! Kamisama no Uchūsen wo Sagase" (em japonês: 謎のユンザビット! 神様の宇宙船を探せ)                                    | Um Lugar Misterioso Chamado Yunzabit! Vamos Procurar a Nave Espacial de Kami-Sama! Viagem ao Fim do Mundo  | 21 de Fevereiro de 1990 21 de Julho de 1999    |
| Goku, Kuririn e Gohan estão internados no hospital tratando de seus ferimentos. Kuririn e Gohan ficarão somente mais três dias internados, já Goku precisará ficar por quatro meses, e mesmo assim os médicos dizem que ele poderá não se recuperar totalmente. Mestre Karin diz que daqui a um mês as sementes dos deuses estarão prontas novamente ai Goku poderá se recuperar com elas. Eles percebem no noticiário da tv que a nave de Nappa foi capturada pelas forças armadas, e Bulma resolve chamar a cápsula através do controle remoto da nave de Nappa. Bulma aperta alguns botões e a nave explode. Nossos heróis ficam super preocupados em saber que não possuem mais um meio de transporte rápido para os levar a Namekusei. Nesta hora aparece Sr. Popo em seu tapete voador e diz que num local chamando Yunzabit que fica nos confins do mundo, existe uma nave que trouxe Kami-Sama. Sr. Popo pede que alguém o acompanhe para encontrar a nave. Bulma a única que entende de naves espaciais vai junto com ele em seu tapete mágico. Chegando em Yunzabit, Bulma e Sr. Popo encontram a nave de Kami-Sama e resolvem testar ela. A nave atinge uma velocidade incrível chegando aos lugares mais extremos. | | |                                                |
| 38 | "Vamos para Namekusei! O Perigo que Aguarda Gohan e Seus Amigos" Transliteração: "Namekkusei Iki Hasshin! Gohan-tachi wo Matsu Kyōfu" (em japonês: ナメック星行き発進! 悟飯たちを待つ恐怖)                                  | Vamos para Namekusei! Algo Estranho Está à Espera Partida para o Planeta Namek                             | 28 de Fevereiro de 1990 22 de Julho de 1999    |
| Bulma volta à Terra e junto de seu pai busca conhecer todo mecanismo da poderosa nave de Kami-Sama. Chi-Chi é muito rigorosa com Gohan principalmente nos estudos. Bulma pede que Sr. Popo vá para Namekusei, mas ele diz que não pode deixar o Templo Sagrado abandonado por dois meses (tempo necessário para ir até Namekusei), Bulma então pede que Kuririn o acompanhe, e Gohan também pede para ir, mas é repreendido por Chi-Chi, Gohan reluta e convence Chi-Chi a deixá-lo ir. Bulma pede o tempo de dez dias para que aprenda a língua dos Namekuseijins para poder manusear a nave. Passado os dez dias todos se encontram na casa do Mestre Kame e partem rumo a Namekusei para encontrar as esferas do dragão e ressuscitar Piccolo e os outros heróis. | | |                                                |
| 39 | "Amigos ou Inimigos? O Mistério das Crianças da Nave Espacial Gigante" Transliteração: "Teki ka Mikata ka? Nazo no Kyodai Uchūsen no Kodomotachi" (em japonês: 敵か味方か? 謎の巨大宇宙船の子供たち)                        | Serão Amigos ou Inimigos? Os Garotos Daquela Misteriosa Nave Espacial Prisioneiros no Espaço               | 7 de Março de 1990 23 de Julho de 1999         |
| Bulma, Kuririn e Gohan levarão um mês para chegar até Namekusei; Gohan e Kuririn treinam juntos através de suas mentes. Goku começa a fazer exercícios mas é repreendido pelo médico. Vegeta continua viajando em sua nave, para recuperar-se e voltar à Terra. Passado uma semana, Bulma, Kuririn e Gohan são atacados por algumas naves espaciais, mas conseguem se livrar delas, até que aparece uma nave muito maior e engole eles. Dentro dessa nave eles tentam descobrir quem está por trás disso temendo ser Vegeta. Eles passam por várias armadilhas até que aparecem os garotos misteriosos, e os rendem. | | |                                                |
| 40 | "Verdade Mesmo? Aqui Está o Planeta da Esperança, Namekusei" Transliteração: "Honto ni Honto? Are ga Kibō no Namekkusei" (em japonês: ホントにホント? あれが希望のナメック星)                                               | Isso é Namekusei? Destino Namek                                                                            | 14 de Março de 1990 26 de Julho de 1999        |
| Os garotos misteriosos, pensam que Bulma, Kuririn e Gohan fazem parte dos soldados de Freeza, mas repentinamente começa uma chuva de meteoros e Kuririn e Gohan ajudam os garotos a se salvar do grande perigo. Os garotos fazem amizade e dizem que estão a procura de um planeta onde seus pais faziam negócios, para encontrar um lugar para viver, já que seu planeta foi destruído pelas forças do Freeza e os seus pais foram exterminados junto do planeta. Passaram-se dezoito dias desde que Vegeta saiu do planeta Terra, e Bulma, Kuririn e Gohan já estão viajando a dez dias. Os garotos então, ensinam Bulma a ir por um caminho mais rápido, porém com alguns perigos. Bulma, Kuririn e Gohan seguem viagem e logo chegam a um planeta misterioso. Enquanto isso Vegeta chega ao planeta de Freeza, e é socorrido por uns seres estranhos. | | |                                                |
| 41 | "Alienígenas Bondosos - A Esfera de Cinco Estrelas Aparece de Repente" Transliteração: "Shinsetsu na Uchūjin - Ikinari Atta yo Ūshinchū" (em japonês: 親切な宇宙人 いきなりあったよ五星球)                                  | Extraterrestres Muitos Gentis Amigos Muito Atenciosos                                                      | 21 de Março de 1990 27 de Julho de 1999        |
| Bulma, Kuririn e Gohan descem até o planeta Namekusei, mas sua nave cai de um penhasco e eles são encontrados por dois extraterrestres muitos gentis e bem parecidos de Piccolo. Eles oferecem ajuda para encontrar as Esferas do Dragão, a primeira está no fundo de um rio, a segunda na tumba de um extraterrestre. A terceira esfera é encontrada por um monstro gigante, que engole ela e foge quando vê nossos heróis. O monstro gigante vai para um local perigoso e o extraterreste diz para Bulma não seguir pois correm risco de vida. Neste local há um lago de ácido e Gohan veste uma roupa especial e mergulha no lago, e consegue pegar a terceira esfera. Enquanto isso Vegeta e Goku se recuperam de seus ferimentos. | | |                                                |
| 42 | "Planeta Freeza Nº 79 - Vegeta é Revivido!!" Transliteração: "Wakusei Furīza Nanbā Nanajūkyū - Fukkatsu no Bejīta!!" (em japonês: 惑星フリーザNO.79 復活のベジータ!!)                                                       | O Planeta Freeza Nº 79! Vegeta é Revivido O Inimigo Acorda                                                 | 4 de Abril de 1990 28 de Julho de 1999         |
| Bulma, Kuririn, Gohan e os gentis namekuseijins encontram a quarta Esfera do Dragão dentro de um ciclone e a única forma de pegar a esfera, é enfrentar o ciclone que nunca se acaba. Gohan entra no ciclone e consegue pegar a quarta esfera. A quinta esfera se encontra numa floresta que emite sons estranhos. Na verdade eles estão sob uns pássaros gigantes e conseguem se salvar pulando em direção a um castelo no alto de uma montanha. Neste castelo vive um monstro gigante e sua cobra de estimação gigante, a esfera se encontra num brinco em sua orelha e nossos heróis tentam tirar e quando conseguem acordam o gigante. O Gigante tenta pegar eles mas Bulma consegue fazer com que um avião de decoração levante voo, salvando assim sua vida e de seus amigos. Agora só faltam duas esferas para que eles possam voltar ao planeta Terra. Enquanto isso Goku foge do hospital para treinar nos confins da terra, para se preparar para o reencontro com Vegeta, porém ainda se encontra bastante debilitado. Vegeta finalmente se recupera e tem seu poder de força aumentado. | | |                                                |
| 43 | "Esferas do Dragão Reunidas! Piccolo-san Também Será Revivido" Transliteração: "Sorotta zo Doragon Bōru! Pikkoro-san mo Ikikaeru" (em japonês: そろったぞ神龍球! ピッコロさんも生き返る)                                    | Reunimos as Esferas do Dragão! Já Podemos Reviver Piccolo A Última Cilada                                  | 11 de Abril de 1990 29 de Julho de 1999        |
| Bulma, Kuririn e Gohan encontram a sexta esfera dentro de uma caverna congelada. Quando eles apanham a esfera o local começa desmoronar e eles tentam sair mas enfrentam algumas armadilhas, quando eles conseguem se livrar se dão conta que os amigos Namekuseijins desapareceram. Eles então resolvem ir atrás da última esfera o mais rápido possível, chegando no local da última esfera uma coisa estranha acontece com Gohan, e Kuririn o tenta ajudar e os Namekuseijins capturam Bulma e se mostram ser uns terríveis monstros e revelam que este planeta não é Namekusei e as esferas foram inventadas por eles para capturar os terráqueos. E agora, os três correm sério perigo. Enquanto isso, Vegeta recuperado, pede por Freeza, mas seus súditos dizem que ele foi até Namekusei para buscar as esferas e pedir a juventude eterna. Vegeta fica bravo e sai em direção a Namekusei, para tomar as esferas de Freeza e se tornar imortal. Além de que, Vegeta não quer mais ser subordinado de Freeza. Goku é encontrado por Chi-Chi e Mestre Kame que foram a sua procura, e é levado as pressas ao hospital novamente. | | |                                                |
| 44 | "Um Novo Inimigo Formidável! Freeza, o Imperador do Universo" Transliteração: "Arata na Kyōteki! Uchū no Teiō Furīza" (em japonês: あらたな強敵! 宇宙の帝王フリーザ)                                                        | Um Novo Inimigo! O Imperador do Universo, Freeza Um Novo Inimigo                                           | 18 de Abril de 1990 30 de Julho de 1999        |
| Os monstros revelam que são de outro planeta e por acidente foram parar neste planeta que só tem lixo, e revelam que quando encontraram Bulma e seus amigos, leram a mente de Bulma e descobriram sobre as Esferas do Dragão e criaram o local parecido com Namekusei e transformaram-se como os Namekuseijins. Os monstros vão até a nave espacial de Kami-Sama mas não conseguem abrir a porta. Bulma os acompanha de perto, enquanto isso Gohan e Kuririn estão presos pelas estranhas criaturas do lago. Quando as criaturas afundam Gohan e Kuririn no lago, Gohan consegue desprender uma das mão e aplica um poder contra os tentáculos dos monstros conseguindo se salvar e salvar o amigo Kuririn. Juntos os dois acabam com todos os monstros. Nossos heróis então fogem antes que a névoa acabe, conseguindo assim sair da atmosfera do planeta. Vegeta pega um atalho para chegar mais rápido a Namekusei. Goku tenta fugir do hospital mas é duramente vigiado pelo médico e a enfermeira. Passaram-se 34 dias desde que Bulma e seus amigos deixaram à Terra, e finalmente chegam em Namekusei, e com o radar do dragão eles conseguem localizar as esferas, mas neste momento a cápsula de Vegeta pousa em Namekusei assustando todos. Kuririn diz a Bulma para voltar à Terra e trazer Goku, porém Bulma levará dois meses para chegar à Terra e voltar a Namekusei. Bulma se comunica com Mestre Kame e pede para avisar Goku. Nesta hora cai uma outra cápsula idêntica a de Vegeta, Kuririn e Gohan escondem seu poder de luta para não serem reconhecidos, mas todos ficam apreensivos pois agora, além de buscar as esferas do dragão ter que enfrentar Vegeta e sem conhecimento ainda o terrível Freeza. | | |                                                |
| 45 | "A Ambição de Vegeta! Eu Sou o Maior Guerreiro do universo!!" Transliteração: "Yabō no Bejīta! Uchūichi no Senshi wa Ore Da!!" (em japonês: 野望のベジータ! 宇宙一の戦士はオレだ!!)                                         | A Ambição de Vegeta! Sou o Guerreiro Mais Forte do Universo! Um Poder Extraordinário                       | 25 de Abril de 1990 2 de Agosto de 1999        |
| Freeza e seus aliados descobrem que Vegeta chegou a Namekusei e Freeza manda um de seus homens acabar com Vegeta, outros dois foram ver os Ki que apareceram repentinamente (Ki de Gohan e Kuririn), Gohan e Kuririn ao perceberem um poder maligno se aproximando, montam guarda mas os homens de Freeza aparecem e destroem a nave de Kami-Sama. Gohan e Kuririn então com um único golpe acabam com os soldados de Freeza. Vegeta se encontra com Kiwi, o soldado de Freeza e lhe mostra que consegue controlar seu poder. Deixando todos abismados inclusive Freeza. Vegeta vence facilmente seu oponente e segue em busca das esferas para se tornar imortal e poder acabar com Freeza. | | |                                                |
| 46 | "O Poder Total do Goku!! 6 Dias para Atravessar a Galáxia" Transliteração: "Gokū Pawā Zenkai!! Ginga no Hate made Muikakan" (em japonês: 悟空パワー全開!! 銀河の果てまで6日間)                                              | A Viagem de Goku à Namekusei Até ao Fim do Universo                                                        | 2 de Maio de 1990 3 de Agosto de 1999          |
| Bulma avisa Mestre Kame que além de Vegeta existe outro homem muito mais poderoso que Vegeta. Mestre Kame vai até o hospital para falar com Goku, nisso chega Yajirobe com as sementes dos deuses do Mestre Karin e dá uma a Goku que logo se recupera totalmente. Goku então parte para a casa da Bulma pois pediu para o pai de Bulma criar uma nave com os restos da nave que o trouxe à Terra quando era pequeno. Goku chega lá e a nave está pronta e parte para Namekusei onde levará seis dias para chegar. A nave possui um controle de gravidade onde Goku aumenta em 20X mais para treinar enquanto não chega ao seu destimo. Gohan e Kuririn seguem Freeza que já possui quatro esferas de Namekusei. | | |                                                |
| 47 | "Ataque Surpresa!! O Alvo do Ancião Eram os Rastreadores" Transliteração: "Ihyō wo Tsuita Kōgeki!! Chōrō no Nerai wa Sukautā" (em japonês: 意表をついた攻撃!! 長老の狙いはスカウター)                                       | Um Ataque Surpresa! O Ancião Destrói os Rastreadores Os Namekes Contra o Tirano                            | 9 de Maio de 1990 4 de Agosto de 1999          |
| Goku continua seu treinamento na força gravitacional 20X maior. Freeza encontra os Namekuseijin e revela que sabe que cada esfera tem um guardião, e pede que entreguem a esfera para não matar todos. Nisso aparecem os Namekuseijins guardiões e lutam contra os homens de Freeza. Um Namekuseijin ancião percebe que eles encontram as esferas através do radar e aplica um golpe acabando com todos os radares dos vilões. Gohan e Kuririn continuam observando de longe sem poder fazer nada para ajudar os Namekuseijins. | | |                                                |
| 48 | "Cuidado Gohan! A Perseguição do Assassino Dodoria" Transliteração: "Gohan Ayaushi! Shi wo Yobu Tsuisekisha Dodoria" (em japonês: 悟飯危うし! 死を呼ぶ追跡者ドドリア)                                                       | Gohan se Arrisca! O Perseguidor Dodória O Soldado Implacávell                                              | 16 de Maio de 1990 5 de Agosto de 1999         |
| Freeza fica furioso devido ao ancião ter acabado com os radares, e diz para seu súdito Dodoria acabar com todos. Dodoria facilmente derrota os três Guardiões, e quando vai acabar com as crianças o ancião propõe que os deixem viver em troca da Esfera. Freeza então, assim que recebe a esfera diz para Dodoria matar todos. Dodoria consegue matar uma criança e logo após o ancião. Gohan fica indignado e parte para cima de Dodoria e consegue com a ajuda de Kuririn fugir com o pequeno Namekuseijin. Kuririn aplica o golpe de seu amigo Tenshinhan e ofusca a visão de Dodoria e conseguem se esconder. | | |                                                |
| 49 | "Dodoria Explode! A Terrível Onda de Choque de Vegeta" Transliteração: "Bakushi Dodoria! Bejīta no Osoru Beki Shōgekiha" (em japonês: 爆死ドドリア! ベジータの恐るべき衝撃波)                                               | A Morte de Dodória! Uma Terrível Revelação                                                                 | 23 de Maio de 1990 6 de Agosto de 1999         |
| Dodoria continua a tentar procurar os nossos heróis, porém não consegue encontrá-los (por não possuir mais o rastreador). Com isso, Dodoria resolve destruir todo o local aplicando um poderoso poder, a fim de matá-los, onde quer que eles estivessem. Vendo que não havia nenhum sinal dos fugitivos após a devastação do local, ele resolve voltar ao encontro de Freeza (Kuririn, Gohan e seu novo amigo conseguem se salvar da explosão, sem que Dodoria os perceba). Dodoria, a caminho do local onde Freeza o aguardava, é atacado repentinamente por Vegeta. Ele percebe que Vegeta possui um rastreador e pede que o entregue para não o matá-lo, mas Vegeta se recusa, quebrando o rastreador e imobilizando Dodoria, mostrando o quão poderoso ele havia ficado. Dodoria pede para Vegeta o soltar em troca da revelação da verdadeira causa da extinção dos Saiyajins, que habitavam o seu planeta, e conta que não foi um meteoro que se chocou causando a morte de todos, mas sim Freeza, que exterminou todos explodindo o planeta, por recear os seus estranhos e fortes poderes. Vegeta fica enfurecido por ter sido usado por eles desde pequeno e mata Dodoria. Enquanto isso, Goku segue seu rumo a Namekusei, já descoberto por Bulma através de seu contato com o seu pai, que a informa que Goku está a caminho do planeta. | | |                                                |
| 50 | "Fugindo de um Planeta em Chamas!! Um Kamehameha Desesperado" Transliteração: "Moeru Wakusei kara no Dasshutsu!! Inochigake no Kamehameha" (em japonês: 燃える惑星からの脱出!! 命がけのカメハメ波)                          | Goku Usa um Kamehameha para Salvar a Pele!! Um Acidente de Percurso                                        | 30 de Maio de 1990 9 de Agosto de 1999         |
| Vegeta percebe a presença de dois poderes e Gohan e Kuririn se escondem ao perceber que um grande poder de Ki se aproxima. Ao perceber que trata-se de Vegeta, Kuririn fica muito assustado. Vegeta localiza um pequeno poder de luta e resolve averiguar. Quando Kuririn e Gohan se preparam para a luta e vão em direção a Vegeta, uma enorme baleia salta do lago assustando a todos. Vegeta conclui que o poder era da inofensiva baleia e resolve ir atrás de uma Esfera do Dragão para esconder de Freeza. Kuririn, Gohan e o novo amigo Namekuseijin vão ao encontro de Bulma para descansar após o enorme susto. Ao encontrarem com Bulma, ela os revela que Goku está a caminho de Namekusei, deixando Kuririn com esperanças de sair vivo desta batalha. Enquanto isso, Goku enfrenta uma chuva de meteoritos. Um dos meteoritos se choca com a nave de Goku, danificando uma parte lateral da mesma. O pai de Bulma se comunica com Goku e pede que ele a conserte, para que a cápsula não saia de órbita e Goku consiga chegar ao seu destino. Goku sai da nave com os acessórios e consegue consertá-la. Porém, recebe a notícia do pai da Bulma de que saiu da rota e que irá se chocar com uma grande estrela. Ele pede que Goku volte para o interior da nave, mas Goku acaba pisando em cima da cola usada para tampar o dano, ficando com a bota colada junto ao conserto, sem poder sair. Goku faz um Kamehameha para se distanciar da estrela de fogo. A nave, porém, continua sendo atraída à estrela, e Goku então resolve fazer um Kamehameha com toda a sua força, conseguindo com isso se distanciar da estrela de fogo, salvando a sua vida. Enquanto isso, Vegeta encontra uma aldeia de Namekuseijins e pede para que o ancião lhe dê a esfera guardada consigo. | | |                                                |
| 51 | "Coragem Vezes Cem! Os Guerreiros se Reúnem com o Senhor Kaioh" Transliteração: "Yūki Hyakubai! Kaiō no Moto ni Shūketsu suru Senshi-tachi" (em japonês: 勇気百倍! 界王の下に集結する戦士たち)                              | Os Grandes Lutadores se Reúnem com o Senhor Kaioh! As Novidades de Kaibe                                   | 6 de Junho de 1990 10 de Agosto de 1999        |
| Vegeta mata todos os Namekuseijins da aldeia e rouba a Esfera do Dragão, escondendo-a de Freeza no fundo de um lago da aldeia. Supondo que Freeza esteja com cinco das sete esferas do dragão, Vegeta vai em busca da última. Freeza deduz que as duas esferas que lhe faltam estão com Vegeta e manda seus dois súditos procurá-lo, enquanto ele descansa na sua nave. Para ficar ainda mais forte, Goku, ainda no espaço sideral a caminho de Namekusei, decide aumentar a força gravitacional da sua nave em 30X, mas é interrompido por Sr. Kaioh, que o avisa que Yamcha, Tenshinhan, Chaos e Piccolo estão com ele para iniciar um forte treinamento. Goku fica muito feliz com a novidade, se sentindo mais confiante pelo que vem pela frente. Enquanto isso, Dende, o pequeno Namekuseijin, pede que Kuririn o acompanhe até o Patriarca - o criador dos Namekuseijins, que está com a última esfera do dragão. Kuririn o acompanha, pedindo para que Gohan fique com a Bulma enquanto eles tentam chegar ao Patriarca antes que Vegeta o encontre e se apodere da esfera. | | |                                                |
| 52 | "Ouça-me Goku! Não Toque no Freeza" Transliteração: "Kike Gokū yo! Furiza ni wa Te wo Dasu na" (em japonês: 聞け悟空よ! フリーザには手を出すな)                                                                             | Preste Atenção Goku! Não Chegue Perto de Freeza O Terceiro Adversário                                      | 20 de Junho de 1990 11 de Agosto de 1999       |
| O Sr. Kaioh, em conversa com Goku, descobre que o temível Freeza está em Namekusei, e pede que Goku não se aproxime dele quando chegar ao planeta, mas que apenas resgate os seus amigos e deixem o local. Goku, então, começa um treinamento com força gravitacional de 50X. Enquanto isso, começa com o Sr. Kaioh o treinamento de Yamcha, Chaos, Tenshinhan e Piccolo. Em Namekusei, Vegeta percebe dois Ki e, ao perceber que um deles não se trata de um Namekuseijin, resolve segui-los. Kuririn (que atraíra a atenção de Vegeta através de seu Ki), percebe que o mesmo está vindo em sua direção, e se esconde a tempo com Dende para não serem localizados. Quando Vegeta está próximo, percebe um outro Ki, que ele suspeita ser de Zarbon, decidindo com isso ir ao seu encontro. Vegeta encontra e confronta Zarbon, golpeando-o facilmente, até despertar a fúria em Zarbon. Enquanto isso, o Sr. Kaioh apresenta o primeiro treinamento aos demais lutadores, que é pegar Bubbles, dizendo que Goku levou três semanas para conseguir o fazer. Piccolo, no entanto, consegue pegá-lo em poucos segundos. | | |                                                |
| 53 | "Totalmente Arrepiado! A Transformação Diabólica do Belo Guerreiro Zarbon" Transliteração: "Hotondo Torihada! Bisenshi Zābon no Akuma no Henshin" (em japonês: ほとんど鳥肌! 美戦士ザーボンの悪魔の変身)                    | A Incrível Transformação de Zarbon A Transformação do Terceiro Adversário                                  | 27 de Junho de 1990 12 de Agosto de 1999       |
| Zarbon se transforma em um terrível monstro e chega a um poder de luta superior ao de Vegeta, o que faz com que ele domine inteiramente a batalha. Após a luta, Zarbon vai ao encontro de Freeza, ao supor que Vegeta devia ter se afogado no lago onde caíra quase inconsciente. Contudo, Vegeta continuou vivo, furioso com Zarbon, prometendo vingança contra ele e Freeza. Entrementes, Kuririn e Dende finalmente chegam até o Patriarca, que agradece Kuririn por ter salvo o pequeno Namekuseijin das forças inimigas. Porém, no treinamento com o Sr. Kaioh, Yamcha, Tenshinhan e Chaos continuam a tentar capturar Bubbles, sem obterem sucesso. | | |                                                |
| 54 | "Proteja o Planeta da Esperança!! O Maravilhoso Aumento de Poder de Kuririn" Transliteração: "Kibō no Hoshi wo Mamore!! Kuririn Kyōi no Pawā Appu" (em japonês: 希望の星を守れ!! クリリン驚異のパワーUP)                    | É Preciso Proteger o Planeta da Esperança!! Kuririn Aumenta o Seu Poder O Encontro com o Chefe dos Namekes | 4 de Julho de 1990 13 de Agosto de 1999        |
| Kuririn pede ao Patriarca para levar a Esfera do Dragão que está com ele, para que ele esconda de Freeza e Vegeta. O Patriarca diz que, caso ele morrer, as esferas desaparecerão junto com ele e, por isso, pede para que Kuririn se aproxime dele. Com isso, o Patriarca descobre o passado das Esferas do Dragão do planeta Terra. Ele também conta a história de Kami-Sama e Piccolo à Kuririn. O Patriarca faz com que Kuririn desperte seu poder oculto, fazendo com que o seu poder de luta fique muito maior do que o normal. Kuririn, estupefato, pede ao Patriarca para trazer um amigo (Gohan) para que seu poder também seja despertado. O Patriarca aceita, dizendo que Namekusei depende deles, e Kuririn se despede e parte em busca de Gohan, com a esfera do dragão consigo. Gohan, porém, fora em busca de uma outra esfera do dragão, localizada por Bulma em seu radar. Enquanto isso, Zarbon chega até a nave de Freeza e comenta com ele a sua batalha com Vegeta. Freeza fica furioso com Zarbon após descobrir que Vegeta possivelmente havia escondido uma das esferas do dragão, sendo com isso o único que sabia onde ela estava. Zarbon, então, vai em busca de Vegeta, trazendo-o logo depois inconsciente e colocando-o numa câmara de recuperação. Freeza também revela a Zarbon que chamou as Forças Ginyu para ajudar na busca das esferas, temendo se deparar com o Super Saiyajin. Mas, afinal, quem será esse Super Saiyajin? | | |                                                |
| 55 | "Revivido à Beira da Morte - Vegeta, o Homem Milagroso" Transliteração: "Shi no Fuchi kara Yomigaetta - Kiseki no Otoko, Bejīta" (em japonês: 死の淵からよみがえった 奇跡の男・ベジータ)                                    | Vegeta Revive Milagrosamente Uma Cura Miraculosa                                                           | 18 de Julho de 1990 16 de Agosto de 1999       |
| Goku continua seu forte treinamento, enquanto isso, Yamcha, Tenshinhan e Chaos conseguem pegar Bubbles, e passam a próxima etapa que é acertar Gregory. Piccolo está descontente com o treinamento e resolve treinar sozinho. Gregory é facilmente vencido pelos três heróis, e começa a próxima etapa do treinamento que é lutar um contra os outros e Piccolo decide lutar sozinho contra todos, mas é derrotado. Vegeta se recupera totalmente e explode a sala de recuperação. Freeza e Zarbon vão até a sala e não encontram Vegeta. Freeza pede que Zarbon vá procurá-lo e Vegeta escondido vai até a sala onde se encontram as esferas de Freeza. | | |                                                |
| 56 | "Enorme Poder de Luta!! A Conspiração de Freeza se Quebra" Transliteração: "Dodekai Sentōryoku!! Kudakechiru Furīza no Inbō" (em japonês: どでかい戦闘力!! 砕け散るフリーザの陰謀)                                          | O Complô de Freeza se Desfaz Quem Rirá Por Último?                                                         | 1 de Agosto de 1990 17 de Agosto de 1999       |
| Vegeta aplica um forte golpe contra Freeza e Zarbon e atira para longe as Esferas do Dragão de Namekusei, em seguida Vegeta foge pelo lago. Freeza ao ver que suas esferas foram roubadas fica furioso e ordena que Zarbon encontre Vegeta. Vegeta chega ao local onde atirou as esferas e reúne elas, porém percebe um poder de luta próximo e reconhece ser Kuririn voando com uma esfera e parte atrás dele. Zarbon avista Kuririn passando com a esfera e atrás dele Vegeta. Zarbon então segue Vegeta. Kuririn finalmente chega ao encontro de Bulma e pede de Gohan, nesta hora aparece Vegeta que fica surpreso em reencontrar os terráqueos, mas antes de tomar a esfera ele diz que terá uma batalha. Zarbon chega e confronta Vegeta. Gohan encontra a esfera que foi atirada por Vegeta no lago. A nave de Goku atravessa um campo de força magnética que faz com que a força gravitacional suba para 100X deixando Goku imóvel. | | |                                                |
| 57 | "O Retorno de Seu Vigor!! A Super Gravidade 100X de Goku" Transliteração: "Genki ga Modotta zo!! Hyakubai Chōjūryoku no Naka no Gokū" (em japonês: 元気が戻ったぞ!! 100倍超重力の中の悟空)                                  | Goku Treina Numa Gravidade 100 Vezes Maior! Um Dia de Sorte Para o Inimigo                                 | 8 de Agosto de 1990 18 de Agosto de 1999       |
| Goku continua preso, amarrado pelos pés sem conseguir sair. Vegeta e Zarbon começam a batalha, Zarbon se transforma novamente em um monstro e a luta fica igual. Kuririn e Bulma observam tudo sem nada poder fazer. Goku consegue se soltar aplicando um Kaiohken, mas cai no chão e não consegue se levantar devido a força gravitacional estar em 100X. Goku consegue baixar a força da gravidade porém está muito machucado, mas com uma das sementes dos deuses, consegue se recuperar e resolve então treinar na força de gravidade 100X para se tornar mais forte e estar preparado para enfrentar os adversários que estão em Namekusei. Após uma grande luta Vegeta consegue matar Zarbon, e pede que Kuririn o entregue a Esfera do Dragão. Kuririn diz que entrega, mas quer que Vegeta os deixe vivos. Vegeta pega a sexta esfera e parte, Gohan segue com a esfera que encontrou, para o local onde se encontram Bulma e Kuririn. | | |                                                |
| 58 | "A Arma Secreta de Freeza! As Diabólicas Forças Especiais Ginyu" Transliteração: "Furīza no Himitsu Heiki! Akuma no Ginyū Tokusentai" (em japonês: フリーザの秘密兵器! 悪魔のギニュー特戦隊)                                | O Grupo Secreto de Freeza! As Terríveis Forças Especiais Ginyu O Exército Secreto do Tirano                | 22 de Agosto de 1990 19 de Agosto de 1999      |
| As Forças Especiais Ginyu estão a caminho de Namekusei, Goku já consegue treinar facilmente na gravidade de 100X. Gohan segue com a Esfera mas percebe que um grande poder vem ao seu encontro, e que trata-se de Vegeta. Gohan se esconde e Vegeta percebe a presença de um poder que logo desaparece, então Vegeta ameaça explodir todo local e Gohan esconde a esfera e aparece. Vegeta bate em Gohan e foge em busca da próxima esfera. Gohan mesmo ferido fica feliz por Vegeta não ter encontrado a esfera de quatro estrelas. Gohan chega ao encontro de Bulma e Kuririn e eles resolvem fugir e se esconder em outro local. Vegeta' chega no local onde jogou a esfera no lago porém não encontra e fica muito furioso e volta para acabar com a vida de Gohan e seus amigos. Chegando lá ele explode toda caverna mas não encontra ninguém. Gohan, Kuririn e Bulma se escondem em uma gruta. Kuririn e Gohan vão ao encontro do Patriarca para que ele revele o poder oculto de Gohan. | | |                                                |
| 59 | "Bulma em Perigo!! A Esfera de Quatro Estrelas nas Garras de Freeza" Transliteração: "Buruma ga Abunai!! Sūshinchū wa Furīza no Te ni" (em japonês: ブルマが危ない!! 四星球はフリーザの手に)                                | Tome Cuidado Bulma! A Esfera de Quatro Estrelas Pode Cair nas Mãos de Freeza Boa Sorte, Bulma              | 29 de Agosto de 1990 20 de Agosto de 1999      |
| Freeza está muito furioso pela demora do retorno de Zarbon e começa arremessar para longe seus poderes explodindo diversos lugares de Namekusei. Vegeta fica aguardando com as seis Esferas a chegada de Kuririn e Gohan. Kuririn e Gohan seguem para o encontro com o Patriarca. Um dos golpes de Freeza cai próximo ao local onde está Bulma, e a esfera cai dentro do lago. Bulma tenta pegar mas não consegue, até que a esfera começa se mover rapidamente. Bulma usa uma de suas cápsulas que se transforma em um submarino, e vai atrás da esfera; Bulma se depara com um monstro e percebe que a esfera está presa em sua nadadeira. Bulma então joga um foguete contra o monstro que foge e solta a esfera. Quando Bulma vai pegar a esfera, avista uma pérola gigante e resolve pegá-la, mas quando tenta pegar a Ostra foge, abrindo assim um redemoinho que suga a esfera e o submarino de Bulma. Lá em baixo Bulma encontra a esfera junto de ovos de um Caranguejo Gigante que tenta matá-la. Bulma consegue fugir e resgatar a esfera. Chegando ao solo, Bulma é pega pelos soldados de Freeza que a levam junto da esfera do dragão. | | |                                                |
| 60 | "Confronto!! O Espírito de Luta Indomável do Kaiohken e Kamehameha" Transliteração: "Gekitotsu Da!! Fukutsu no Tōshi no Kaiōken to Kamehameha" (em japonês: 激突だ!! 不屈の闘志の界王拳とカメハメ波)                        | A Vontade Indestrutível de Goku Os Desaires de Bulma                                                       | 5 de Setembro de 1990 23 de Agosto de 1999     |
| Bulma convence os homens de Freeza a procurar as outras Esferas e revela que reunindo as sete, é realizado um desejo, e que eles podem pedir para dominar o universo, os soldados decidem ir atrás das outras esferas e levam Bulma junto deles. Bulma diz que as demais esferas se encontram no fundo do lago. Goku continua um forte treinamento onde aplica um Kaiohken e um Kamehameha em si mesmo, e consegue interceptar, tornando-se cada vez mais forte. Bulma com sua cápsula-robo vai até o fundo do lago com os homens de Freeza e os leva até o Caranguejo Gigante e diz que seus ovos são as esferas do dragão, enquanto eles vão correndo pegar os ovos, Bulma foge com a esfera verdadeira, quando eles percebem são atacados pelo Caranguejo e são mortos. Gohan e Kuririn percebem que falta muito para chegar até o Patriarca e resolvem ir com suas velocidades máximas, porém Vegeta percebe seus Ki e resolve segui-los. | | |                                                |
| 61 | "A Batalha Decisiva se Aproxima! Aparecem as Forças Especiais Ginyu!!" Transliteração: "Semaru Chōkessen! Ginyū Tokusentai Tadaima Sanjō!!" (em japonês: 迫る超決戦! ギニュー特戦隊只今参上!!)                              | A Batalha se Aproxima! Chegam as Forças Especiais Ginyu! A Chegada do Exército Secreto                     | 12 de Setembro de 1990 16 de Novembro de 1999  |
| Goku finaliza seus treinamento. Kuririn e Gohan seguem em direção ao Patriarca mas percebem que Vegeta está próximo, Kuririn diz a Gohan para encontrar com Patriarca enquanto ele enfrenta Vegeta. Quando Vegeta chega localiza o poder de Gohan na montanha do Patriarca e vai até lá. Gohan chega e o Patriarca desperta seu poder oculto. Vegeta ao perceber todo esse poder, pensa ser Kakaroto mas fica surpreso ao ver que é Gohan. O Patriarca avisa que um grande poder está se aproximando de Namekusei. Kuririn e Gohan acham ser Goku, mas Vegeta percebe que são cinco poderes tratando-se das Forças Ginyu. Vegeta então pede que Kuririn entregue a esfera para que ele possa se tornar imortal e sendo assim promete não fazer mal a eles. Kuririn não acredita e diz que não irá entregar, até que o Namekuseijin diz que as Esfera do Dragão realizam três desejos. Fazendo com que Kuririn e Gohan se juntem a Vegeta para acabar com as Forças Ginyu. O Patriarca pede que o Namekuseijin acompanhe para ajudar contra os terríveis inimigos que estão por chegar. Bulma fica surpresa ao ver Kuririn e Gohan pegando a esfera e partindo com Vegeta. As forças Ginyu chegam à Terra e vão ao encontro de Freeza. | | |                                                |
| 62 | "Goku Vindo Rápido! Escape a Rede dos Lacaios de Freeza" Transliteração: "Gokū ga Daisekkin! Furīza Hōimō wo Buchiyabure" (em japonês: 悟空が大接近! フリーザの包囲網をぶち破れ)                                            | Goku se Aproxima! Os Temíveis Homens de Freeza Uma Tropa de Choque                                         | 19 de Setembro de 1990 17 de Novembro de 1999  |
| Faltando apenas 20 minutos para a chegada de Goku a Namekusei. Freeza pede que as Forças Ginyu encontrem Vegeta e o tragam vivo junto das sete Esferas, e que eles acabem com todos que se atravessar em seus caminhos. Vegeta, Kuririn e Gohan finalmente chegam no local onde estão as esferas. Neste momento chegam o grupo Ginyu para enfrentar Vegeta, e roubam todas as esferas. Ginyu, o chefe do grupo leva-as até Freeza, enquanto os outros ficam para enfrentar Vegeta, Gohan e Kuririn. O primeiro combate é Gohan e Kuririn contra Gurdo. Porém, ele consegue parar o tempo por alguns minutos se tornando muito perigoso. | | |                                                |
| 63 | "Super Magia ou Truque!? Sr. Gurdo Está com Raiva!" Transliteração: "Chōmajutsu ka Torikku ka!? Misutā Gurudo ga Okotta zo!" (em japonês: 超魔術かトリックか!? Mr.グルドが怒ったぞ!)                                        | Sr. Gurdo se Aborrece e Utiliza um Truque Mágico Sob o Poder do Inimigo                                    | 26 de Setembro de 1990 18 de Novembro de 1999  |
| Sr. Gurdo começa a lutar com Kuririn e Gohan, e com seu poder de paralisar o tempo consegue se esquivar de todos golpes. Kuririn e Gohan conseguem o repreender e ele usa sua técnica de paralisação fazendo com que Kuririn e Gohan fiquem imobilizados. Enquanto isso, Bulma tenta se comunicar com Mestre Kame. Kuririn e Gohan não conseguem fugir do ataque de paralisação de Gurdo, e quando Gurdo está prestes a matá-los, Vegeta aplica um golpe que decepa a cabeça de Gurdo, salvando Kuririn e Gohan. Vegeta então finaliza seu golpe explodindo a cabeça de Gurdo, deixando os soldados das forças Ginyu super furiosos. Goku já consegue avistar Namekusei de sua nave e em poucos minutos estará no campo de batalha. | | |                                                |
| 64 | "A Investida de Rikum!! Um Homem Ridiculamente Forte" Transliteração: "Mōkō Rikūmu!! Warukute Tsuyokute Tondemonai Yatsu" (em japonês: 猛攻リクーム!! 悪くて強くてとんでもない奴)                                           | O Terrível Rikum O Sopro Destruidor                                                                        | 24 de Outubro de 1990 19 de Novembro de 1999   |
| Rikum é o próximo a lutar e confronta Vegeta. Vegeta inicia sua série de golpes e pensa ter acabado com Rikum, mas ele sobrevive aos fortes ataques e começa a atacar Vegeta. Rikum ataca cruelmente Vegeta e quando está prestes a matá-lo com seu Sopro Destruidor. Kuririn o ataca com um duro golpe e Gohan salva Vegeta. Kuririn pensa ter acabado com Rikum mas ele se recupera e aplica um golpe em Kuririn fazendo com que seus ossos se quebrem. Goham então assume a batalha e irá enfrentar o terrível Rikum. | | |                                                |
| 65 | "Não Morra Gohan! Goku Finalmente Chega ao Campo de Batalha" Transliteração: "Shinu na Gohan! Gokū, Tsui ni Kessenjō ni Tōchaku Da" (em japonês: 死ぬな悟飯! 悟空、ついに決戦場に到着だ)                                    | Não Morra Gohan! Goku Chega Finalmente ao Campo de Batalha Son Gohan Contra o Soldado Invencível           | 31 de Outubro de 1990 22 de Novembro de 1999   |
| Gohan começa atacando Rikum mas seus golpes não são suficientes e o vilão começa a atacar cruelmente Gohan. Ginyu chega até Freeza com as Esferas do Dragão e Freeza tenta invocar o Deus Dragão. Freeza então localiza o local onde fica o Patriarca e vai até lá para descobrir se as esferas possuem algum segredo. Nail que está indo atrás de Gohan e Kuririn percebe que as esferas foram invocadas e volta para defender o Patriarca. Chi-Chi sente que Gohan corre perigo e pergunta ao pai de Bulma se a nave que ele está fazendo está pronta, nem dá tempo de ele dizer que faltam alguns ajustes e Chi-Chi já entra na nave e aciona o comando, porém a nave falha e cai no chão. Gohan é atacado fortemente e não se entrega até que Rikum quebra seu pescoço deixando-o paraplégico. Quando Rikum vai aplicar o golpe final a nave de Goku aterrissa em Namekusei. | | |                                                |
| 66 | "Força Fora do Normal!! O Lendário Super Saiyajin Son Goku" Transliteração: "Ketahazure no Tsuyosa!! Densetsu no Sūpā Saiyajin Son Gokū" (em japonês: ケタ外れの強さ!! 伝説の超サイヤ人孫悟空)                              | Goku, o Lendário Saiyajin Um Guerreiro Lendário                                                            | 7 de Novembro de 1990 23 de Novembro de 1999   |
| Goku finalmente chega a Namekusei, e percebe as presenças de Freeza, Kuririn e Gohan e sente que eles estão em perigo. Goku em questão de segundos chega ao campo de batalha, e dá uma semente dos deuses a Gohan que rapidamente se recupera. Goku entrega uma semente a Kuririn que também se recupera. Goku coloca sua mão na cabeça de Kuririn e consegue ler sua mente sabendo de tudo o que ocorre em Namekusei. Só resta uma semente dos deuses e Goku da a Vegeta que se recupera. Goku então, parte para enfrentar Rikum e o ataca com um único golpe, conseguindo acabar facilmente com Rikum. Vegeta suspeita que Goku é o Lendário Super Saiyajin. | | |                                                |
| 67 | "Bola de Raios Azul e Vermelha! Jeese e Boter Atacam Goku" Transliteração: "Aka to Ao no Raitoningu Bōru! Jīsu to Bāta ga Gokū wo Osō" (em japonês: 赤と青の光球! ジースとバータが悟空を襲う)                               | Yuz e Botter Atacam Goku! Son Goku Enfrenta os Inimigos                                                    | 14 de Novembro de 1990 24 de Novembro de 1999  |
| Jeese e Boter ao verem seu amigo Rikum derrotado por Goku, resolvem atacar. Mas Goku está tranquilo e consegue se livrar de todos os golpes aplicados contra ele. Então Jess usa sua bola de fogo conta Goku, mas ele consegue rebater para longe, deixando os vilões assustados. Bulma está preocupada e impaciente por notícias de nossos heróis. E Freeza chega cada vez mais próximo ao local onde está o Patriarca. | | |                                                |
| 68 | "Enfim um Confronto Direto!! O Capitão Ginyu Entra em Comate" Transliteração: "Tsui ni Chokusetsu Taiketsu!! Ginyū Taichō no Odemashi Da" (em japonês: ついに直接対決!! ギニュー隊長のおでましだ)                           | A Aparição do Capitão Ginyu O Capitão das Forças Especiais                                                 | 21 de Novembro de 1990 25 de Novembro de 1999  |
| Goku consegue desviar de todos os golpes de Boter e Jeese, até que resolve atacá-los, e acerta Boter deixando o inimigo agonizando. Jeese percebe que seu amigo foi derrotado e foge. Vegeta aplica um golpe matando Boter e outro que explode o corpo de Rikum. Goku percebe que Freeza ainda não fez o pedido a Shenlong devido ao céu não escurecer. Jeese chega até o Capitão Ginyu e conta que existe alguém mais forte que eles, e Ginyu resolve verificar e esconde as Esferas do Dragão. Goku ordena Kuririn e Gohan ir atrás das Esferas e Vegeta fica com Goku para enfrentar Ginyu e Jeese. Mas na hora de iniciar a batalha Vegeta abandona Goku e o deixa sozinho contra os temíveis adversários. | | |                                                |
| 69 | "Força Incrível!! Você Viu o Poder Total de Goku?" Transliteração: "Susamajī Hakuryoku!! Mita ka, Gokū no Furu Pawā" (em japonês: 凄まじい迫力!! 見たか、悟空のフルパワー)                                                  | Já Viram o Verdadeiro Poder de Goku!? A Derrota do Capitão                                                 | 28 de Novembro de 1990 26 de Novembro de 1999  |
| Ginyu possui um poder de luta de 120.000 e começa a lutar com Goku. Kuririn e Gohan vão ao encontro de Bulma para pegar o radar do dragão para encontrar as Esferas. Goku faz uma luta de igual para igual com Ginyu, mas o inimigo é muito forte e consegue aplicar varios golpes em Goku. Goku então decide fazer o Kaiohken que faz com que seu poder de luta passe dos 100.000 se tornando muito forte. Conseguirá Goku vencer esta batalha? | | |                                                |
| 70 | "O Resultado da Luta!? As Mãos Demoníacas de Freeza se Aproximam do Grande Patriarca" Transliteração: "Tatakai no Yukue!? Saichōrō ni Semaru Furīza no Ma no Te" (em japonês: 闘いの行方!? 最長老に迫るフリーザの魔の手)    | Freeza Encontra com o Patriarca Freezer à Procura das Palavras Mágicas                                     | 5 de Dezembro de 1990 29 de Novembro de 1999   |
| Goku aumenta seu poder de luta com o Kaiohken chegando a 180.000 contra os 120.000 Ki de Ginyu. Bulma chega ao local onde os Namekuseijins foram mortos por Vegeta, e Kuririn e Gohan chegam ao esconderijo e não encontram Bulma e resolvem procurá-la. O Patriarca percebendo que o inimigo Freeza se aproxima, dá mais poder a Dende para encontrar rapidamente Gohan e Kuririn. Dende passa por Freeza que resolve não o atacar. Freeza finalmente chega ao templo do Patriarca, mas Neil sai para enfrentá-lo e nesta hora chegam três guerreiros Namekuseijins e enfrentam Freeza, mas com um assopro Freeza mata os três. Neil revela a Freeza que se o Patriarca for morto as esferas deixarão de existir e Freeza não consegue arrancar as palavras mágicas deles e resolve enfrentar Neil. O Patriarca pede que Neil segure o máximo de tempo possível a luta contra Freeza. | | |                                                |
| 71 | "Surpresa!! Goku é Ginyu e Ginyu é Goku" Transliteração: "Bikkuri!! Gokū ga Ginyū de Ginyū ga Gokū" (em japonês: ビックリ!! 悟空がギニューでギニューが悟空)                                                                 | Goku é Ginyu!? E Ginyu é Goku!? A Metamorfose                                                              | 12 de Dezembro de 1990 30 de Novembro de 1999  |
| Neil sugere a Freeza que vão a outro local lutar para não prejudicar o Patriarca e Freeza aceita. Enquanto isso Goku consegue se livrar de todos golpes de Ginyu. Freeza diz que lutará com uma só mão contra Neil e com um golpe arranca seu braço, mas Neil consegue reconstituir seu braço e segue na batalha. Bulma encontra-se em perigo e é salva por Kuririn e Gohan, que pegam o seu radar e partem em busca das Esferas do Dragão. Gohan conta a Bulma que Goku chegou a Namekusei e diz para ela aguardar eles neste local. Ginyu aplica um golpe contra si mesmo machucando-se. Logo após, aplica uma técnica que faz com que troque seu corpo com o de Goku e Goku nada consegue fazer para dete-lo. Ginyu com o corpo de Goku parte junto de Jeese para a nave de Freeza. E Goku com o corpo machucado de Ginyu, mal consegue voar. | | |                                                |
| 72 | "Saia Super Shenlong!! Conceda o Meu Desejo" Transliteração: "Ide yo Sūpā Shenron!! Boku no Negai wo Kanae Tamae" (em japonês: 出でよ超神龍!! ボクの願いをかなえたまえ)                                                     | Saia Daí Shenlong! E Realize o Meu Desejo! Finalmente Encontram as 7 Bolas de Cristal                      | 19 de Dezembro de 1990 1 de Dezembro de 1999   |
| Vegeta chega a nave de Freeza e acaba com todos os soldados, mas não encontra as esferas e resolve aguardar a chegada de Gohan e Kuririn, pois sabe que eles possuem o radar do dragão. Kuririn e Gohan chegam e encontram as Esferas e tentam invocar Shenlong e Vegeta os acompanha escondido para quando eles invocar Shenlong ele os matar e fazer os pedidos. Kuririn não consegue invocar Shenlong e eles percebem dois poderes malignos se aproximando. Trata-se de Ginyu e Jeese, mas Kuririn ao ver Ginyu no corpo de Goku vai ao seu encontro e Gohan percebe não ser seu pai. Ginyu começa atacar Kuririn e Gohan, até que Goku chega ao local e diz a Kuririn que seus corpos foram trocados e pede que Gohan e Kuririn o ataquem sem piedade. Goku diz a Ginyu que ele não conseguirá controlar todo o poder do seu corpo e Ginyu o ignora e tenta aumentar ainda mais seu poder. | | |                                                |
| 73 | "Aquele Cara Não Sou Eu! Ataque Seu Pai Gohan!!" Transliteração: "Yatsu wa Ora ja Nee! Gohan Bibiru na Chi-Chi wo Ute!!" (em japonês: 奴はオラじゃネェ! 悟飯びびるな父を撃て!!)                                             | Eu Não Sou Ele! Gohan Ataque Seu Pai Sem Medo! Sob a Aparência de Son Goku                                 | 16 de Janeiro de 1991 2 de Dezembro de 1999    |
| Ginyu tentou elevar o poder ao máximo e Jeese observou com o rastreador e viu que Ginyu no corpo de Goku tinha um poder de luta de 23.000 e Goku diz para Kuririn e Gohan o atacar. Vegeta aparece para lutar contra Jeese, e Neil continua enfrentando o temível Freeza. Goku se junta a Kuririn e Gohan para enfrentar Ginyu, mas o capitão do mal começa a se acostumar com o corpo de Goku e aumenta seu poder. Vegeta acaba com Jeese e parte para lutar contra Ginyu e consegue vencê-lo, mas quando está prestes a dar o golpe final, Ginyu usa seu poder de transformação. | | |                                                |
| 74 | "Grande Engano!! Ginyu se Transformou Numa Rã" Transliteração: "Dai Gosan!! Ginyū ga Kaeru ni Nacchatta" (em japonês: 大誤算!! ギニューがカエルになっちゃった)                                                              | Ginyu se Transforma Numa Rã Um Erro Fatal                                                                  | 23 de Janeiro de 1991 3 de Dezembro de 1999    |
| Quando Ginyu aplica o golpe da troca contra Vegeta, Goku pula na frente e consegue recuperar seu corpo, porém o mesmo está muito machucado. Vegeta ataca cruelmente Ginyu mas ele arma uma emboscada para trocar de corpo com Vegeta, quando Ginyu está prestes a trocar de corpo com Vegeta, Goku atira uma rã em sua direção e Ginyu troca de corpo com a rã. Vegeta leva Goku até a câmara de recuperação e da a Gohan e Kuririn roupas com armaduras, para suportar mais ao enfrentar Freeza. Goku levará 50 minutos para se recuperar, e Kuririn parte ao encontro do Patriarca para pedir as palavras mágicas para invocar Shenlong. Enquanto isso Dende segue a procura de nossos heróis. E Neil tenta se manter vivo contra os ataques de Freeza. | | |                                                |
| 75 | "Você que Tem as Sete Esferas... Diga a Palavra Mágica!" Transliteração: "Nanatsu no Tama wo Soroeshi Mono yo... Sā Aikotoba wo Ie!" (em japonês: 七ッの玉を揃えし者よ… さあ合言葉を言え!)                                  | Diga o Código Secreto das Esferas do Dragão! A Fórmula Mágica                                              | 30 de Janeiro de 1991 6 de Dezembro de 1999    |
| Enquanto aguarda a chegada de Kuririn, Gohan treina enquanto Vegeta descansa para recuperar suas energias. Freeza está prestes a matar Neil, e pede que ele lhe diga o código secreto das Esferas do Dragão, mas Neil diz que é tarde demais, pois Dende foi ao encontro dos terráqueos para lhes revelar o código secreto. Freeza parte imediatamente ao local das Esferas e não encontra mais os poderes de luta das Forças Especiais Ginyu. Kuririn encontra Dende pelo caminho e voltam ao local que se encontram as Esferas. Enquanto isso, Gohan percebe que uma esfera começa a se mexer sozinha, na verdade é Ginyu em forma de uma rã, que tenta roubar uma das Esferas mas é reprimido por Gohan, enquanto foge cruza o caminho de uma rã que o persegue. Kuririn chega com Dende e eles resolvem levar as Esferas a outro local e fazer o pedido sem despertar Vegeta, então eles vão a outro local longe da nave e Dende através da língua Namekusei, conseguem invocar Porunga que dá o direito a eles de fazer três pedidos. | | |                                                |
| 76 | "Kami-Sama Também Revive! Piccolo É Ressuscitado pelo Super Shenlong" Transliteração: "Kami-sama mo Ikikaetta! Sūpā Shenron de Pikkoro ga Fukkatsu" (em japonês: 神様も生き返った! 超神龍でピッコロが復活)                  | Piccolo e Kami-Sama Revivem com a Ajuda do Super Shenlong Os 3 Desejos Realizados                          | 6 de Fevereiro de 1991 7 de Dezembro de 1999   |
| Kuririn e Gohan não sabem o que escolher, e Piccolo que acompanha junto do Sr. Kaioh pede para se comunicar com Gohan. Piccolo então pede que Gohan o ressuscite e depois o leve a Namekusei para ajudar na batalha, Piccolo diz que caso ele for ressuscitado Kami-Sama também será, e as Esferas do Dragão da Terra também voltarão a existir podendo ressuscitar os demais. Gohan pede a Dende fazer o primeiro pedido. E Dende faz fazendo com que Piccolo ressuscite. Sr. Popo fica muito feliz ao ver que Kami-Sama voltou ao Templo Sagrado. O segundo pedido foi para trazer Piccolo a Namekusei, porém ele não apareceu no local onde estão nossos heróis. Quando Dende ia fazer o último pedido para trazer Piccolo com eles, Vegeta aparece muito furioso, mas Gohan revela a ele que falta um pedido a ser feito. Então Vegeta pede a Dende que peça para ele ser imortal. Quando Dende faz o pedido, Porunga desaparece e as esferas do dragão se transformam em pedra. Dende percebe então que o Patriarca morreu e fica muito triste. Vegeta não perdoa Kuririn e Gohan e vai para cima deles, mas percebe que o temível Freeza já se encontra no campo de batalha. | | |                                                |
| 77 | "Nascimento do Guerreiro Mais Forte!? Neil e Piccolo se Fundem" Transliteração: "Saikyō Senshi no Tanjō ka!? Neiru to Pikkoro ga Gattai" (em japonês: 最強戦士の誕生か!? ネイルとピッコロが合体)                            | Será que Surge um Novo Guerreiro!? Piccolo e Nail se Unem A União Faz a Força                              | 13 de Fevereiro de 1991 8 de Dezembro de 1999  |
| Freeza está muito furioso e promete matá-los sem piedade. Enquanto isso Piccolo sente um poder agonizando e vai verificar, trata-se de Neil, que está muito ferido. Neil pede que Piccolo incorpore junto dele para que seu poder seja aumentado a ponto de poder acabar com Freeza e Piccolo aceita e faz a fusão chegando a um poder extraordinário. Freeza ataca Vegeta, Kuririn e Gohan com seu elevado poder de luta. Freeza ao ver que os três juntos podem lhe derrotar resolve fazer sua primeira transformação. | | |                                                |
| 78 | "Super Transformação Aterrorizante!! Freeza Tem o Poder de 1 Milhão" Transliteração: "Akumu no Chōhenshin!! Sentōryoku Hyakuman no Furīza" (em japonês: 悪夢の超変身!! 戦闘力100万のフリーザ)                               | Um Pesadelo de Transformação! Freeza Possui o Poder de Um Milhão Uma Força Insuperável                     | 20 de Fevereiro de 1991 9 de Dezembro de 1999  |
| Freeza conta a Vegeta como matou seu pai, e como foi que acabou com o planeta e a raça dos Saiyajins (Rei Vegeta, se revoltou contra Freeza e tentou o atacar mas Freeza o matou e após explodiu todo planeta ficando com o jovem Vegeta que é o Vegeta atual como seu súdito). E após revelar a história a Vegeta, continua com sua transformação. Enquanto isso Bulma foge de alguns dinorauros Namekusei mas consegue se livrar deles. Ao final da transformação Freeza fica enorme e atinge um poder de luta de aproximadamente 1.000.000. Freeza demonstra seu poder fazendo um enorme furacão por toda Namekusei. E escolhe quem vai atacar por primeiro, seu alvo é Kuririn e como um touro com seu chifre consegue perfurar o corpo de Kuririn. | | |                                                |
| 79 | "Este É o Fim!? Gohan É Atacado por um Poder Descomunal" Transliteração: "Koko Made ka!? Kyōaku Chōzetsu Pawā ga Gohan wo Osō" (em japonês: ここまでか!? 凶悪超絶パワーが悟飯を襲う)                                        | Gohan É Atacado pelo Impiedoso Freeza A Resposta de Son Gohan                                              | 27 de Fevereiro de 1991 10 de Dezembro de 1999 |
| Kuririn agoniza em seu leito de morte. Freeza então o joga no lago e Gohan tenta ir salvar seu amigo, mas Freeza intercepta os planos de Gohan. Gohan muito furioso aumenta seu poder de luta e começa atacar Freeza com todas suas energias. Freeza fica caído e Dende pega Kuririn e vê que ele ainda está vivo. Freeza muito irritado parte para cima de Gohan e começa atacá-lo cruelmente. | | |                                                |
| 80 | "O Golpe que Muda a Situação!! Piccolo, o Guerreiro que Chega Atrasado" Transliteração: "Ikki ni Keisei Gyakuten!! Okurete Kita Senshi - Pikkoro" (em japonês: 一気に形勢逆転!! 遅れてきた戦士・ピッコロ)                   | A Chegada de Piccolo A Chegada de Coraçãozinho de Satã                                                     | 6 de Março de 1991 13 de Dezembro de 1999      |
| Quando Freeza está prestes a matar Gohan, misteriosamente aparece Kuririn e aplica um golpe que corta parte da cauda de Freeza. Freeza fica surpreso ao ver Kuririn vivo ainda e parte para cima dele. Kuririn tenta fugir de Freeza para um local longe e Vegeta fica só olhando sem ajudar. Kuririn aplica o golpe Taiyoken e deixa a visão de Freeza ofuscada. Kuririn foge e pede para Vegeta atacar Freeza. Dende vai até Gohan e com seu poder de cura e consegue recuperar os ferimentos de Gohan. Gohan recuperado tem seu poder de força aumentado, e ele Vegeta e Kuririn vão atacar Freeza até que Piccolo finalmente chega ao campo de batalha e diz que ele irá acabar sozinho com Freeza. | | |                                                |
| 81 | "A Confiança de Piccolo! Eu Que Derrotarei Freeza" Transliteração: "Pikkoro no Jishin! Furīza wo Taosu no wa Ore da" (em japonês: ピッコロの自信! フリーザを倒すのはオレだ)                                                 | Piccolo se Encarrega de Vencer Freeza Freezer Contra Satã                                                  | 13 de Março de 1991 14 de Dezembro de 1999     |
| Piccolo faz uma luta de igual para igual com Freeza, Vegeta que acompanha tudo de perto não acredita que Piccolo consiga vencer Freeza e resolve partir. Mas Freeza o detém e não deixa ele fugir, e diz que assim que acabar com Piccolo será a vez de Vegeta. Dende percebe que Piccolo se uniu com Neil. Freeza aplica um golpe mortal contra Piccolo, mas ele consegue sobreviver ao golpe do tirano. Piccolo revela a Freeza sobre a fusão com Neil, e continua a luta de igual para igual. Ao final, Piccolo aplica um poderoso golpe que Freeza consegue interceptar. | | |                                                |
| 82 | "Ataque, Goku!! A Furiosa Segunda Transformação de Freeza" Transliteração: "Shutsugeki da Gokū!! Gekido no Furīza ga Daini no Henshin" (em japonês: 出撃だ悟空!! 激怒のフリーザが第2の変身)                                 | A Segunda Transformação de Freeza A Segunda Transformação                                                  | 20 de Março de 1991 15 de Dezembro de 1999     |
| Freeza usa todo seu poder contra Piccolo e consegue machucá-lo, mas Piccolo não se da por vencido e tira sua roupa pesada e aumenta seu poder de luta atingindo 880.000 Ki. Piccolo fica mais ágil que Freeza e consegue aplicar sobre ele vários golpes. Freeza então resolve fazer sua segunda transformação se tornando um monstro muito feio, e chegando a um poder de luta de 1.500.000 Ki. Freeza começa atacar cruelmente Piccolo com golpes contínuos, e Gohan parte para tentar salvar Piccolo da morte. Vegeta tem uma ideia e pede que Kuririn o ataque e o deixe agonizando, assim Dende vai curá-lo e seu poder aumentará a ponto de poder enfrentar Freeza de igual para igual nessa sua nova transformação. | | |                                                |
| 83 | "Tema-me!! Freeza Vai À Batalha com sua Terceira Transformação" Transliteração: "Kyōfu Shiro!! Furīza wa Sando no Henshin de Shōbu Suru" (em japonês: 恐怖しろ!! フリーザは3度の変身で勝負する)                             | Freeza Tem a Batalha Ganha com sua Terceira Transformação Devemos Salvar o Vegeta?                         | 27 de Março de 1991 16 de Dezembro de 1999     |
| Gohan ataca Freeza e lança sobre ele um poder magnífico, conseguindo fazer Freeza recuar, mas ao final Freeza consegue rebater o golpe, e Piccolo salva Gohan. Vegeta pede a Kuririn para o atacar e Freeza resolve fazer sua última transformação para que todos vejam antes de morrer. A pedido de Vegeta, Kuririn o ataca e com um golpe atravessa o corpo de Vegeta. Vegeta cai agonizando e pede que Dende o cure dos ferimentos, porém Dende nega e diz que Vegeta matou muitos Namekuseijins por isso ele não irá curá-lo. Dende vai até o local onde está Piccolo e cura todos seus ferimentos, nesta hora enquanto se transforma, Freeza percebe o dom que tem Dende. A pedido de Piccolo, Dende cura Vegeta também. Freeza finalmente completa sua terceira transformação. | | |                                                |
| 84 | "A Morte de Dende... Acontece! O Formidável Poder Total" Transliteração: "Dende no Shi... Detekoi! Tobikiri Zenkai Pawā" (em japonês: デンデの死… でてこい! とびきり全開パワー)                                             | A Morte do Dende A Perda de um Amigo Precioso                                                              | 3 de Abril de 1991 17 de Dezembro de 1999      |
| Freeza em sua última transformação faz o primeiro ataque que mata Dende, Gohan fica revoltado e junto de Piccolo e Kuririn tentam atacar Freeza, mas o vilão consegue se esquivar de todos os golpes. Freeza é muito rápido e muito poderoso e lança um ataque contra Gohan, mas Vegeta o salva em cima da hora. Vegeta então começa a fazer uma técnica para aumentar seu poder, onde pensa ter se tornado um Super Saiyajin. Vegeta começa atacá-lo mas Freeza desvia facilmente de todos os golpes. | | |                                                |
| 85 | "Um Momento Muito Esperado!!! Goku É Revivido" Transliteração: "Machi ni Matta ze, Kono Shunkan!!! Son Gokū ga Fukkatsu da" (em japonês: 待ちに待ったぜ、この瞬間!!! 孫悟空が復活だ)                                        | Goku se Recupera O Regresso de Son Goku                                                                    | 10 de Abril de 1991 20 de Dezembro de 1999     |
| Vegeta continua sua batalha contra Freeza, mas nenhum de seus golpes até mesmo os mais poderosos capazes de destruir Namekusei, não são suficientes para acertar Freeza, que com uma rapidez desumana consegue desviar de todos golpes, até que diz a Vegeta que o momento de se defender acabou e que a partir de agora ele começará atacar. Vegeta começa a ficar preocupado pois todos seus ataques não surtiram efeito. Freeza acerta um golpe certeiro em Vegeta que o deixa muito machucado, caindo no lago. Freeza vai até Vegeta e começa bater nele cruelmente e o poder de Vegeta fica cada vez mais fraco mostrando que dificilmente irá sobreviver. E Goku finalmente está recuperado e mostra-se o único capaz de poder vencer o temível Freeza. | | |                                                |
| 86 | "Arrependimento...!! A Morte de Vegeta, o Orgulhoso Saiyajin" Transliteração: "Munen...!! Hokori Takaki Saiyajin Bejīta Shisu" (em japonês: 無念…!! 誇り高きサイヤ人・ベジータ死す)                                         | Morre Vegeta! Um Orgulhoso Saiyajin Um Fim Trágico para o Vegeta                                           | 17 de Abril de 1991 21 de Dezembro de 1999     |
| Freeza deixa Vegeta quase sem vida e quando vai dar seu golpe final, surge Goku no campo de batalha e o confronta. Freeza tenta um ataque contra Goku, mas Goku consegue ser mais rápido que ele acertando-o. Goku consegue desviar de todos os golpes de Freeza com apenas uma mão. Vegeta conta a Goku que Freeza matou seus pais, e pede que Goku os vingue. Freeza aplica um golpe que atravessa o coração de Vegeta, matando-o. Goku enterra Vegeta e pede que ele lhe de um pouco do orgulho dos Saiyajins e jura matar Freeza. | | |                                                |
| 87 | "Começa a Super Batalha!! Só Eu Posso Derrotá-lo" Transliteração: "Chō Kessen no Makuake da!! Omēdake wa Ora ga Taosu" (em japonês: 超決戦の幕開けだ!! おめえだけはオラが倒す)                                              | Começa a Batalha Final Son Goku Cumprirá a Sua Promessa?                                                   | 24 de Abril de 1991 22 de Dezembro de 1999     |
| Começa a batalha final, Goku e Freeza travam uma grande luta onde ambos demonstram ter um enorme poder de luta. Goku percebe que Freeza não consegue sentir a presença pelo poder de luta. A luta contínua muito empatada, mas Freeza obtém um pequena vantagem com alguns golpes que acertaram Goku. Um dos golpes de Freeza faz com que a terra entre em erupção e Goku quase é queimado pelas chamas. Com muito esforço, Goku consegue controlar as chamas em erupção, e segue firme na luta. | | |                                                |
| 88 | "Choque de 2 Grandes Super Poderes! Chegou a Hora de Lutar de Verdade!!!" Transliteração: "Gekitotsu no Ni-Dai Chō Pawā! Honki Dōshi no Nikudan Sen!!!" (em japonês: 激突の2大超パワー! 本気同士の肉弾戦!!!)                | Uma Luta Corpo a Corpo Uma Luta Interminável                                                               | 1 de Maio de 1991 23 de Dezembro de 1999       |
| No planeta Terra, Chi-Chi impaciente quer ir a Namekusei para resgatar Gohan, Mestre Kame e os outros tentam intervir. Mas Chi-Chi não se conforma, fazendo com que todos aceitem ir com ela a Namekusei. Enquanto isso em Namekusei, Goku e Freeza travam uma luta corpo a corpo muito igual. Goku consegue aplicar um grande golpe em Freeza se aproveitando por Freeza não sentir o Ki do adversário e lutar somente com a visão. Freeza aplica varios golpes mentais contra Goku que consegue desviar deles. Em um dos golpes Freeza acha que acertou Goku porém com uma velocidade magnífica Goku consegue fugir. Ao final Freeza diz que isso tudo foi só um aquecimento e que a luta verdadeira irá começar a partir de agora. | | |                                                |
| 89 | "A Terrível Declaração de Freeza! Ganharei sem Usar as Mãos" Transliteração: "Furīza Kyōfu no Sengen! Te wo Tsukawazu Omae wo Taosu" (em japonês: フリーザ恐怖の宣言! 手を使わずお前を倒す)                                 | Freeza Luta sem Usar as Mãos A Luta Continua                                                               | 8 de Maio de 1991 24 de Dezembro de 1999       |
| Freeza pede a Goku se ele luta melhor no ar ou na terra, e Goku escolhe a terra. Então eles vão a uma ilha próxima para iniciar a batalha final, e Freeza diz que não irá usar as mãos para lutar contra Goku. E a batalha começa com Freeza tendo uma pequena vantagem mesmo não utilizando suas mãos. Enquanto isso, na Terra, o pai da Bulma prepara a Nave para que todos possam ir a Namekusei, mas até ficar carregada a energia da Nave, ela levará muito tempo e Chi-Chi fica impaciente. Já em Namekusei Bulma encontra um bando de rãs, e faz amizade com a que parece ser Ginyu. Bulma parte e leva a rã consigo. Bulma resolve criar um aparelho tradutor para que a rã possa se comunicar com ele, mas a rã realmente é Ginyu e suas primeiras palavras são Trocar e Ginyu troca de corpo com Bulma fazendo ela se tornar uma rã. Goku consegue dominar a batalha contra Freeza fazendo com que ele utilize suas mãos. | | |                                                |
| 90 | "Não É um Blefe!! Son Goku É Audacioso e Surpreendente" Transliteração: "Hattari Janē zo!! Daitan Suteki na Yatsu, Son Gokū" (em japonês: ハッタリじゃねえぞ!! 大胆素敵な奴・孫悟空)                                        | Goku É Muito Valente Tentativa de Intimidação                                                              | 15 de Maio de 1991 27 de Dezembro de 1999      |
| Freeza diz que irá lutar contra Goku ocupando 50% do seu poder máximo. Ginyu no corpo de Bulma foge com a moto-cápsula e Bulma na forma de rã o acompanha agarrada na moto, Ginyu chega até onde está Gohan, Kuririn e Piccolo, e eles pensam que é Bulma mas Gohan avista a rã e pensa ser Ginyu. Enquanto isso no planeta Terra, Mestre Kame, Chi-Chi, Yajirobe, Oolong e Pual estão prestes a decolar partindo a Namekusei, porém na hora da Nave começar a voar ela dá uma falha e o pai da Bulma volta a consertá-la. Freeza usando 50% do seu poder total, consegue dominar facilmente a luta contra Goku, Kuririn e Gohan percebem algo muito estranho em Bulma e Ginyu no corpo de Bulma se prepara para fazer a transformação com o corpo de Piccolo. | | |                                                |
| 91 | "Resolução!! O Kamehameha Encarnado em Chamas com Potência de 20 Kaioh-ken" Transliteração: "Ketchaku da!! Honō no Keshin Nijūbai Kaiōken no Kamehameha" (em japonês: 決着だ!! 炎の化身20倍界王拳のカメハメ波)              | Goku Faz um Kaioh-ken Aumentado 20 Vezes! O Ataque de Kaibe. Um Novo Revés para Son Goku                   | 22 de Maio de 1991 28 de Dezembro de 1999      |
| Quando Ginyu faz a troca para ir no corpo de Piccolo, Gohan rapidamente atira a rã Bulma em sua direção fazendo com que Bulma volte ao seu corpo e Ginyu no corpo da rã. Goku mesmo com um Kaiohken aumentado 10X não consegue vencer Freeza que tem um poder muito superior ao seu. Freeza aplica um super golpe que corta ao meio boa parte de Namekusei. Freeza bate cruelmente em Goku e tenta afogá-lo no lago, e Goku já não tem mais forças para se livrar. Goku então perde os sentidos e tem uma visão do planeta Terra sendo destruído, e vê todos seus amigos e entes queridos sendo mortos. Nesta hora Goku recupera os sentidos e consegue se livrar de Freeza e faz um Kaiohken aumentado em 20X. Goku reúne suas energias e aplica um Kamehameha contra Freeza. Mas Freeza consegue deter o golpe de Goku mostrando que ainda assim seu poder é imenso. | | |                                                |
| 92 | "Genkidama Super Gigante - Este É o Último Trunfo!!" Transliteração: "Chō Tokudai no Genkidama - Kore ga Saikyō no Kirifuda da!!" (em japonês: 超特大の元気玉 これが最後の切り札だ!!)                                       | A Gigantesca Genkidama! É a Última Esperança Um Trunfo para a Vitória                                      | 29 de Maio de 1991 29 de Dezembro de 1999      |
| Após lançar um Kamehameha com um Kaiohken aumentado 20X contra Freeza, Goku fica debilitado e Freeza diz que irá matá-lo lentamente. Goku lembra das palavras de Vegeta e resolve continuar a lutar mesmo que seu poder diminua aos poucos. Enquanto isso, no mundo do Sr. Kaioh, chegam quatro seres estranhos, trata-se das Forças Ginyu que após serem mortos percorreram o caminho da serpente para chegar ao outro mundo. Goku resolve fazer uma Genkidama que é uma técnica aprendida com Sr. Kaioh que busca as energias de todos planetas, essa energia acumulada se torna um poder mortal, e Goku se prepara para lançar sobre Freeza como uma última esperança de sobreviver contra o terrível vilão. | | |                                                |
| 93 | "Aproveite Essa Chance!! O Ataque Suicída de Piccolo" Transliteração: "Chansu wo Ikase!! Pikkoro Sutemi no Engo Shageki" (em japonês: チャンスを生かせ!! ピッコロ捨身の援護射撃)                                            | Não Deixem Passar Esta Oportunidade! Piccolo Ajuda Goku As Grandes Forças do Universo                      | 5 de Junho de 1991 30 de Dezembro de 1999      |
| Goku invoca as forças de todo universo para junta-se ao poder da Genkidama. Enquanto isso, no outro mundo as Forças Ginyu resolvem ficar com o planeta de Sr. Kaioh e começam a destruir tudo, até que aparece Sr. Kaioh e ordena que eles parem e diz que eles não podem lhe tocar, Sr. Kaioh diz para Tenshinhan, Chaos e Yamcha acabar com as Forças Ginyu. Freeza ataca Goku, mas não percebe que Goku continua preparando a Genkidama, Freeza então ataca Goku cada vez mais, e Piccolo pede que Gohan e Kuririn lhes de suas energias para que ele possa enfrentar Freeza, enquanto Goku prepara a Genkidama. Freeza percebe que Goku está fazendo a Genkidama e resolve acabar com ele, quando Freeza está prestes a aplicar um golpe fatal em Goku, Piccolo o ataca e diz para Goku terminar logo a Genkidama que ele conseguirá deter Freeza por pouco tempo. | | |                                                |
| 94 | "O Super Poder de Destruição da Genkidama!! Quem Pode Sobreviver!?" Transliteração: "Genkidama no Chō Hakairyoku!! Ikinokotta no wa Dare da!?" (em japonês: 元気玉の超破壊力!! 生き残ったのは誰だ!?)                        | O Poder Destrutivo da Genkidama A Fase Final                                                               | 12 de Junho de 1991 31 de Dezembro de 1999     |
| Freeza começa a bater em Piccolo e quando está prestes a matá-lo Gohan e Kuririn aplicam sobre ele um forte poder que deixa-o muito furioso, Freeza resolve parar de brincar com eles e voa ao alto para destruir Namekusei. Nesta hora Goku finalmente consegue finalizar a Genkidama e aplica sobre Freeza. Freeza tenta detê-la mas não consegue devido seu imenso poder e acaba sendo vencido pela Genkidama, que causa uma enorme cratera em Namekusei. Após a grande explosão, Kuririn e Gohan se encontram mas ficam preocupados por não encontrar Goku e Piccolo. | | |                                                |
| 95 | "Finalmente Transformado!! Son Goku, o Lendário Super Saiyajin" Transliteração: "Tsui ni Henshin!! Densetsu no Sūpā Saiyajin, Son Gokū" (em japonês: ついに変身!! 伝説の超サイヤ人・孫悟空)                                 | Goku Finalmente se Transforma no Lendário Super Saiyajin A Aparição de um Guerreiro Lendário               | 19 de Junho de 1991 3 de Janeiro de 2000       |
| Gohan e Kuririn conseguem avistar Piccolo e Goku e vão ao encontro deles, eles ficam muito felizes por ter acabado com Freeza. No outro mundo, Sr. Kaioh fica muito feliz ao perceber que Goku venceu Freeza com a Genkidama, e Tenshinhan, Chaos e Yamcha conseguem derrotar as Forças Ginyu e mandar eles pro inferno. Goku, Kuririn, Gohan e Piccolo comemoram e se preparam para pegar Bulma e voltar ao planeta Terra. Mas repentinamente reaparece Freeza no campo de batalha (a Genkidama cortou parte de sua cauda e o machucou bastante). Freeza aplica um golpe na direção de Goku, mas Piccolo o salva e acaba sendo o alvo, ficando gravemente ferido. Goku fica muito bravo e pede que Kuririn e Gohan peguem Bulma e fujam de Namekusei. Mas Freeza diz que ninguém irá sair vivo e aplica um novo golpe que acerta Kuririn fazendo com que ele suba e exploda. Goku ao ver Freeza matar seu amigo Kuririn fica com muita raiva começa a sentir um poder estranho que o transforma em um lendário Super Saiyajin. Goku então pede que Gohan pegue o corpo de Piccolo e Bulma e deixe Namekusei o mais rápido possível e se prepara para enfrentar Freeza novamente. | | |                                                |
| 96 | "Explosão de Raiva!! Goku Vingará as Mortes de Todos" Transliteração: "Ikari Bakuhatsu!! Gokū yo, Minna no Kataki wo Uttekure" (em japonês: 怒り爆発!! 悟空よ、みんなの仇を討ってくれ)                                      | Goku Vingará Todas as Mortes Uma Terrível Vingança.                                                        | 26 de Junho de 1991 4 de Janeiro de 2000       |
| Goku pede que Gohan leve Piccolo e fuja de Namekusei que depois ele irá retornar ao planeta Terra. Gohan atende o pedido de seu pai e quando está saindo carregando Piccolo, Freeza se prepara para aplicar um golpe sobre ele, mas Goku o intervem numa velocidade incrível e segura o braço de Freeza com força quase quebrando. Goku com muita raiva começa a vingar a morte de seu amigo Kuririn e começa bater cruelmente em Freeza. Mas Freeza se mantém vivo e aplica varios golpes fatais contra Goku, mas Goku consegue se desviar de todos e consegue defender um super golpe fatal de Freeza. Freeza fica surpreso pelo tamanho poder de Goku e Goku revela a Freeza, que ele é o Super Saiyajin vindo do planeta Terra para acabar com sua vida. | | |                                                |
| 97 | "Destruição de Namekusei?! A Luz Demoníaca que Penetra a Terra" Transliteração: "Namekkusei Shōmetsu ka!? Daichi wo Tsuranuku Ma no Senkō" (em japonês: ナメック星消滅か!? 大地を貫く魔の閃光)                              | Uma Grande Faísca Atravessa Namekusei Um Desfecho Difícil                                                  | 3 de Julho de 1991 5 de Janeiro de 2000        |
| Goku e Freeza continuam a batalha, enquanto isso Gohan chega a Nave Cápsula e deixa Piccolo e parte em busca de Bulma. No planeta de Freeza onde seus súditos tentam rastrear seu poder, descobrem que existe alguém tão poderoso quanto Freeza e acontece uma grande explosão no local. Freeza diz a Goku que irá destruir o planeta Namekusei e que ele poderá sobreviver no espaço. Freeza então aplica um enorme poder contra Namekusei e este poder atravessa o planeta, onde faz com que em cinco minutos explodirá por completo. Goku resolve ir com tudo contra Freeza para acabar com ele e fugir de Namekusei com seus amigos antes que tudo se exploda. Freeza diz a Goku que finalmente irá utilizar seu poder máximo para acabar com ele. Sr. Kaioh recebe um chamado de Kami-Sama que diz que o Sr. Popo logo reunirá as sete Esferas do Dragão e irá reviver Yamcha e Tenshinhan, já Chaos não poderá pois já foi revivido uma vez pelas Esferas. | | |                                                |
| 98 | "A Vitória É Minha... O Ataque Final que Ameaça a Sobrevivência" Transliteração: "Katsu no wa Ore Da... Ikinokori wo Kaketa Saishū Kōgeki" (em japonês: 勝つのはオレだ… 生き残りをかけた最終攻撃)                           | Freeza Utiliza seu Poder Máximo A Força Total                                                              | 10 de Julho de 1991 6 de Janeiro de 2000       |
| Goku e Freeza continuam a batalha e Freeza começa a transformação para usar 100% de seu poder. Goku espera ele carregar todas suas energias pois quer ter o privilégio de lutar com o monstro mais forte do universo. Enquanto isso Gohan segue sua busca por Bulma, e a encontra em apuros e leva para junto de Piccolo na Nave Cápsula. Freeza finalmente chega aos 100% e começa a atacar Goku, golpeando-o facilmente. Até que Freeza diz que irá acabar com Goku e Goku diz que agora vai parar de brincar com Freeza pois já conhece o seu poder máximo. | | |                                                |
| 99 | "Atravesse o Espaço, Shenlong!! O Momento da Destruição de Namekusei se Aproxima" Transliteração: "Shenron yo Uchū wo Hashire!! Semaru Namekkusei Shōmetsu no Toki" (em japonês: 神龍よ宇宙を走れ!! 迫るナメック星消滅の時) | Namekusei Está Prestes a Explodir! Shenlong Realize Nosso Desejo O Desejo de Kaibe                         | 17 de Julho de 1991 7 de Janeiro de 2000       |
| Goku e Freeza fazem a batalha final mas Goku demonstra estar mais forte que Freeza. Enquanto isso Kami-Sama diz a Sr. Kaioh que Sr. Popo localizou a última Esferas do Dragão e que irá fazer o pedido de reviver Yamcha e Tenshinhan. Sr. Kaioh questiona se as esferas podem realizar pedidos de outros planetas, como por exemplo reviver todos os que foram mortos por Freeza em Namekusei. Kami-Sama diz que isso é possível e Sr. Kaioh pede que Sr. Popo faça esse pedido para assim poder reviver o Patriarca e todos que foram mortos pelo temível Freeza, Sr. Kaioh deduz que com o Patriarca vivo nem que seja por alguns minutos talvez o último desejo poderá ser realizado devido a volta das esferas de Namekusei. Neste último pedido, o Sr. Kaioh diz a Kami-Sama que irá pedir que Shenlong traga todos ao planeta Terra menos o Freeza. Salvando assim a todos da grande explosão de Namekusei. Sr. Popo finalmente reúne as sete Esferas do Dragão e invoca o Shenlong da Terra. Sr. Popo pede que Shenlong reviva todos que foram assassinados por Freeza em Namekusei e Shenlong diz que irá tentar porém não tem certeza que dará certo. | | |                                                |
| 100 | "Eu Sou o Filho de Son Goku!! Gohan De Volta ao Campo de Batalha" Transliteração: "Boku wa Son Gokū no Musuko da!! Gohan, Futatabi Kessenjō e" (em japonês: ボクは孫悟空の息子だ!! 悟飯、再び決戦場へ)                      | Eu Sou o Filho de Goku! Gohan Aparece Novamente no Campo de Batalha Um Filho Corajoso                      | 24 de Julho de 1991 10 de Janeiro de 2000      |
| Goku e Freeza lançam um contra o outro seus super poderes, e ambos chegam ao ponto de estarem utilizando suas forças máximas. Porém Freeza desvia do golpe de Goku acertando-o em cheio e fazendo com que o poder de luta de Goku desapareça. Gohan ao perceber diz a Bulma para ir ao planeta Terra e segue em direção a Freeza para vingar a possível morte de seu pai. Nesta hora, Shenlong da Terra consegue realizar o desejo do Sr. Kaioh que é reviver todos que foram mortos por Freeza. Inclusive Dende e ficam na esperança de ter revivido também o Patriarca. Gohan chega ao campo de batalha e desafia Freeza, porém começa a fugir do vilão, a ideia de Gohan é segurar Freeza em Namekusei por mais dois minutos até que o planeta exploda acabando assim com Freeza também. Sr. Kaioh percebe que o Patriarca também está vivo e com isso revive o Shenlong de Namekusei que reaparece e está a disposição para o último desejo. Sr. Kaioh se comunica com o Patriarca para que ele faça o último desejo. Enquanto isso, Gohan tenta distrair Freeza porém ele percebe o plano de Gohan e começa atacar o jovem Saiyajin. Quando Freeza está a ponto de matá-lo, Goku reapareçe e consegue se recuperar depois de quase ter sido morto por Freeza. Goku pede que Gohan fuja do local e confronta Freeza. | | |                                                |
| 101 | "Vou Ficar Neste Planeta!! O Último Desejo para a Vitória" Transliteração: "Ore wa Kono Hoshi ni Nokoru!! Shōri e no Saigo no Negai" (em japonês: オレはこの星に残る!! 勝利への最後の願い)                                  | O Último Desejo                                                                                            | 31 de Julho de 1991 11 de Janeiro de 2000      |
| Goku e Freeza travam uma grande batalha. Enquanto isso Sr. Kaioh passa as instruções do pedido a ser feito ao Patriarca. Porém Goku interfere na conversa dos dois e diz que não quer voltar ao planeta Terra e pede que levem todos, e o deixem para acabar com Freeza. Sr. Kaioh implora mas não consegue mudar a decisão de Goku. Sr. Kaioh então, pede ao Patriarca para que o desejo seja de levar todos de Namekusei ao planeta Terra, menos Freeza e um Saiyajin chamado Goku. O Patriarca diz que ele não conseguirá ir até Shenlong porém passa o recado a Dende que se encontra próximo a Shenlong. Dende recebe o recado e parte para fazer o pedido antes que Namekusei exploda. Vegeta também revive e parte em direção a Freeza e Goku. Freeza percebe a presença de Shenlong e parte em sua direção para fazer o pedido de ser imortal. Dende chega antes e começa fazer o pedido na língua Namekusei. Freeza chega e pede para se tornar imortal mas não é atendido e Shenlong realiza o desejo feito por Dende. Freeza aplica um golpe para matar Dende mas nesta hora ele desaparece. Vegeta chega ao encontro de Freeza e fica surpreso por Goku ter se tornado um Super Saiyajin, e quando tenta atacar Freeza também desaparece. Bulma, Piccolo, Gohan e todos os Namekuseijins juntamente com o Patriarca desaparecem. Ao final Shenlong se despede e desaparece também deixando Freeza muito furioso e indo com tudo para cima de Goku. Já Goku sente-se aliviado por agora poder lutar tranquilamente contra Freeza. Todos aparecem no meio da selva no planeta Terra, Bulma e Gohan não acreditam que estão no planeta Terra, Dende recupera Piccolo que logo pergunta por Goku, e Gohan fica feliz ao ver Dende. O Patriarca conta a todos o que acabou de acontecer e Vegeta ouve tudo de longe. Enquanto isso Namekusei está a dois minutos de causar uma imensa explosão e Goku e Freeza estão prestes a realizar um combate realmente desesperador. | | |                                                |
| 102 | "Vamos Acabar com Isso!! Dois Lutadores no Planeta Condenado" Transliteração: "Tokoton Yarōze!! Kieyuku Hoshi ni Nokotta Futari" (em japonês: とことんやろうぜ!! 消えゆく星に残った二人)                                    | Uma Batalha Extraordinária A Última Esperança                                                              | 7 de Agosto de 1991 12 de Janeiro de 2000      |
| A batalha extraordinária entre Goku e Freeza continua em Namekusei. Enquanto isso, no planeta Terra o Patriarca explica a todos o que aconteceu. Vegeta diz que assim que Goku e Freeza morrerem ele será o homem mais forte do universo e pede que Gohan fique seu aliado. Mas Gohan não atende-o e Vegeta pede que todos lhe respeitem pois ele é o governador do universo. Freeza consegue dominar a luta porém Goku é muito resistente e sobrevive a todos os ataques de Freeza. Freeza lança sobre Goku um imenso poder que tem a força de destruir totalmente Namekusei mas Goku consegue deter e jogar a bola gigante para longe fazendo com que explodisse um planeta próximo a Namekusei. Agora falta apenas 1 minuto para a grande explosão e a batalha entre Goku e Freeza segue extraordinária. | | |                                                |
| 103 | "Freeza Estarrecido! Começa a Tremer sem Parar!!" Transliteração: "Aware Furīza! Furue Dashitara Tomaranai!!" (em japonês: 哀れフリーザ! 震えだしたら止まらない!!)                                                          | O Desespero de Freeza Os Últimos Minutos Antes da Explosão                                                 | 14 de Agosto de 1991 13 de Janeiro de 2000     |
| Freeza luta com todas suas forças contra Goku, e Goku consegue sobreviver a todos golpes facilmente. Goku consegue aplicar um super golpe em Freeza que deixa o vilão muito preocupado. Enquanto isso no planeta Terra, Gohan acredita que seu pai irá retornar e Bulma faz uma espécie de previsão e o resultado da que Goku não irá retornar deixando todos apreensivos. Goku começa a golpear cruelmente Freeza e chega ao ponto que percebe que o poder de Freeza está diminuindo, então Goku decide desistir da luta. Freeza não acredita mas Goku diz que provou a ele que existe alguém mais forte que ele. E diz que Freeza foi derrotado justamente por um Saiyajin, raça que sempre detestou. Goku diz que vai voltar a Terra e parte, mas Freeza não aceita e cria um disco cortante e atira contra Goku ferindo seu rosto. Goku diz que essa era a única chance de Freeza se manter vivo, mas Freeza tem o controle do disco cortante que persegue Goku cortanto tudo ao seu caminho. Goku então decide ir em direção a Freeza para que o disco o acerte. Será que Goku conseguirá se livrar de Freeza e fugir a tempo antes da explosão. | | |                                                |
| 104 | "Declaração de Vitória de Goku!! Freeza se Autodestrói..." Transliteração: "Gokū no Shōri Sengen da!! Furīza ga Jimetsu suru Toki..." (em japonês: 悟空の勝利宣言だ!! フリーザが自滅する時…)                                | A Autodestruição de Freeza O Fim do Tirano                                                                 | 21 de Agosto de 1991 14 de Janeiro de 2000     |
| Vegeta está muito feliz por finalmente deixar de ser subordinado de Freeza. Enquanto isso em Namekusei, Goku foge facilmente do circulo cortante de Freeza, e Freeza resolve criar outro e controla os dois circulos contra Goku. Goku acha essa última técnica de Freeza muito simples e consegue se livrar de ambos facilmente e parte para cima de Freeza acertando duros golpes contra o tirano. Um dos golpes faz com que Freeza caia ao chão criando um imenso buraco. Quando ele se levanta Goku tenta o avisar a tempo, porém não consegue e um de seus discos cortantes atravessa o corpo de Freeza fazendo-o em pedaços. Freeza fica agonizando e Goku se prepara para fugir antes da explosão, mas Freeza suplica por ajuda e Goku dá uma pequena parte de seu poder a ele para que ele possa se salvar. Finalmente Goku venceu a extraordinária batalha contra Freeza e agora terá que sair o mais rápido possível antes que Namekusei exploda. | | |                                                |
| 105 | "Freeza Derrotado!! Um Último Golpe com Toda a Raiva Concentrada" Transliteração: "Furīza Yabureru!! Subete no Ikari wo Kometa Ichigeki" (em japonês: フリーザ敗れる!! すべての怒りをこめた一撃)                            | Freeza Perde a Luta O Golpe Final                                                                          | 28 de Agosto de 1991 17 de Janeiro de 2000     |
| No planeta Terra, o Patriarca percebe que está chegando sua hora e chama a todos ao seu redor. Ele diz a todos que irá morrer e nomeia um Namekuseijin mais velho para ser o novo Patriarca, e diz que as Esferas sempre ficam junto do Patriarca. Ele pede que o futuro Patriarca, faça os pedidos com sabedoria para manter a paz no mundo. Dende revela a Gohan que as esferas de Namekusei podem reviver quantas vezes quiser qualquer pessoa, e Gohan fica feliz ao saber que poderá reviver todos seus amigos e principalmente trazer de volta seu pai. Enquanto isso em Namekusei, Freeza diz a Goku que não adianta escapar pois ele não conseguirá viver no espaço. Goku parte e Freeza jura não deixá-lo vivo custe o que custar. Freeza reúne suas últimas energias e aplica um golpe contra Goku. Mas Goku percebe e revida com um super golpe que acerta Freeza em cheio acabando assim com sua vida. Goku parte rapidamente para tentar fugir antes da grande explosão que está prestes a ocorrer em Namekusei. | | |                                                |
| 106 | "A Grande Explosão de Namekusei!! Goku Desaparece no Espaço" Transliteração: "Namekkusei Dai Bakuhatsu!! Uchū ni Kieta Gokū" (em japonês: ナメック星大爆発!! 宇宙に消えた悟空)                                              | Namekusei Explode A Explosão de um Herói                                                                   | 4 de Setembro de 1991 18 de Janeiro de 2000    |
| Após acabar com Freeza, Goku parte em direção a Nave de Freeza que se encontra próxima para tentar fugir da explosão. Quando chega, Goku tenta fazer ela funcionar porém não consegue e ela acaba caindo nas lavas causando uma grande explosão. Goku consegue fugir a tempo e segue em busca de alguma Nave para fugir. Até que a uma certa altura tudo começa explodir e numa fração de segundos Namekusei é extinta da galáxia. Sr. Kaioh fica muito triste ao ver que Goku não conseguiu se salvar, e não sabe como avisar Gohan e os outros, mas Yamcha pede para se comunicar por telepatia com Bulma para avisar a ela sobre a morte de Goku. Yamcha pede para Bulma ter calma e escutar o que ele tem a dizer, ele começa dizendo que Goku vençeu Freeza, e Bulma conta a todos a novidade deixando todos muito felizes. Porém Yamcha pede para Bulma escutar pois após vencer Freeza Goku não conseguiu fugir antes da explosão e Bulma rapidamente conta a todos sobre a morte de Goku. Bulma diz a Yamcha que com eles estão as Esferas de Namekusei e que elas podem reviver qualquer pessoa mesmo que já tenha morrido uma vez. Sr. Kaioh interrompe dizendo que as Esferas de Namekusei podem reviver porém a pessoa aparece no local onde morreu. Neste caso Goku e Kuririn apareceriam em Namekusei e morreriam pois iriam aparecer no espaço. Bulma então da a notícia do Sr. Kaoih a todos e Gohan diz que acredita que seu pai irá voltar. Vegeta começa a rir e diz que seus desejos foram realizados a morte de Freeza e Goku e que ele é o novo governador do universo. Gohan fica com muita raiva e parte para cima de Vegeta e começa a golpeá-lo, Vegeta se recupera e começa atingir cruelmente o pequeno Gohan, e o deixa muito machucado. Quando Vegeta está prestes a matá-lo surge Piccolo e diz para ele não se atrever a matar Gohan e Vegeta parte. | | |                                                |
| 107 | "Son Goku Sobreviveu - Os Guerreiros Z São Revividos!!" Transliteração: "Ikiteita Son Gokū - Z Senshi ga Zenin Fukkatsu da!!" (em japonês: 生きていた孫悟空 Z戦士が全員復活だ!!)                                            | Os Guerreiros Z Ressuscitam Son Goku Está Vivo! Os Guerreiros do Espaço Ressuscitam                        | 11 de Setembro de 1991 19 de Janeiro de 2000   |
| O novo Patriarca diz que assim que as Esferas voltarem ao seu estado normal eles vão procurar outro planeta e pedem se podem ficar no planeta Terra aguardando. Bulma diz que é complicado pois eles vão causar muito espanto nos terráqueos e oferece sua casa para todos ficar, inclusive Vegeta. Bulma liga para seu pai que avisa a tempo Mestre Kame e Chi-Chi pois eles estavam prestes a viajar a Namekusei. Ao chegar com o pai de Bulma, Chi-Chi vai correndo ao encontro de Gohan e fica muito feliz ao vê-lo. Passam-se os 130 dias e as Esferas ficaram visíveis novamente e eles se preparam para invocar Shenlong de Namekusei. Dende diz a Bulma que o ano em Namekusei tem somente 130 dias por isso após este período as Esferas voltam ao seu estado normal. Dende invoca Shenlong e toda população da cidade do norte se assusta ao ver o gigante dragão. Mas os guardas avisam a todos que essa imagem vem da corporação cápsula e que podem ficar tranquilos pois deve ser apenas uma experiência. O primeiro desejo é que as almas de Kuririn e Goku voltem para a Terra, e o Shenlong diz que somente uma das almas voltou a de Kuririn, já a de Goku não conseguiu trazer pois Goku está vivo! Todos ficam muito surpresos e felizes, principalmente o Sr. Kaioh. O segundo desejo, é para reviver Kuririn. Shenlong consegue reconstruir seu corpo e Kuririn aparece entre os amigos deixando todos muito felizes. O terceiro desejo é que Shenlong traga Goku a Terra novamente. Shenlong diz que esse desejo não será possível realizar pois Goku não quis voltar com ele e disse que quer voltar por conta própria ao planeta Terra. Mestre Kame sugere que Goku não quer voltar pois tem a esposa mais forte e brava do mundo e que ele deve estar com muito medo, e Chi-Chi o repreende. Vegeta percebe que Goku está treinando em outro planeta para ficar mais forte e decide treinar também e foge com a Nave Cápsula do pai da Bulma. Piccolo sugere que o último desejo seja reviver os amigos que estão com Sr. Kaioh, e Bulma não sabe qual deles reviver primeiro. Tenshinhan e Chaos querem continuar o treinamento com Sr. Kaioh e Yamcha é o escolhido para reviver. Sr. Kaioh avisa a Bulma e o último desejo é reviver Yamcha. Nisso Yamcha aparece entre eles deixando Pual muito feliz ao rever seu grande amigo. Mais 130 dias se passaram e novamente nossos heróis estão reunidos para que se realize mais três desejos junto a Shenlong de Namekusei. O Primeiro desejo foi reviver Chaos, com o segundo desejo reviveram Tenshinhan. Com o terceiro desejo os Namekuseijins mudaram-se para outro planeta. Por fim, a paz reina na Terra, Gohan volta a morar com Chi-Chi e se empenha nos estudos, enquanto Piccolo de longe fica lhe observando. | | |                                                |

## Saga de Garlic Jr.
| N.º | Título original | Título(s) em português                                                  | Exibição original                             |
| --- | --- | ----------------------------------------------------------------------- | --------------------------------------------- |
| 108 | "Grande Tremor no Céu!! Garlic Jr. se Tornou um Deus!?" Transliteração: "Tenkai ga Taihen da!! Gārikku Junia ga Kami ni Naru!?" (em japonês: 天界が大変だ!! ガーリックJrが神になる!?)                   | Problemas no Templo Sagrado O Sucessor de Todo-Poderoso                 | 18 de Setembro de 1991 20 de Janeiro de 2000  |
| Passaram-se 10 meses desde que Goku acabou com Freeza. Gohan vive com Chi-Chi e todo dia pesca para ter a janta garantida. Certo dia, Kuririn aparece junto de sua namorada Maron e diz que vão se até a casa do Mestre Kame e pedem para Gohan ir também caso Chi-Chi permitir. Kami-Sama pede que Piccolo o substitua como protetor da Terra, mas Piccolo não aceita. Sr. Popo é surpreendido no Templo Sagrado por Garlic Jr. e seus 4 comparsas. Eles conseguem prender Sr. Popo numa bolha até que aparece Kami-Sama e Confronta Garlic Jr. Mas o vilão consegue prender também Kami-Sama numa bolha e diz que agora ele irá governar o Templo Sagrado. Garlic Jr. encontra a Água Sagrada que foi usada por seu pai no passado. Essa essência faz com que os humanos que sentem seu odor ficam descontrolados se tornando parte da familia do mal. Enquanto isso na casa do Mestre Kame todos ficam felizes por ver que Kuririn está namorando com Maron e Bulma sente ciumes de Yamcha. Gohan pede a Chi-Chi para deixá-lo ir até a casa do Mestre Kame mas ela não deixa e então ele resolve fugir e ir ao encontro do seu amigo Kuririn. | |                                                                         |                                               |
| 109 | "A Terrível Névoa Negra...!! Todos se Tornam Demoníacos" Transliteração: "Kyōfu no Kuroi Kiri...!! Minna Mazoku ni Natchatta" (em japonês: 恐怖の黒い霧…!! みんな魔族になっちゃった)                    | A Neblina do Mal O Veneno Diabólico                                     | 25 de Setembro de 1991 21 de Janeiro de 2000  |
| A neblina do mal se espalha rapidamente sobre a Terra fazendo com que vários seres vivos se tornem membros do mal, Gohan consegue escapar por pouco, graças a ajuda de seu amigo dragão. Chi-Chi ao perceber a falta de Gohan segue o mais rápido possível até a casa do Mestre Kame, mas chega lá e tem um contratempo com Maron a namorada do Kuririn. Kuririn resolve levar Maron junto para um mergulho em busca do jantar e neste exato momento a Neblina do mal passa sobre a ilha do Mestre Kame fazendo com que todos eles se tornem membros da familia do mal. Gohan chega e encontra Kuririn e Maron no mar e quando vai até a casa de Kame para se desculpar com Chi-Chi, percebe que ela o ataca impiedosamente. Kuririn também estranha que todos estão maus, até que aparecem os comparsas de Garlic Jr. e dizem que o que causou isso foi a Neblina do mal e que a única forma de se recuperar é usando a àgua Ultra Sagrada que se encontra no Templo Sagrado, e convidam Gohan para ir com eles. Mas Gohan não aceita e é atacado por eles. Até que surge Piccolo e salva Gohan. | |                                                                         |                                               |
| 110 | "O Céu se Torna o Campo de Batalha!! Piccolo Volta a Ser Demoníaco..." Transliteração: "Tenkai ga Senjō da!! Pikkoro ga Mazoku ni Gyaku Modori..." (em japonês: 天界が戦場だ!! ピッコロが魔族に逆戻り…) | Piccolo se Torna Parte da Família do Mal Um Campo de Batalha no Paraíso | 2 de Outubro de 1991 24 de Janeiro de 2000    |
| Piccolo confronta os súditos de Garlic Jr. Mas Yamcha o ataca e começam a lutar. O dinossauro do Gohan salva Maron quando estava prestes a ser atacada por Chi-Chi e Bulma. Piccolo pede a Gohan que vá imediatamente até o Templo Sagrado e encontre a água Ultra Sagrada e Kuririn parte jundo dele. Yamcha consegue neutralizar Piccolo e morde seu pescoço, Gohan tenta voltar, mas Piccolo ordena que ele vá imediatamente. Gohan e Kuririn vão o mais rápido possível e Maron os acompanha com o Dragão. Quando eles chegam no alto do templo de Karin encontram Mestre Karin e Yajirobe. Gohan pergunta onde encontrar a água Ultra Sagrada e Mestre Karin revela que se encontra no mesmo local do jarro da Neblina do Mal, numa sala aos fundos do Templo Sagrado. Gohan e Kuririn partem mas quando chegam lá encontram Garlic Jr. seus quatro súditos e para surpresa deles, Piccolo que também se tornou um membro da familia do mal. | |                                                                         |                                               |
| 111 | "Confronto Direto com Piccolo!! O Masenko da Raiva no Céu" Transliteração: "Pikkoro to Kyokusetsu Taiketsu!! Tenkai ni Ikari no Masenkō" (em japonês: ピッコロと直接対決!! 天界に怒りの魔せん光)        | Piccolo Enfrenta Gohan O Golpe Final                                    | 9 de Outubro de 1991 25 de Janeiro de 2000    |
| Garlic Jr. pergunta a Gohan de Goku e diz que vai aguardar sua chegada para acabar com ambos. Gohan tenta atacá-lo, mas Garlic Jr. mostra o frasco onde Kami-Sama está preso e Gohan recua. Um dos súditos de Garlic Jr. começa atacar Gohan e outro ataca Kuririn, enquanto Piccolo é segurado pelos outros dois súditos do vilão. Enquanto isso no alto do templo de Karin, Maron tem seus desejos atendidos por Mestre Karin e Yajirobe. Kuririn salva Gohan da morte, mas é atacado por um super golpe e fica muito mal, mas pede que Gohan consiga a Água Ultra Sagrada antes das 24 horas pois caso passar esse tempo, nem mesmo a Água Ultra Sagrada fará efeito contra o veneno da Neblina do mal. Enquanto isso, Vegeta segue entre os planetas a procura de Goku e tentando se tornar um Super Saiyajin. Até que ele sente a presença de um enorme Ki e vai atrás pensando ser Goku, que na verdade é o Broly transformado no Lendário Super Saiyajin, mas Vegeta acha que é um meteoro Gigante. Vegeta então continua sua busca por Goku. E no Templo Sagrado depois de muita luta, Gohan aplica a técnica Masenko e consegue matar dois dos súditos de Garlic Jr. Nesta hora, Piccolo é solto e ataca Gohan, deixando o caído, Piccolo então, começa estrangular Gohan.       | |                                                                         |                                               |
| 112 | "Recuperar o Coração de Todos!! A Super Água Sagrada do Templo" Transliteração: "Minna no Kokoro wo Torimodose!! Shinden ni Nemuru Chō Shinsui" (em japonês: みんなの心を取り戻せ!! 神殿に眠る超神水)   | O Plano de Piccolo Satã Volta à Sua Forma                               | 16 de Outubro de 1991 26 de Janeiro de 2000   |
| Piccolo começa atacar cruelmente Gohan, e Kuririn tenta atacar Garlic Jr. mas não consegue vencê-lo. Piccolo não deixa os outros dois súditos de Garlic Jr. atacar Gohan e o ataca impiedosamente. Piccolo acerta uns golpes em Gohan que o joga para dentro do Templo Sagrado, lá Gohan avista a Água Ultra Sagrada que está num frasco próximo à Água Sagrada causadora da Neblina do Mal. Nesta hora Kuririn aparece também e começa acertar Gohan, Piccolo está prestes a matar Gohan até que Garlic Jr. o impede pois, ele quer acabar com Gohan com suas próprias mãos. Mas neste momento, Piccolo consegue pegar os frascos onde estão Kami-Sama e Sr. Popo e joga para Kuririn que consegue libertá-los. Garlic Jr. fica muito furioso ao ver que tudo se tratava de uma farsa, e agora Piccolo está novamente lutando ao lado de Gohan. | |                                                                         |                                               |
| 113 | "Não Posso Esperar Até de Manhã!! Um Ato Desesperado de Kami-Sama" Transliteração: "Asa made Matenai!! Kamisama no Kakugo wo Kimeta Kesshikō" (em japonês: 朝まで待てない!! 神様の覚悟をきめた決死行)   | Kami-Sama e Sr. Popo Vão ao Local Sagrado Um Poder Crescente            | 23 de Outubro de 1991 27 de Janeiro de 2000   |
| Kami-Sama e Sr. Popo vão atras da Água Ultra Sagrada, porém Garlic Jr. diz que o tempo está se acabando e eles não vão conseguir salvar o mundo da maldade. Sr. Popo diz para Kami-Sama que é perigoso ele ir até o local sagrado pois lá permanecem a alma dos antigos deuses, e Kami-Sama mesmo correndo riscos resolve ir para tentar salvar o mundo. Enquanto Kami-Sama e Sr. Popo vão em busca da Água Ultra Sagrada, Piccolo, Kuririn e Gohan confrontam Garlic Jr. e seus dois súditos. Gohan ao ver seu amigo Kuririn quase ser morto consegue matar os dois súditos de Garlic Jr. Mas o vilão que enfrenta Piccolo mostra que ao céu está seu planeta que passa próximo à Terra a cada cinco mil anos e que estando próximo ao planeta lhes dá muita força. Garlic Jr. então se transforma num poderoso monstro e seus dois súditos revivem. Enquanto isso, Kami-Sama e Sr. Popo conseguem entrar no local sagrado, porém uma alma atinge Kami-Sama. | |                                                                         |                                               |
| 114 | "Batalha Super Radical!! Violação das Leis de Kami-Sama" Transliteração: "Chō Kageki ni Shōbu da!! Okite Yaburi no Kamisama" (em japonês: 超過激に勝負だ!! 掟やぶりの神様)                              | A Vida de Kami-Sama Está em Perigo O Mistério do Firmamento             | 30 de Outubro de 1991 28 de Janeiro de 2000   |
| A alma que atinge Kami-Sama trata-se do antigo guardião do Templo Sagrado antecessor de Kami-Sama. Kami-Sama pede desculpas e pede que a alma deixe ele e Sr. Popo ir até as sete correntes de ar do mundo, para lançar a Água Ultra Sagrada e salvar o planeta Terra. Mas a alma os persegue e eles tentam correr até o local sagrado. Enquanto isso Garlic Jr. e seus súditos ficam muito mais fortes e confrontam Piccolo, Gohan e Kuririn. Até que Kuririn é fortemente atingido e começa a cair do Templo Sagrado desacordado. Gohan tenta salvar o amigo mas os dois súditos de Garlic Jr. o impedem. Gohan então consegue reunir um grande poder e consegue com um único golpe acabar com os dois súditos de Garlic Jr. e salvar Kuririn. Garlic Jr. vê Gohan e resolve atacá-lo, mas Piccolo intervém e começa lutar contra Garlic Jr. Enquanto isso Kami-Sama é atingido e começa a perder sua alma mas continua sua caminhada em busca do local das sete correntes, assim como Kami-Sama perde força, Piccolo também perde e Garlic Jr. começa a golpeá-lo mas Gohan o defente e enfrenta o vilão. Kami-Sama e Sr. Popo estão muito próximos do final do local sagrado, e Kami-Sama está muito perto de cumprir sua missão.                                                     | |                                                                         |                                               |
| 115 | "A Água Sagrada Funciona!! O Mundo Acorda de um Pesadelo" Transliteração: "Kiita ze Chō Shinsui!! Sekai ga Akumu kara Sameta" (em japonês: 効いたぜ超神水!! 世界が悪夢からさめた)                       | A Água Ultra Sagrada Salva o Mundo Uma Viragem Diabólica                | 6 de Novembro de 1991 31 de Janeiro de 2000   |
| Kami-Sama chega ao local das sete correntes mas a sua frente estão todas as almas sagradas. Kami-Sama pede a eles que o deixem passar e salvar a Terra pois ele a ama, e que eles os desculpe, por ele ser um extraterrestre e ser o guardião do Templo Sagrado. Mas as almas começam o atacar fortemente fazendo com que ele perca seu poder fazendo com que Piccolo fique muito fraco. No Templo Sagrado, Gohan começa atacar Garlic Jr. e aplica poderosos golpes atravessando seu corpo. Porém como o vilão é imortal ele se recupera facilmente e começa atacar a todos, deixando Piccolo e Kuririn muito feridos. Kami-Sama é fortemente atingido e entrega a Água Ultra Sagrada a Sr. Popo, e ele consegue levar até o local das sete correntes. A Neblina da Água Ultra Sagrada rapidamente se espalha pelos sete cantos do mundo, conseguindo salvar todos os seres humanos que haviam se tornado parte da familia do mal. Garlic Jr. fica muito nervoso por Kami-Sama ter conseguido cumprir sua missão e resolve realizar novamente sua mais poderosa técnica, a Zona da Morte. E agora, conseguirão nossos heróis se salvar da terrível técnica de Garlic. Jr. | |                                                                         |                                               |
| 116 | "A Breve Chance de Vitória de Gohan!! Destrua o Planeta Maligno..." Transliteração: "Gohan ni Isshun no Shōki!! Ano Makyōsei wo Ute..." (em japonês: 悟飯に一瞬の勝機!! あの魔凶星を撃て…)              | Gohan Destrói o Planeta Maligno O Fim da Magia Negra                    | 13 de Novembro de 1991 1 de Fevereiro de 2000 |
| Gohan faz um escudo de energia para proteger Piccolo e Kuririn da Zona da Morte, mas Piccolo diz que a única forma de salvar o planeta Terra é destruir o planeta Maligno, mas Gohan não aceita por medo que seus amigos sejam sugados pela Zona da Morte. Enquanto isso, Kami-Sama estava prestes a perder sua alma, quando as almas antepassadas resolvem libertá-lo e Sr. Popo e Kami-Sama começam a ser sugados para o alto, e reaparecem no Templo Sagrado em meio a grande luta. Mas o poder da Zona da Morte começa a sugá-los, até que Piccolo vai até eles e os salva. Piccolo resolve atacar Garlic Jr. e insiste para Gohan destruir o Planeta Maligno enquanto Garlic Jr. está distraído. Gohan então reúne todas suas energias e aplica um golpe contra o planeta Maligno fazendo ele explodir. Garlic Jr. perde todas suas forças e é sugado pela Zona da Morte, porém desta vez Garlic Jr. não conseguirá voltar pois seu planeta não existe mais e ele ficará para sempre preso na eternidade malígna. Muito distante dali, Vegeta segue sua busca por Goku, para mostra-lo que ele será o mais forte do universo. Gohan reencontra seus amigos todos vivos e fica muito feliz. E Garlic Jr. não conseguiu cumprir sua missão e assim a Terra voltou a viver em harmonia. | |                                                                         |                                               |
| 117 | "É Mesmo um Homem... A 101ª Proposta de Kuririn" Transliteração: "Otoko da nē... Kuririn Hyakuichi Kaime no Puropōzu" (em japonês: 男だねェ… クリリン101回目のプロポーズ)                               | Kuririn Pede Maron em Casamento Em Idade de se Casar                    | 20 de Novembro de 1991 2 de Fevereiro de 2000 |
| Kuririn começa sua rotina de compras com Maron, e vendo um vestido de noiva Maron diz que adoraria usar. E Kuririn a pede em casamento. Mestre Kame convoca todos para ir urgente até sua casa, quando todos chegam percebem que ele quer ajuda, para montar a festa de aniversário de Mil anos da tartaruga. Todos ficam abismados mas no final ajudam Kame e todos comemoram juntos. Kuririn conta a novidade a todos, mas sente que não será capaz de satisfazer todas as vontades de Maron. A tartaruga o diz que ele pode buscar a lágrima da sereia no fundo do mar, com a pérola, ele será muito feliz no casamento. Kuririn convida Gohan e partem para o fundo do mar, e encontram a famosa pérola, porém ela é vigiada por uma serpente gigante e por vários peixes que guardam ela como seu tesouro. Kuririn decide não roubar a pérola e volta para falar com Maron. Kuririn diz a ela que não está preparado para ser um esposo, e ela logo se encanta com outro e parte deixando Kuririn sozinho. Kuririn volta aos seus amigos e diz que não ficará mais com Maron. | |                                                                         |                                               |

## Saga dos Androides
| N.º | Título original | Título(s) em português                                                  | Exibição original                               |
| --- | --- | ----------------------------------------------------------------------- | ----------------------------------------------- |
| 118 | "Esta É a Terra Papai... O Ataque de Freeza Pai e Filho" Transliteração: "Are ga Chikyū dayo Papa... Furīza Oyako no Gyakushū" (em japonês: あれが地球だよパパ… フリーザ親子の逆襲)                         | Este É o Planeta Terra Papai! Freezer Contra-Ataca                      | 27 de Novembro de 1991 3 de Fevereiro de 2000   |
| Já se passou um ano desde que Goku se transformou em Super Saiyajin e desde então ninguém mais sabe seu paradeiro. Chi-Chi contrata um professor particular chamado Sr. Shu para ensinar Gohan e o professor usa um método violento para a aprendizagem. O restante da turma segue na casa de Bulma e ela fica preocupada por Vegeta não retornar deixando Yamcha com ciúmes. Na manhã seguinte Gohan é acordado pelo seu amigo Dragão e vai para fora de casa onde vê seu pai Goku retornando. Gohan fica muito feliz e chora de alegria, Goku entra em casa e ao abraçar Gohan se transforma em Freeza. Mas tudo isso não passa de um sonho de Gohan enquanto estuda. O Professor fala mal de Goku e Gohan investe contra ele. Mas Chi-Chi intervém e o professor começa insultar Goku e Gohan. Até que Chi-Chi perde a paciência e o joga para fora de casa. Vegeta finalmente retorna à Terra após tentar encontrar Goku em vão. Bulma convida-o para morar junto com eles até que Goku retorne. Neste momento todos percebem um poder maligno vindo ao encontro da Terra. E Vegeta percebe ser Freeza que está vindo para acabar com todos. | |                                                                         |                                                 |
| 119 | "Eu Posso Derrotar Freeza... O Garoto Misterioso que Espera por Goku" Transliteração: "Furīza wa Boku ga Taosu... Gokū wo Matsu Nazo no Shōnen" (em japonês: フリーザはボクが倒す… 悟空を待つ謎の少年)      | Eu Me Encarregarei de Vencer Freeza! O Misterioso Salvador              | 4 de Dezembro de 1991 4 de Fevereiro de 2000    |
| Todos os heróis começam a se reunir para esperar a chegada de Freeza, Gohan encontra Kuririn pelo caminho e vão juntos. Vegeta e Yamcha estão lá e Bulma e Pual aparecem querendo ver a feição de Freeza. Piccolo também se reúne a eles juntamente com Tenshinhan e Chaos. A Nave de Freeza finalmente pousa na Terra, e percebemos que Freeza aparenta ser um Android. Pois teve parte de seu corpo reconstituido. (Na verdade quando Namukusei explode o Rei Cold, que é o pai de Freeza, foi em busca de seu filho e encontrou os pedaços de Freeza espalhados pelo universo. Cold junta seus pedaços e monta seu corpo em forma de Android). Freeza ao acordar pede a seu pai que o leve até a Terra para vingar sua morte e acabar com Goku. Os dois juntos eram extremamente poderosos deixando todos nossos heróis preocupados e prevendo o fim do planeta Terra. Cold pressente que Goku está retornando e chegará em três horas no campo de batalha. Freeza ordena que seus homens acabem com todos terráqueos para que quando Goku chegue sinta-se humilhado por toda destruição em seu planeta. Até que surge um jovem misterioso, que acaba com parte dos soldados de Freeza, e revela que veio para acabar com ele e com Rei Cold. | |                                                                         |                                                 |
| 120 | "Freeza É Dividido em um Golpe!! Mais Um Super Saiyajin" Transliteração: "Furīza wo Ittō Ryōdan!! Mō Hitori no Sūpā Saiyajin" (em japonês: フリーザを一刃両断!! もう一人の超サイヤ人)                       | O Fim de Freeza!! Uma Má Surpresa para o Freezer                        | 11 de Dezembro de 1991 7 de Fevereiro de 2000   |
| Freeza ordena que seus homens acabem com o jovem misterioso. Porém, com um único golpe, o jovem acaba com todos, depois ele revela que é um Super Saiyajin. Freeza então, aplica um golpe sobre o desconhecido, mas ele consegue receptar o golpe sem se ferir. Gohan e seus amigos resolvem ir mais perto para ver o que está acontecendo e Freeza, prepara um golpe 10X mais poderoso daquele usado em Namekusei. Um golpe capaz de destruir todo o planeta. Mas o jovem misterioso consegue deter o golpe usando apenas uma mão. E Freeza joga outro sobre ele causando uma grande explosão. Cold diz a Freeza para acabar logo com o planeta. Porém, o jovem misterioso reaparece no campo de batalha e com um golpe de sua espada, parte Freeza ao meio. | |                                                                         |                                                 |
| 121 | "E Aí!? Quanto Tempo... Son Goku Voltou" Transliteração: "Ossu!! Hisashiburi... Kaettekita Son Gokū" (em japonês: オッス!! ひさしぶり… 帰って来た孫悟空)                                                    | Goku Voltou! Quem É Este Misterioso Guerreiro?                          | 18 de Dezembro de 1991 8 de Fevereiro de 2000   |
| Após ver seu filho Freeza ser morto pelo jovem, o Rei Cold pede ao jovem para se juntar a ele e pede que ele o deixe ver sua espada. O jovem entrega a espada ao Rei Cold, mas o mesmo tenta atacá-lo. O jovem misterioso consegue segurar a força do Rei Cold e o mata com um único golpe. Após matar o vilão, ele destrui a nave espacial que os trouxe à Terra. Todos heróis ficam abismados pelo imenso poder do jovem misterioso, e ele os avisa que Goku chegará em breve e pede que todos o acompanhem. O jovem joga uma cápsula ao chão que se transforma em um frigobar cheio de refrigerantes e cervejas e oferece aos amigos, dizendo que eles estão no ponto exato e que Goku chegará em poucas horas. Bulma percebe que na jaqueta do jovem misterioso existe um simbolo da Cápsula Corp empresa de seu pai, e ela pergunta a ele se ele faz parte da corporação. O jovem diz que não poderá dizer seu nome, somente sua idade 17 anos. Enquanto isso, Chi-Chi compra um computador para aprimorar os estudos de Gohan. Finalmente passam-se as três horas e a Nave de Goku pousa na Terra. Goku aparece e fica surpreso por ver todos seus amigos neste local deserto, inclusive o jovem misterioso, que se torna mais misterioso ainda aos olhos de todos por fazer-se cumprir seus dizeres. | |                                                                         |                                                 |
| 122 | "Meu Pai É o Vegeta... Confissão do Jovem Misterioso" Transliteração: "Boku no Chichi wa Bejīta desu... Nazo no Shōnen no Kokuhaku" (em japonês: ボクの父はベジータです… 謎の少年の告白)                    | A Identidade do Jovem Misterioso O Segredo Bem Guardado                 | 8 de Janeiro de 1992 9 de Fevereiro de 2000     |
| Goku chega a Terra e é saudado por todos. O jovem misterioso pede para falar a sós com Goku e é atendido. Ele diz a Goku que calculou o tempo de sua chegada, e que veio do futuro para lhe dizer algo muito importante. Goku diz que poderia ter chegado antes pois aprendeu a técnica do Teletransporte. O jovem misterioso pede a Goku para se transformar em Super Saiyajin e Goku o atende. Os dois ficam transformados e o jovem ataca Goku com sua espada. Goku consegue se defender somente com um dedo, mostrando a todos que possuí um poder imenso. O jovem misterioso então revela a Goku que veio do futuro e é filho de Vegeta, mas que essa não é sua principal revelação. Ele disse que há exatos três anos chegarão ao planeta Terra dois seres com um poder imenso e maligno, que não se trata de extraterrestres e sim de seres criados na Terra pelo Dr. Gero, da força Red Ribbon. E que após serem criados, eles mataram o seu próprio criador, o Dr. Gero. Então Trunks, o jovem misterioso, diz a Goku que esses Androides estão causando muitos problemas no futuro e que ele não está conseguindo derrotá-los. Goku pergunta se ele está lutando sozinho e Trunks revela que sim, pois todos os seus amigos serão assassinados pelos androides e somente Gohan ficará vivo, se tornando o seu mestre. Mas Gohan também irá morrer quatro anos depois. E diz também, que como Piccolo vai morrer, as esferas também irão desaparecer e ninguém poderá ser ressussitado. Trunks diz também que os Androides assassinam as pessoas como diversão e que por culpa deles o futuro virou um inferno. Goku pede o que acontecerá com ele e Trunks revela que Goku não irá lutar, pois contrairá uma doença grave do coração e morrerá antes da batalha contra os androides. Goku fica muito desapontado ao saber da verdade. Mas Trunks diz que no futuro é possível sobreviver a esta doença e entrega um remédio a Goku, dizendo que está mudando a rota do futuro, porém é a única esperança dele e de sua mãe que construiu sua máquina do tempo, acreditando que Goku poderá salvar a Terra. Trunks diz que sua mãe é Bulma e Goku fica muito surpreso. Trunks pede a Goku para manter segredo para não mudar a rota do futuro, pois ele poderá não nascer caso Bulma e Vegeta não fiquem juntos e Goku promete guardar o segredo. Trunks se despede, e Goku diz que vai fazer o possível para melhorar o futuro. Goku volta com seus amigos, e todos pedem que Goku conte sobre a conversa com o jovem misterioso, mas Goku diz que não foi nada de mais. Até que Piccolo diz que ouviu tudo e conta a todos sobre o que acontecerá daqui a três anos, mas não revela sobre a identidade de Trunks. | |                                                                         |                                                 |
| 123 | "Nova Técnica Mortal de Goku!? Vejam, Esse É o Meu Teletransporte" Transliteração: "Gokū no Shin Hissatsu Waza!? Mitekure, Ora no Shunkan Idō" (em japonês: 悟空の新必殺技!? 見てくれ、オラの瞬間移動)      | A Técnica Especial de Goku! A Nova Técnica de Son Goku                  | 15 de Janeiro de 1992 10 de Fevereiro de 2000   |
| Goku mostra a todos seus amigos sua nova técnica de teletransporte que aprendeu com os Yadorat e Vegeta fica com raiva por Goku conseguir se transformar em Super Saiyajin e ter aprendido esta nova técnica. Todos se preparam para a grande luta daqui a três anos, Goku, Gohan e Piccolo resolver treinar juntos. Kuririn resolve ir treinar com Mestre Kame, Tenshinhan e Chaos vão treinar juntos nas montanhas, Yamcha resolve treinar na cidade e Vegeta diz que irá treinar sozinho e que será o único a sobreviver depois da grande batalha. Chi-Chi é totalmente contra aos treinamentos de Gohan, mas cede a pedido de Goku e diz que após os três anos de treinamento ele terá que abdicar de lutas e focar totalmente nos estudos. | |                                                                         |                                                 |
| 124 | "Eu Superarei... o Goku!! O Rei da Raça Guerreira Saiyajin" Transliteração: "Koeteyaru... Gokū wo!! Sentō Minzoku Saiyajin no Ō" (em japonês: こえてやる… 悟空を!! 戦闘民族サイヤ人の王)                    | Vou Superar Goku!! A Grande Preparação                                  | 22 de Janeiro de 1992 11 de Fevereiro de 2000   |
| Vegeta pede que o pai de Bulma crie uma cápsula onde ele poderá elevar a força da gravidade em 300 e treina nela até que a destrói com sua energia. Acaba se machucando seriamente e fica em recuperação na casa de Bulma por algum tempo. Mas, mesmo assim, sua arrogância faz com que ele continue o duro treinamento com o objetivo de superar Goku, agora com a força da gravidade em 400. | |                                                                         |                                                 |
| 125 | "Licença para Dirigir? Um Novo Desafio para Goku" Transliteração: "Menkyo Kaiden? Gokū no Aratanaru Shiren" (em japonês: 免許皆伝？ 悟空の新たなる試練)                                                     | Uma Prova Muito Difícil para Goku! Uma Nova Prova para Son Goku         | 29 de Janeiro de 1992 14 de Fevereiro de 2000   |
| Chi-Chi fica furiosa por Goku não ter um trabalho e não lhe ajudar nas despesas e ordens de casa, e o obriga a tirar a carteira de motorista para que possa acompanha-la nas compras na cidade e diz que caso ele e Piccolo não forem tirar a carteira de habilitação ela não fará mais comida para ambos. Goku e Piccolo partem para a cidade para tentar tirar a carteira de habilitação. Piccolo tem como instrutora uma jovem mulher e Goku pega como seu instrutor um velho que mal consegue abrir a porta do veículo. Piccolo aprende rápido como se dirige o veículo e Goku causa diversos acidentes tentando aprender. Até que um dia ambos estavam num teste com seus instrutores e acontece um terrível acidente, mas ambos conseguem salvar as vitimas e seus instrutores dizem que eles não precisam tirar a carteira de motoristas pois já são heróis. Ao retornarem contam a Chi-Chi e ela fica super fúriosa ao saber que Goku não conseguiu cumprir seu objetivo. | |                                                                         |                                                 |
| 126 | "Assassinos que Não Deixam Pistas - Quem São os Androides!?" Transliteração: "Kehai wo Motanu Satsujinki - Doitsu ga Jinzō Ningen da!?" (em japonês: 気配を持たぬ殺人鬼 どいつが人造人間だ!?)               | Quem São os Androides!? A Chegada dos Cyborgs                           | 5 de Fevereiro de 1992 15 de Fevereiro de 2000  |
| Finalmente passaram-se os três anos desde o retorno de Goku e a aparição de Trunks do futuro. Todos os heróis treinaram muito para chegar preparados para a grande batalha. No dia exato todos eles se encontram na ilha próximo a cidade do sul e Goku percebe que Bulma tem um bebê no colo, trata-se de seu filho, Trunks. Tenshinhan avisa a Goku que Chaos não participará da batalha apesar de ter treinado, não conseguir poder suficiente para se manter na batalha. Eles percebem que nesta ilha tem uma cidade, e ficam preocupados devido a vida dos civis daquela cidade estarem correndo perigo. Na hora exata da chegada dos Androides eles não percebem nenhum poder de luta maligno. Mas Gohan supõe que como são androides é impossível sentir seus Ki. E eles resolvem então se dividir e procurar pela ilha os androides. Assim que chegam a ilha os androides começam a matar todos seres humanos que encontram pelo caminho. Yamcha é o primeiro a encontrar os Androides, mas é derrotado pelos androides denominados #19 e #20. | |                                                                         |                                                 |
| 127 | "As Atrocidades Inumanas do #20!! Goku, a Super Transformção da Raiva" Transliteração: "Reiketsu Nijūgō no Akugyaku Hidō!! Gokū, Ikari no Chōhenshin" (em japonês: 冷血20号の悪逆非道!! 悟空・怒りの超変身) | Os Terríveis Androides Nº 19 e 20! O Encontro                           | 12 de Fevereiro de 1992 16 de Fevereiro de 2000 |
| Goku e seus amigos chegam até Yamcha, e Goku pede a Kuririn que leve Yamcha para comer uma semente dos deuses. Goku pede para os Androides para lutarem num local não povoado e os Androides começam a destruir a cidade deixando Goku muito furioso. Ao final concordam em lutar em outro lugar com Goku e seus amigos. Yamcha percebe que os Androides sugam o poder dos humanos, e junto de Kuririn e Gohan partem para avisar Goku e seus amigos. Goku e os Androides chegam a um local para a batalha e os Androides dizem que foram criados pelo Dr. Gero um dos membros das forças Red Ribbon que Goku derrotou quando era pequeno, e que foram criados para matar Goku e vingar todos das forças Red Ribbon que Goku matou. Goku então se transforma num Super Saiyajin para confrontar seus poderosos inimigos. | |                                                                         |                                                 |
| 128 | "Choque Duplo em Goku!! Doença e o Ataque do Inimigo" Transliteração: "Gokū, Daburu Shokku!! Yamai to Teki no Hasamiuchi" (em japonês: 悟空、ダブルショック!! 病と敵のはさみ撃ち)                           | Goku Tem Dois Problemas A Arma Secreta dos Cyborgs                      | 19 de Fevereiro de 1992 17 de Fevereiro de 2000 |
| A luta começa com Goku enfrentando o Androide 19. Primeiramente, Goku consegue dominar facilmente o Androide. Porém, Gohan e Piccolo percebem que há algo de errado com Goku: ele está lutando em um nível muito abaixo do que deveria, está cansado e perdendo energia rápido. Gohan e Yamcha e sugerem que talvez seja porque o Androide consegue sugar a energia de seus adversários, já que Yamcha relata ter sentido que sua energia estava sendo sugada quando foi derrotado pelo Androide 20. Até que, em certo momento, Goku mostra-se muito debilitado e com dificuldade até de se permanecer de pé. Ao ver Goku levar a mão ao peito e apertá-lo, Gohan então percebe que o problema não não se trata da perda de energia para o adversário, mas sim, da doença no coração causada por um vírus que Goku contraiu anos anteriores, como avisou Trunks. | |                                                                         |                                                 |
| 129 | "Vegeta Mais Poderoso!! Despertar do Sangue Super Saiyajin" Transliteração: "Bejīta Tsuyoshi!! Mezameru Sūpā Saiyajin no Chi" (em japonês: ベジータ強し!! 目覚める超サイヤ人の血)                           | Vegeta se Transforma num Super Saiyajin! O Regresso de Vegeta           | 26 de Fevereiro de 1992 18 de Fevereiro de 2000 |
| Goku não consegue se defender do Androide 19 e seus amigos tentam ajudá-lo mas o Androide 20 não deixa ninguém passar. O Androide 19 começa a sugar todas as energias de Goku, até que Vegeta aparece no campo de batalha salvando Goku e confronta os Androides. Vegeta pede que levem Goku para casa e avisa para darem o remédio para ele o mais rápido possível para que ele possa se salvar. Vegeta então revela que superou os poderes de Goku, pois realizou um treinamento na cápsula a 450 de força gravitacional, e que treinou muito em outros planetas despertando sua força oculta de Super Saiyajin. | |                                                                         |                                                 |
| 130 | "O Riso Sem Medo do #20... O Segredo do Dr. Gero" Transliteração: "Nijūgō no Futeki na Warai... Dokutā Gero no Himitsu" (em japonês: 20号の不敵な笑い… ドクターゲロの秘密)                                  | O Segredo do Dr. Maki O Segredo de Dr. Gero                             | 4 de Março de 1992 21 de Fevereiro de 2000      |
| Vegeta inicia a luta contra o Androide 19 e mostra que aumentou bastante seu nível em relação aos dados que os Androides têm registrados em seus computadores, surpreendendo a todos. O #19 tenta absorver as energias de Vegeta, mas acaba tendo suas mãos arrancadas e quando tenta fugir do campo de batalha, Vegeta, com uma grande explosão, consegue destruir o Androide. O Androide 20 foge, após ver que os cálculos sobre Vegeta estavam errados e Piccolo reconhece que ele pode ter ultrapassado o nível de Goku, após ter vencido tão facilmente a última batalha. Vegeta e os outros partem à procura do Androide. | |                                                                         |                                                 |
| 131 | "A Verdade É Mais Assustadora Que o Futuro!? A Suspeita de Trunks" Transliteração: "Jijitsu wa Mirai yori Osoroshī!? Torankusu no Giwaku" (em japonês: 事実は未来より恐ろしい!? トランクスの疑惑)           | A Realidade É Muito Pior do Que o Futuro!! Quem São os Cyborgs?         | 11 de Março de 1992 22 de Fevereiro de 2000     |
| Os guerreiros Z continuam à procura do Androide 20. Escondido nas montanhas, o Androide 20 estava localizando os guerreiros Z para depois, um por um, absorver as energias deles e tentar derrotar Vegeta. Quando o Androide começou a absorver as energias de Piccolo, telepaticamente, ele envia uma mensagem para Gohan que o salva. Percebendo a movimentação os demais guerreiros se aproximaram do local. Piccolo, recuperado, pede a Vegeta para enfrentar o #20. Trunks do futuro retorna ao passado e parte para o campo de batalha. Goku continua em casa se recuperando de sua doença. Piccolo domina a batalha e quando Trunks do futuro chega ao campo de batalha, Vegeta percebe que ele é seu filho. Trunks do futuro ainda revela que os dois Androides cuja história ele tinha contado não são o #19 e o #20. | |                                                                         |                                                 |
| 132 | "Perseguição!! Encontre o Laboratório Misterioso do Dr. Gero" Transliteração: "Tsuigeki!! Dokutā Gero Nazo no Kenkyūjo wo Sagashidase" (em japonês: 追撃!! ドクターゲロ謎の研究所を探し出せ)                | É Preciso Encontrar o Laboratório do Dr. Maki! À Procura do Laboratório | 18 de Março de 1992 23 de Fevereiro de 2000     |
| Os guerreiros ainda estão surpreendidos pelo fato de não terem vencidos os Androides da história de Trunks. O Androide 20 ataca a nave de Bulma no momento em que ela chega ao campo de batalha e foge correndo para o laboratório onde os Androides foram criados. Bulma revela que o Androide 20 é o Dr. Gero, criador dos Androides. Piccolo e Vegeta desconfiam de Trunks do futuro e questionam sobre a forma dos Androides #17 e #18. Goku ainda tenta se recuperar de sua doença. Vegeta parte sozinho em busca do Laboratório do Dr. Gero, mas Trunks resolve segui-lo. Piccolo revela a história de Trunks para os demais, resolve partir com eles em busca do Laboratório e destruí-lo, pois Vegeta deseja enfrentar os Androides. | |                                                                         |                                                 |
| 133 | "O Terror se Torna Realidade... Despertam os #17 e #18!!" Transliteração: "Soshite Kyōfu ga Genjitsu ni... Mezameru Jūnanagō to Jūhachigō!!" (em japonês: そして恐怖が現実に… 目覚める17号と18号!!)         | Os Androides Nº 17 e 18 Despertam!! O Pesadelo Torna-se Realidade       | 25 de Março de 1992 24 de Fevereiro de 2000     |
| Vegeta continua sob obsessão em busca de enfrentar os Androides #17 e #18. Goku continua doente. Yajirobe, Gohan, Bulma e o bebê Trunks voam em direção à casa de Goku. Kuririn, Tenshinhan e Piccolo se separam para tentar encontrar o Dr. Gero. Kuririn encontra-o, mas ele foge em direção ao Laboratório, mas Kuririn não o perdeu de vista. Dr. Gero entra em Seu Laboratório e desperta os Androides #17 e #18. Kuririn e os demais guerreiros chegam ao Laboratório, enquanto isso os Androides destroem o controle do Dr. Gero e os Guerreiros Z conseguem derrubar a porta de entrada e presenciam o surgimento dos novos Androides. | |                                                                         |                                                 |
| 134 | "Tarde Demais para tudo!? A Arma Suprema para Matar Goku" Transliteração: "Subete ga Teokure ka!? Gokū wo Korosu Saishū Heiki" (em japonês: すべてが手遅れか!? 悟空を殺す最終兵器)                          | O Exército Encarregado de Matar Goku! O Último Nascido                  | 1 de Abril de 1992 25 de Fevereiro de 2000      |
| Vegeta confirma a história contada pelo Trunks do futuro. Os Androides veem uma cápsula na qual está um terceiro Androide, o #16, segundo o Dr. Gero uma experiência fracassada dele. O Dr. Gero tenta impedir que a Androide 18 despertasse o #16, mas o #17 acaba matando o Dr. Gero. Trunks se transforma em Super Saiyajin, destrói o laboratório para que o #17 e a #18 não despertem o #16, mas eles não sofrem nada e o Androide também é despertado. Trunks está surpreendido, visto que no futuro existia apenas o #17 e #18 e que o poder deles também não eram tão grandes como esses Androides que são do passado. Os três Androides partem em direção à casa de Goku e Vegeta insiste em segui-los. Goku continua sua recuperação. Vegeta encontra-os em uma estrada e a batalha está prestes a começar. | |                                                                         |                                                 |
| 135 | "Os Super Poderes de um Rosto Bonito!? Nenhum Ponto Cego para #18" Transliteração: "Kawaii Kao de Chōpawā!? Jūhachigō ni Shikaku Nashi" (em japonês: カワイイ顔で超パワー!? 18号に死角なし)                 | As Habilidades do Androide Nº 18 Um Cyborg Sem Medo e Sem Reprovação    | 15 de Abril de 1992 25 de Agosto de 2000        |
| Vegeta inicia sua luta contra a Androide 18. Yajirobe, Bulma e Gohan continuam em direção à casa de Goku. Os demais guerreiros estão em busca do Androides. Vegeta e a Androide 18 prosseguem sua luta em locais movimentados. Porém, a Androide 18 começa a se entendiar com o ritmo da luta e pretender lutar mostrando sua verdadeira habilidade e Vegeta começa a ficar em desvantagem. Os demais guerreiros encontram os dois e pretendem ajudá-lo, mas Vegeta não permite. O Androide 17 também vai ao local da luta e a batalha entre Vegeta e a #18 prossegue com certa vantagem para ela. Goku continua em casa recuperando-se de sua doença. Vegeta começa a ficar em desvantagem cada vez mais e Trunks parte para ajudá-lo. | |                                                                         |                                                 |
| 136 | "Ninguém Pode Pará-los... É o Fim dos Guerreiros Z!?" Transliteração: "Dare nimo Yatsura wo Tomerarenai... Zetto Senshi Zenmetsu ka!?" (em japonês: 誰にも奴らを止められない… Ｚ戦士全滅か!?)               | Será Este o Fim dos Guerreiros Z!? Um Combate Sem Igual                 | 22 de Abril de 1992 28 de Agosto de 2000        |
| Trunks tenta cortar a #18 com sua espada, mas ela se quebra, além disso, o #17 golpeia-o, e os demais guerreiros Z, com exceção de Kuririn, também entram na luta, mas são facilmente parados pelos Androides. O #16 continua pacífico apenas assistindo a luta. Vegeta é golpeado sem piedade pela #18. Os Androides #17 e #18 se aproximam de Kuririn. Maron continua esperando por Kuririn na Casa do Mestre Kame. Os Androides #17 e #18 recomendam Kuririn a dar as sementes dos deuses para os guerreiros. Goku ainda continua sua recuperação. Gohan, Yajirobe e Bulma chegam à casa de Goku, mas Bulma pede para ir sua casa antes disso. Os três Androides partem juntos em busca da casa de Goku. | |                                                                         |                                                 |
| 137 | "A Decisão de Piccolo!! O Último Recurso Possível" Transliteração: "Pikkoro no Ketsui!! Totteoki no Saigo no Shudan" (em japonês: ピッコロの決意!! とっておきの最後の手段)                                  | A Decisão de Piccolo!! A Decisão de Satã                                | 29 de Abril de 1992 29 de Agosto de 2000        |
| Kuririn dá as sementes para os guerreiros e eles recuperam-se. Vegeta, recuperado e furioso, vai embora do local. Piccolo recomenda Kuririn e Tenshinhan a partirem para casa de Goku e levá-lo a outro lugar. Piccolo, ao ser chamado de amigo por Kuririn, se revolta e deixa o local. Kuririn desconfia que Piccolo foi ao Templo Sagrado de Kami-Sama para poderem se unir. Maron estava na casa do Mestre Kame, mas partiu com diversos homens, que segundo ela são seus namorados. Kuririn, Trunks e Tenshinhan voam para casa de Goku, que continua sofrendo com sua doença. Gohan, Yajirobe, Bulma e o bebê Trunks chegam à casa dela, mas Gohan não demora e rapidamente parte para casa. Kami-Sama percebe que Piccolo está próximo e tomou uma decisão e conta o motivo de sua separação em Kami-Sama e Piccolo Daimaoh. Kami-Sama vai ao encontro de Piccolo. | |                                                                         |                                                 |
| 138 | "Armas de Destruição em Massa Ambulantes!! Os Androides se Aproximam de Goku" Transliteração: "Aruku Chōhakai Heiki!! Jinzō Ningen ga Gokū ni Semaru" (em japonês: 歩く超破壊兵器!! 人造人間が悟空に迫る)   | Os Androides Destruidores!! Son Goku Está no Abrigo                     | 6 de Maio de 1992 30 de Agosto de 2000          |
| Sr. Popo não quer que Kami-Sama se una a Piccolo. Kami-Sama reconhece que a situação está muito difícil e está bem decidido a fundir-se com Piccolo, mas com a condição de ver a situação para saber da real força dos Androides. Piccolo resolve ficar no templo até Kami-Sama decidir se fundir com ele. Tenshinhan vai procurar Chaos para treinar com ele, enquanto Trunks e Kuririn continuam indo para casa de Goku. Os Androides roubam um carro e continuam em busca de Goku. Vegeta continua treinando para aumentar seu poder. Kuririn e Trunks chegam à casa de Goku e pedem para todos se arrumarem e irem para a casa do Mestre Kame, enquanto isso Gohan chega. | |                                                                         |                                                 |
| 139 | "Pressentimento Sinistro! Bulma Desvendando o Mistério" Transliteração: "Fukitsu na Yokan! Buruma ga Shiraseta Misuterī" (em japonês: 不吉な予感! ブルマが知らせたミステリー)                               | Bulma Descobre um Grande Mistério! O Mau Presságio                      | 13 de Maio de 1992 31 de Agosto de 2000         |
| O Mestre Kame convida Chaos para morar na casa dele, mas Tenshinhan vem para buscá-lo para que possam treinar juntos. Goku e os outros continuam indo em direção à casa do Kame. Gohan propõe que Trunks vá ao passado e destrua os Androides, porém ele diz que o futuro dele não será alterado. Trunks diz por qual motivo Bulma pediu para que ele viesse ao passado. Ele também relembra que o passado está diferente do que ele esperava. Os Androides continuam em busca de Goku utilizando um carro. Goku tem um pesadelo, no qual os Androides matam todos da sua família e amigos. Vegeta continua furioso por ter sido derrotado na batalha contra os Androides e prossegue tentando aumentar os próprios poderes, com as mesmas ambições de vencer Goku. Kuririn liga para Bulma e ela diz que um camponês encontrou uma máquina do tempo danificada idêntica à que Trunks viajou. Trunks ao ver uma fotografia da máquina surpreende-se. | |                                                                         |                                                 |

## Saga de Cell
| N.º | Título original | Título(s) em português                                                                      | Exibição original                             |
| --- | --- | ------------------------------------------------------------------------------------------- | --------------------------------------------- |
| 140 | "Descobrindo o Ovo do Mal!! Trunks Aterrorizado" Transliteração: "Jaaku no Tamago wo Hakken!! Kyōfu suru Torankusu" (em japonês: 邪悪の卵を発見!! 恐怖するトランクス)                                                | Um Ovo Misterioso Encontrado na Máquina do Tempo!! O Passageiro da Segunda Máquina do Tempo | 20 de Maio de 1992 1 de Setembro de 2000      |
| Bulma se oferece para ir com Trunks e ver a máquina, Gohan também pede para ir junto. Trunks e Gohan, rapidamente encontram a máquina. Trunks ressalta que a máquina do tempo é a mesma que ele veio, porém não compreende, visto que a mesma máquina ele tem guardada em forma de cápsula. Ao ver o interior da máquina abandonada, Trunks encontra duas cascas misteriosas, que Bulma diz serem de um ovo. Trunks vê os dados da máquina e descobre que ela é do ano 788, um ano após o qual ele veio, além disso, a criatura que viajou na máquina chegou um ano antes dele. Em busca de uma nova roupa para a #18, os três Androides partem para a cidade próxima de onde Goku estava morando. Bulma leva a casca para examinar e Gohan explica o porquê de terem se mudado para casa do Mestre Kame e conta sobre a luta que tiveram. Antes de partirem, Gohan vê ao longe um casulo gigante que surpreende todos. Os três partem para olhar o casulo e percebem que há pouco tempo a criatura despertou. Piccolo continua esperando que Kami-Sama tome a decisão de unir-se a ele. Kami-Sama ao ver que a situação está cada vez pior decide-se unir.                                  | |                                                                                             |                                               |
| 141 | "De Frente a um Inimigo Sem Precedentes... Nasce um Super Namekuseijin!!" Transliteração: "Katsutenai Teki ni Mukete... Sūpā Namekkuseijin Tanjō!!" (em japonês: かつてない敵に向けて… 超ナメック星人誕生!!)         | O Nascimento de um Novo Guerreiro A União Faz a Força                                       | 27 de Maio de 1992 4 de Setembro de 2000      |
| Kami-Sama pressente que tem uma poderosa criatura que está absorvendo a todos humanos que encontra no caminho e diz que esse monstro está em uma pequena cidade próxima a onde eles encontraram a segunda máquina do tempo, Kami-Sama pede para Piccolo que após a fusão ele vá a essa cidade para derrotar o monstro, e assim os dois se unem, após a fusão Piccolo se sente mais forte então vai ao local onde está o monstro. Enquanto isso, Bulma assiste no noticiário da televisão uma notícia sobre um monstro que está atacando as pessoas em uma pequena cidade chamada Ginger. Então liga para Kuririn e o informa sobre isso, então ela suspeita que pode ser o monstro da máquina do tempo. Piccolo chega ao local onde está o monstro. | |                                                                                             |                                               |
| 142 | "Kamehameha!? O Monstro que Tem o Ki de Goku" Transliteração: "Kamehameha!? Gokū no Ki wo Motsu Monsutā" (em japonês: カメハメ波!? 悟空の気を持つモンスター)                                                         | O Monstro que Tem o Ki de Goku! Um Monstro de Poderes Assustadores                          | 3 de Junho de 1992 5 de Setembro de 2000      |
| No local onde se encontra o monstro quase todas as pessoas foram absorvidas faltando apenas uma, mas o monstro já estava com essa pessoa em suas mãos pronto para absorvê-la. Piccolo tenta interferir mas não adianta de nada e mais uma vez o monstro absorve outra pessoa. De um modo muito estranho o monstro sabia que quem estava ali na sua frente era Piccolo e ameaça absorver sua energia vital. Ele começa a aumentar seu Ki de um modo tão impressionante que faz com que os Guerreiros Z, Trunks e Vegeta consigam perceber mesmo estando longe do local. O mais curioso, é que o monstro possuia o Ki dos seguintes guerreiros: Piccolo, Vegeta, Freeza, Rei Cold e Goku, preocupados com esse acontecimento, Kuririn e Trunks decidem ir até a cidade em que estão Piccolo e o monstro. Piccolo sem ter outra alternativa trava uma batalha contra o monstro a fim de detê-lo. | |                                                                                             |                                               |
| 143 | "Uma Forma Viva de Ódio e Destruição!! Seu Nome é Humano Artificial Cell" Transliteração: "Zōo to Hakai no Seimeitai!! Yatsu no Na wa Jinzō Ningen Seru" (em japonês: 憎悪と破壊の生命体!! 奴の名は人造人間セル)     | O Androide Cell! Um Quarto Cyborg                                                           | 10 de Junho de 1992 6 de Setembro de 2000     |
| Durante a luta, o monstro mostra que também sabe a técnica do Kamehameha; Piccolo, surpreso, desvia mas é agarrado pelo monstro que começa a absorver suas forças. No entanto, é distraído por um exército humano que estava patrulhando a região, mesmo assim continua a absorver Piccolo que tem um de seus braços definhado; ele consegue se soltar ao dar uma cabeçada no monstro. Em seguida, o monstro revela quem ele é: outro androide criado pelo Dr. Gero e seu nome é Cell. Ele foi criado pelo computador do Dr. Gero e possui o Ki de vários lutadores pois foi feito com as células extraídas dos guerreiros pelo robô-espião que Dr. Gero Gero usava para espioná-los. Cell quando foi despertado no futuro não encontrou os Androides #17 e #18 com os quais deveria fundir-se, então matou Trunks e usou sua nave do tempo para voltar ao passado, onde poderia fundir-se com os Androides para desenvolver totalmente o seu corpo. Enquanto conversavam, Piccolo regenera seu braço e decide impedí-lo. | |                                                                                             |                                               |
| 144 | "A Terrível Falha de Piccolo! Cell Foge para Outra Cidade!" Transliteração: "Pikkoro Tsūkon no Daishippai! Seru ga Machi ni Hanatareta!" (em japonês: ピッコロ痛恨の大失敗! セルが街に放たれた!)                     | Cell Escapa das Mãos de Piccolo! O Erro de Satã                                             | 17 de Junho de 1992 7 de Setembro de 2000     |
| Piccolo estava pronto para enfrentar Cell novamente, quando Kuririn e Trunks chegam. Piccolo disse que Cell não tinha chances de vencer. Então, Cell faz um Taiyoken, cegando a todos e foge, absorvendo mais alguns humanos, para aumentar seu poder. Vegeta chega ao local onde se encontram os Guerreiros Z e, se surpreende com o novo poder de Piccolo. Tenshinhan também chega, e Piccolo conta a todos sobre Cell. Eles precisam vencer Cell o mais rápido possível, antes que ele fique ainda mais forte. | |                                                                                             |                                               |
| 145 | "O Segredo do Nascimento de Cell! O Que Está no Subterrâneo do Laboratório!?" Transliteração: "Seru Tanjō no Himitsu! Kenkyūjo no Chika ni Nani ga Aru!?" (em japonês: セル誕生の秘密! 研究所の地下に何がある!?)     | O Esconderijo Secreto do Laboratório do Dr. Gero! O Segredo da Criação do Cell              | 24 de Junho de 1992 8 de Setembro de 2000     |
| Vegeta disse que pretende ultrapassar os limites de um Super Saiyajin e derrotar Cell e os Androides. Então ele sai para treinar. Trunks e Kuririn foram para o laboratório do Dr. Gero para destruir o embrião de Cell e não terem problemas no futuro. Piccolo e Tenshinhan foram procurar Cell. Trunks e Kuririn chegam ao laboratório e destroem tudo. Eles encontram os planos de construção do Androide 17. Então, Kuririn foi levá-los para Bulma analisar, e Trunks foi procurar Vegeta para eles treinarem juntos. Tenshinhan sente o Ki de pessoas morrendo e junto com Piccolo, parte para a cidade. Quando eles chegam lá, encontram apenas as roupas das pessoas sugadas por Cell. Kuririn entrega os papéis do #17 para Bulma, que tenta procurar algum ponto fraco nele. Cell chega em outra cidade. Enquanto isso, os Androides #16, #17 e #18 continuam de carro, indo para casa de Goku. | |                                                                                             |                                               |
| 146 | "Goku Desperta para Batalha! Supere um Super Saiyajin!!" Transliteração: "Gokū Tatakai e no Mezame! Sūpā Saiyajin wo Koero!!" (em japonês: 悟空闘いへの目覚め! 超サイヤ人を超えろ!!)                                 | Goku se Recupera!! O Despertar de Son Goku                                                  | 1 de Julho de 1992 11 de Setembro de 2000     |
| Cell continua absorvendo pessoas pelas cidades, ficando cada vez mais forte. Ele estava prestes à absorver uma garotinha e sua mãe, mas Kuririn aparece e consegue salvá-los. Kuririn sabe que não é páreo para Cell, por isso usa um Taiyoken para cegar o monstro e fugir. Mas Cell, derrota Kuririn, e quando está para acabar com ele, chegam Piccolo e Tenshinhan. Cell foge novamente. Gohan, Yamcha, Kuririn, Piccolo e Tenshinhan foram todos procurar Cell, usando um avião para que o monstro não detectasse os seus Ki. A terra treme na casa do Kame, e Chi-Chi pensa que são os androides. Ela foi até o quarto que Goku estava, olha na janela e vê Goku lá embaixo, totalmente recuperado! Goku disse a Chi-Chi que ele não pretende lutar, porque não é forte o suficiente para enfrentar os androides e muito menos Cell. Goku diz que irá treinar para ultrapassar os limites de um Super Saiyajin. | |                                                                                             |                                               |
| 147 | "Apressem o Treinamento Saiyajin! Na Sala do Tempo e Espírito..." Transliteração: "Shugyō wo Isoge Saiyajin! Seishin to Toki no Heya de..." (em japonês: 修行を急げサイヤ人! 精神と時の部屋で…)                      | Vamos à Sala do Tempo! Uma Luz de Esperança                                                 | 8 de Julho de 1992 12 de Setembro de 2000     |
| Goku diz a Chi-Chi que pretende treinar num lugar onde um dia dura um ano, e levaria Gohan com ele. Chi-Chi acaba concordando, então Goku se teleporta para o avião onde estavam todos. Todo mundo fica feliz ao ver Goku recuperado, e ele conta que pretende usar a Sala do Tempo e Espírito. Goku pega Gohan e se teletransporta para onde estavam Vegeta e Trunks. Goku foi falar com Vegeta e eles foram para o Templo Sagrado, onde fica a Sala. Apenas duas pessoas podem treinar lá ao mesmo tempo. Vegeta e Trunks entram primeiro. A gravidade na sala era bem maior, e o ar mais rarefeito. Os androides chegam à casa de Goku, e como não o encontram por lá, partem para a casa do Mestre Kame. Lá, os androides encontram Piccolo, Tenshinhan, Yamcha e Kuririn. Pórem, Piccolo decide lutar sozinho contra os três. | |                                                                                             |                                               |
| 148 | "O Gekiretsu Kodan Que Corta o Céu!! Piccolo VS Androide #17" Transliteração: "Ten wo Saku Gekiretsu Kōdan!! Pikkoro VS Jinzō Ningen Jūnanagō" (em japonês: 天を裂く激烈光弾!! ピッコロVS人造人間17号)               | Piccolo Contra o Androide Nº 17!! Os Cyborgs São Localizados                                | 15 de Julho de 1992 13 de Setembro de 2000    |
| Piccolo e os androides foram para uma outra ilha para lutar. O #17 resolve lutar sozinho, pois acha que é mais que suficiente para eliminar Piccolo. A #18 e o #16 ficam assistindo. Como era um contra um, Piccolo tinha esperanças de vencer. Ele libera seu imenso poder e começa a atacar o #17, tendo uma grande vantagem, mas depois a luta se equilibra. O #17 fica surpreso com o grande poder de Piccolo. Enquanto isso, Cell que está absorvendo mais humanos, sente o poder de Piccolo. Ele então conclui que aquele poderoso Ki pertence à Piccolo e apenas ele poderia lutar no mesmo nível contra os androides. Então, Cell parte imediatamente para o local onde eles estão. | |                                                                                             |                                               |
| 149 | "Esperei Por Esse Dia!! Cell, o Prelúdio para a Perfeição" Transliteração: "Kono Hi wo Matte Ita!! Seru, Kanzentai e no Jokyoku" (em japonês: この日を待っていた!! セル・完全体への序曲)                             | Cell Está Perto de Aperfeiçoar Seu Corpo!! Muito Perto do Fim                               | 22 de Julho de 1992 14 de Setembro de 2000    |
| Piccolo e o #17 continuam com uma luta equilibrada. Goku e Gohan querem ajudar, mas o máximo que eles podem fazer é esperar até que Vegeta e Trunks saíam da Sala do Tempo e Espírito, para eles entrarem. Kuririn sente que Cell se aproxima. Bulma liga para Kuririn e avisa que já construiu um aparelho feito para desligar os androides. Se os androides forem destruídos, Cell não poderia ficar perfeito. Piccolo continua lutando, e de repente quando olha pro lado e vê Cell, que chega ao campo de batalha. | |                                                                                             |                                               |
| 150 | "Desista de Contra-atacar! A Fúria Ardente de Piccolo!!" Transliteração: "Sutemi no Hangeki Oyobazu! Pikkoro Moetsukiru!!" (em japonês: 捨て身の反撃及ばず! ピッコロ燃え尽きる!!)                                    | Piccolo Luta com Todas as Suas Forças!! A Criatura Invencível                               | 29 de Julho de 1992 15 de Setembro de 2000    |
| Piccolo se surpreende ao ver Cell, porque estava concentrado na luta e não esperava que o monstro surgisse. Os androides não sabem quem era aquele monstro. Cell diz que veio para absorver o #17 e a #18, mas não conhece o #16 e o ignora. Cell mostra seu novo poder e todos ficam impressionados com o seu poder. Tenshinhan resolveu ir até lá para ajudar Piccolo, e Kuririn parte para encontrar Bulma. Cell então, começa a atacar o #17, e quando está prestes a absorvê-lo, acaba sendo atacado de surpesa por Piccolo. O #16 avisa sobre o poder de Cell e fala para o #17 fugir, mas o androide se recusa. Piccolo tenta lutar com Cell, mas não é páreo para o monstro. Então, Piccolo usa o seu ataque mais poderoso e o lança contra Cell. Pórem, não consegue nem arranhar Cell e acaba tendo o seu pescoço quebrado. Cell então, finaliza Piccolo perfurando-o na barriga e o joga no mar. Os androides ficam ainda mais surpreendidos com o poder de Cell. O Ki de Piccolo desaparece e Gohan se desespera. | |                                                                                             |                                               |
| 151 | "A Única Esperança que Resta... O Silencioso Guerreiro #16 se Levanta!!" Transliteração: "Nokosareta Yuiitsu no Nozomi... Mugon no Senshi Jūrokugō Tatsu!!" (em japonês: 残された唯一の望み… 無言の戦士16号立つ!!)   | A Última Esperança! O Androide Nº 16 Um Adversário de Peso                                  | 5 de Agosto de 1992 18 de Setembro de 2000    |
| Gohan tenta ir ajudar Piccolo, mas Goku não deixa. Cell começa a atacar o #17 e o vence facilmente. O #16 se despede da #18 e segue sozinho para onde está Cell. Quando o #17 estava quase sendo absorvido, #16 surpreende Cell e uma nova luta se inicia. Os dois tinham o mesmo nível de poder, deixando a luta bem equilibrada. Cell consegue enfiar sua cauda no pescoço de #16, mas ele não pode sugar sua energia, porque o androide é totalmente mecânico. Então, o #16 golpeia Cell e lhe arranca a cauda, impedindo-o assim de absorver os androides. Todos pensam que a luta acabou, quando Cell se levanta, e para surpresa de todos se regenera fazendo crescer uma nova cauda, graças as células de Piccolo, que estão em seu corpo. | |                                                                                             |                                               |
| 152 | "O #17 É Absorvido... A Transformação Gourmet de Cell" Transliteração: "Jūnanagō wo Nomikonda... Henshin Seru wa Chōgurume" (em japonês: 17号を飲み込んだ… 変身セルは超グルメ)                                       | Cell Absorve o Androide Nº 17! Os Robôs Não Resistem ao Cell                                | 12 de Agosto de 1992 19 de Setembro de 2000   |
| O Androide 16 continua o combate contra Cell e consegue atordoar o inimigo com sua técnica especial do Braço Sônico. Acontece uma grande explosão e a ilha fica toda destruída. O Ki de Cell diminui muito, e #17 e #18 ficam mais confiantes. #16 manda eles fugirem dali, mas #17 se recusa pois acha que Cell está fraco e pede para dar o último golpe. Então, Cell aparece atrás dele e consegue absorver o #17. Cell começa a se transformar. O #16 tenta fugir levando a #18. Tenshinhan está observando de longe. Cell mostra que ficou muito mais forte e rápido, e #16 acaba seriamente ferido. Cell então, está prestes a pegar a #18, quando Tenshinhan voa para cima dele e usa o Shin-Kikohou. Tenshinhan manda os androides fugirem, enquanto ele tenta segurar Cell. | |                                                                                             |                                               |
| 153 | "Amanhã Eu Derroto Você!! O Desafio de Goku" Transliteração: "Ashita wa Omee wo Tatakinomesu!! Gokū no Chōsenjō" (em japonês: 明日はオメエを叩きのめす!! 悟空の挑戦状)                                               | O Novo Desafio de Goku! Um Salva-Vidas                                                      | 19 de Agosto de 1992 20 de Setembro de 2000   |
| Tenshinhan continua atacando vários Kikohou repetitivos afim de manter Cell afastado. Chaos chega a casa do Mestre Kame preocupado com Tenshinhan. Yamcha e Chaos decidem ajudar, mas Mestre Kame diz que é inútil e diz para apenas observarem a luta. Tenshinhan fica sem energia e cai exausto no chão. Cell se levanta e percebe que os androides escaparam e decide matar Tenshinhan. Goku, que aguardava sua vez de treinar na Sala do Tempo e Espírito, se vê obrigado a ajudá-lo com seu teletransporte. Goku também encontra Piccolo vivo e diz a Cell que estava treinando muito para enfim acabar com ele. Goku se teleporta levando os feridos ao Templo, e Cell se surpreende com a habilidade de Goku. Então, ele sai atrás dos Androides #16 e #18. Enquanto isso, Kuririn recebe de Bulma o controle remoto que pode desativar os androides, mas infelizmente não pode ser usado a mais de 10 metros de distância deles. Piccolo e Tenshinhan comem as sementes dos deuses e se recuperam. Então, Trunks e Vegeta finalmente terminam seu treinamento e saem da sala. | |                                                                                             |                                               |
| 154 | "Tudo o Que Tenho Guardado!! A Missão de Pai e Filho do Vegeta" Transliteração: "Subete Ore ga Katazukeru!! Shinsei Bejīta Oyako Shutsugeki" (em japonês: 全てオレが片付ける!! 新生ベジータ親子出撃)                 | Apareça, Nº 18! O Fim do Túnel                                                              | 26 de Agosto de 1992 21 de Setembro de 2000   |
| Vegeta sai da Sala do Tempo e Espírito convencido de sua força e pretende acabar com Cell. Bulma chega ao templo e entrega novas roupas de batalha a todos que lá estavam. Após conversa, Vegeta e Trunks partem para encontro de Cell que está procurando a #18. Os Androides #16 e #18 se escondem. Cell começa a destruir várias ilhas para encontrar a Androide. Vegeta sente o poder de Cell e sai na direção dele. Enquanto isso, antes de começar a treinar, Goku e Gohan comem até ficarem satisfeitos. | |                                                                                             |                                               |
| 155 | "Poder Total de Repente!! O Brilhante Super Poder de Vegeta" Transliteração: "Ikinari Zenkai!! Hikarikagayaku Bejīta no Chōpawā" (em japonês: いきなり全開!! 光り輝くベジータの超パワー)                             | O Super Poder de Vegeta! Vegeta em Grande Forma!                                            | 2 de Setembro de 1992 22 de Setembro de 2000  |
| Goku e Gohan entram na Sala do Tempo. Lá, a gravidade é 10 vezes maior, o ar mais rarefeito, e era tudo um grande espaço branco. Gohan achou que não iria resistir muito tempo lá, mas Goku diz que a primeira coisa a fazer, seria Gohan se transformar em Super Saiyajin. Cell está chegando cada vez mais perto da #18. Ele destruiu todas as ilhas e tinha sobrado apenas uma. Quando Cell iria destruir a última, Vegeta chega e diz que irá acabar com ele. Logo depois, chega Trunks. O #16 sente o novo poder de Vegeta e percebe que ele está muito mais forte que antes. Vegeta começa a aumentar seu poder. Todos ficam surpresos e Vegeta parte para cima de Cell, mostrando que já tinha ultrapassado os limites do Super Saiyajin. | |                                                                                             |                                               |
| 156 | "Cell se Ajoelha! Eu Sou o Super Vegeta!!" Transliteração: "Seru yo Hizamazuke! Ore wa Sūpā Bejīta da!!" (em japonês: セルよひざまずけ! オレは超ベジータだ!!)                                                        | Eu Sou o Super Vegeta! O Super Vegeta                                                       | 9 de Setembro de 1992 25 de Setembro de 2000  |
| Vegeta continua atacando e espancando Cell, conseguindo ser mais rápido e forte. Os androides estavam olhando escondidos. Kuririn sente o poder de Vegeta e parte para o local da batalha. No templo sagrado todos ficam chocados com o poder de Vegeta. Enquanto isso, Gohan começa a virar Super Saiyajin na Sala do Tempo. Ele se lembra das batalhas anteriores, fica nervoso e seu cabelo, loiro, por uns 5 segundos, e depois cai no chão. Kuririn chega perto onde está ocorrendo a luta, e fica olhando surpreso. Vegeta continua espancando Cell. Depois de apanhar muito, Cell pergunta se aquele era mesmo o Vegeta. Vegeta disse que não, que agora ele é o Super Vegeta. | |                                                                                             |                                               |
| 157 | "Orgulho Perigoso!! Desafio para o Cell Perfeito" Transliteração: "Kiken na Puraido!! Kanzentai Seru e no Chōsen" (em japonês: 危険なプライド!! 完全体セルへの挑戦)                                                  | Um Guerreiro Orgulhoso!! A Arrogância de Vegeta                                             | 16 de Setembro de 1992 26 de Setembro de 2000 |
| Cell não entendia como ele poderia perder mesmo depois de absorver o Androide 17. Ele ainda tenta reagir, mas sem sucesso. Goku treinava numa temperatura de -40 graus na Sala do Tempo, com Gohan junto. Trunks está feliz porque Vegeta acabaria com Cell sem precisar da ajuda. Vegeta diz que Cell era fraco demais, e que ele queria lutar com alguém mais forte. Cell se desespera e diz que se ele ficasse perfeito absorvendo a Androide 18, poderia vencer Vegeta. | |                                                                                             |                                               |
| 158 | "Estou Tão Confuso!! O Duro Trabalho de Kuririn em Destruir da #18" Transliteração: "Ore Nayanjau!! Kuririn no Jūhachigō Hakai Kōsaku" (em japonês: オレ悩んじゃう!! クリリンの18号破壊工作)                         | A Decisão de Kuririn!! A Escolha de Krillin                                                 | 23 de Setembro de 1992 27 de Setembro de 2000 |
| A luta continua. Enquanto isso, Kuririn encontra a Androide 18 escondida, e lentamente se aproxima com o controle que pode desativá-la, pois precisa estar a pelo menos 10 metros de distância para que funcione. No entanto, Kuririn fica com dúvidas pois acha que ela era uma linda mulher que foi vítima do Dr. Gero e não merece ser destruída. Mergulhado em contradição, Kuririn não sabe o que fazer e acaba deixando cair o controle no chão. Nesse momento, os androides percebem sua presença. Kuririn destrói o controle e manda a #18 fugir. Enquanto isso na luta, Vegeta é convencido por Cell para deixá-lo se fundir com #18 e aumentar seus poderes. Trunks não concorda e tenta impedir Cell. Nesse exato momento, Cell encontra a #18. | |                                                                                             |                                               |
| 159 | "Choque no Universo Todo!! A Maravilhosa Transformação de Cell Perfeito" Transliteração: "Zen'uchū ni Shōgeki!! Seru, Kanzentai e Kyōi no Shinka" (em japonês: 全宇宙に衝撃!! セル、完全体へ驚異の進化)              | Cell Quer Aperfeiçoar o Seu Corpo!! O Prelúdio Antes do Terror                              | 30 de Setembro de 1992 28 de Setembro de 2000 |
| Cell corre para absorver a Androide 18. Trunks avisa que Cell tinha encontrado eles, e gritou para a #18 fugir, enquanto tenta destruir Cell. Trunks perde Cell de vista, porque ele estava escondendo o Ki. Cell de repente aparece na frente de Kuririn e da #18. Trunks corre para lá, mas é atacado por Vegeta. Kuririn, #16 e #18 tentam atacar Cell, mas não conseguem nada. Trunks tenta novamente atacar Cell, mas Vegeta não permite. Então, ele se enfurece e ataca seu próprio pai, jurando que iria destruir Cell de qualquer maneira. Trunks parte para cima de Cell, que usa um Taiohken, cegando a todos que estavam lá. Então, Cell chega até a #18 e a absorve. Kuririn mesmo cego ataca Cell, mas de nada adianta. Cell começa a se transformar. Trunks ataca enquanto ele se transformava, mas nada acontece. | |                                                                                             |                                               |
| 160 | "Força de Combate Infinita!! Nasce um Deus da Destruição Chamado Cell" Transliteração: "Sentōryoku Mugendai!! Seru to Iu Na no Hakaishin Tanjō" (em japonês: 戦闘力無限大!! セルという名の破壊神誕生)                | Cell, o Deus da Destruição!! O Terror Está a Chegar                                         | 14 de Outubro de 1992 29 de Setembro de 2000  |
| Cell termina sua transformação e consegue o corpo perfeito. A energia eliminada durante a transformação foi sentida em planetas distantes e fez o mar cobrir a casa de Mestre Kame. Enquanto isso, Gohan e Goku treinam na Sala do Tempo. Gohan começa a se lembrar de tudo que aconteceu desde a luta com os Saiyajins, e diz que é muito fraco, que está sempre dependendo dos outros, e finalmente consegue se transformar em Super Saiyajin para desviar de um Kamehameha de Goku. Logo depois, ele volta ao normal e cai no chão. No campo de batalha, Kuririn e Trunks ficam desesperados e começam a atacar Cell, mas ele finge que sente nada. Com apenas um chute, Cell quebra todos os ossos de Kuririn, que cai desmaiado. | |                                                                                             |                                               |
| 161 | "Super Vegeta em Perigo!! A Terrível Forma Perfeita se Aproxima!!" Transliteração: "Sūpā Bejīta Ayaushi!! Kanzen Muketsu no Kyōfu ga Semaru!!" (em japonês: 超ベジータ危うし!! 完全無欠の恐怖が迫る!!)               | Super Vegeta Corre Perigo! Vegeta em Perigo                                                 | 21 de Outubro de 1992 2 de Outubro de 2000    |
| Trunks dá uma semente dos deuses para Kuririn comer, e ele se recupera. Vegeta começa sua luta com Cell. Vegeta se surpreende com o novo poder de Cell e segue atacando-o de todas as maneiras possíveis, porém não consegue nem arranhar o corpo perfeito de Cell. Gohan consegue se transformar e dominar seu estágio de Super Saiyajin e continua treinando com Goku. Vegeta não consegue acreditar que Cell ficou mais forte e lhe ataca com um chute poderosíssimo, mas Cell não sofre nada. | |                                                                                             |                                               |
| 162 | "Rompendo Barreiras de um Super Saiyajin!! Trunks Convoca uma Tempestade" Transliteração: "Sūpā Saiyajin no Genkai Toppa!! Arashi wo Yobu Torankusu" (em japonês: 超サイヤ人の限界突破!! 嵐を呼ぶトランクス)         | Trunks Fica Furioso!! Trunks Faz Faísca                                                     | 28 de Outubro de 1992 3 de Outubro de 2000    |
| Trunks diz a Kuririn que conseguiu superar Vegeta, mas que não vai intervir na luta dele com Cell. Isso porque seria preferível, Vegeta morrer do que ser salvo por Trunks ou ainda descobrir que seu filho era mais forte que ele. Cell ataca Vegeta, que nervoso e lhe aplica um Resplendor Final, que quase destrói a Terra. Cell perde um braço e metade do tórax, mas como ele tem as células de Piccolo, regenera-se, então ele dá uma surra em Vegeta, que cai no chão desmaiado. Trunks vê isso e resolve mostrar sua força, que ultrapassa o Super Saiyajin, com o cabelo mais espetado e muito mais musculoso. | |                                                                                             |                                               |
| 163 | "Salve Meu Pai!! A Raiva de Trunks Queima Até o Céu" Transliteração: "Chichi wo Sukue!! Ten wo mo Kogasu Torankusu no Ikari" (em japonês: 父を救え!! 天をも焦がすトランクスの怒り)                                   | Salvem Meu Pai!! Trunks Vai em Socorro de Vegeta                                            | 4 de Novembro de 1992 4 de Outubro de 2000    |
| Trunks dá uma semente dos deuses e pede para Kuririn levar Vegeta para a casa do Mestre Kame e dar a semente a ele, e depois vai lutar com Cell. A luta está equilibrada, e Trunks bate um pouco em Cell. Enquanto isso, Kuririn fica assistindo à luta ao invés de salvar Vegeta, e Trunks começa a apanhar um pouco. Trunks fala de novo para Kuririn ir salvar Vegeta, e desta vez ele vai. Kuririn diz que não se importa com Vegeta e que não liga se ele está ou não do lado dos Guerreiros Z, mas que seu filho Trunks vale muito. Trunks se levanta e continua a lutar com Cell de igual para igual. | |                                                                                             |                                               |
| 164 | "Futuro Desesperador!! Trunks, o Homem Que Viveu no Inferno" Transliteração: "Zetsubō no Mirai!! Jigoku wo Ikinuita Otoko Torankusu" (em japonês: 絶望の未来!! 地獄を生き抜いた男トランクス)                         | O Desespero de Viver Num Futuro Infernal!! Trunks, o Sobrevivente do Futuro                 | 11 de Novembro de 1992 5 de Outubro de 2000   |
| Trunks continua lutando com Cell e começa a se lembrar do futuro, onde os Androides #17 e #18 mataram todos os Guerreiros Z, menos Gohan e Trunks. Trunks fica nervoso e quer proteger o futuro, por isso ele quer destruir Cell. Cell também começa a lembrar do passado dele, quando nasceu no computador do Dr. Gero até chegar a sua forma perfeita. E finalmente eles resolvem começar a lutar de novo, Cell carrega seu Ki e Trunks carrega ainda mais o dele e eles recomeçam a luta. | |                                                                                             |                                               |
| 165 | "A Fraqueza do Super Trunks!! A Chocante Bomba Explosiva de Cell" Transliteração: "Sūpā Torankusu ni Jakuten!! Seru, Shōgeki no Bakudan Hatsugen" (em japonês: 超トランクスに弱点!! セル、衝撃の爆弾発言)            | O Ponto Fraco de Super Trunks!! A Terrível Proposta de Cell                                 | 18 de Novembro de 1992 6 de Outubro de 2000   |
| A luta entre Trunks e Cell continua. Cell descobre que Trunks, apesar de ser extremamente poderoso, não tinha uma velocidade tão grande, e então começa a se desviar dos ataques do Super Saiyajin. Goku, treinando na Sala do Tempo, consegue atingir o poder que supera os limites dos Super Saiyajins, ficando com o cabelo mais espetado e mais musculoso, como Trunks, mas percebe que não derrotará Cell deste jeito por causa da baixa velocidade. Ele diz que o melhor jeito de controlar os poderes seria ficar como Super Saiyajin normal o tempo todo. Trunks percebe que não pode vencer e que Vegeta também podia se transformar como ele, mas não o fez porque sabia que ficaria lento. Trunks fica arrasado, mas Cell não o mata, ele propõe uma competição de artes marciais, onde todo mundo que quisesse poderia lutar contra ele. É o chamado Torneio de Cell. | |                                                                                             |                                               |
| 166 | "A Batalha Decisiva se Aproxima Goku!! O Mistério do Novo Torneio de Artes Marciais" Transliteração: "Gokū ni Semaru Daikessen!! Shin-Tenkaichi Budōkai no Nazo" (em japonês: 悟空に迫る大決戦!! 新天下一武道会の謎) | O Mistério do Novo Torneio de Artes Marciais!! Porquê Um Torneio?                           | 25 de Novembro de 1992 9 de Outubro de 2000   |
| Vegeta se recuperou e vai junto de Kuririn ao lugar onde Trunks estava lutando com Cell. Trunks explica a eles sobre o Torneio de Cell, e ele e Vegeta querem ir de novo treinar na Sala do Tempo. O Androide 16 também quer ajudar a derrotar Cell, e Kuririn o leva para Bulma consertá-lo. Os guerreiros Z se encontram na Corporação Cápsula, mas Bulma não está lá, então o pai dela cuida do #16. Cell encontra um lugar bom para realizar o Torneio, e ele mesmo constrói uma arena com as rochas do local. | |                                                                                             |                                               |
| 167 | "Audiência em 100%!! Transmissão Ao Vivo Exclusiva dos Jogos de Cell" Transliteração: "Shichōritsu Hyaku Pāsento!! Shi wo Yobu Seru Gēmu Dokusen Namahōsō" (em japonês: 視聴率100%!! 死を呼ぶセルゲーム独占生放送)   | O Anúncio do Torneio de Cell!! O Espectáculo Continua                                       | 2 de Dezembro de 1992 10 de Outubro de 2000   |
| Bulma encontra os guerreiros na Corporação Cápsula. Enquanto isso, Cell vai a uma estação de TV para anunciar o torneio ao mundo todo. Kuririn vai treinar com Yamcha, e Goku e Gohan continuam treinando na Sala do Tempo. De repente todos os programas da televisão começam a sair do ar e Cell aparece na tela. Depois ele avisa à todo o mundo sobre o Torneio de Cell e diz que se ninguém o vencesse, ele mataria todas as pessoas do mundo. Então, Vegeta e Trunks saem para treinar. | |                                                                                             |                                               |
| 168 | "Goku e Gohan... Os Heróis Pai e Filho em Nível Supremo" Transliteração: "Gokū to Gohan... Hīrō Oyako Kyūkyoku Reberu Appu" (em japonês: 悟空と悟飯… ヒーロー親子究極レベルアップ)                                   | Os Novos Poderes de Goku e Gohan O Regresso de Son Goku                                     | 9 de Dezembro de 1992 11 de Outubro de 2000   |
| O mundo fica um caos com as pessoas sabendo do Torneio de Cell, todos querem se esconder e sair das cidades. Os guerreiros Z agora se reúnem na templo de Kami-Sama, esperando Goku e Gohan saírem, para que Piccolo pudesse entrar, e depois Vegeta e Trunks. Goku e Gohan saem da Sala do Tempo. Todos ficam impressionados ao ver os dois, porque eles estão Super Saiyajins naturalmente, sem fazer esforço. Eles trocam de roupa, Goku coloca seu tradicional kimono e Gohan usa uma roupa igual à do Piccolo. Goku se teletransporta para onde Cell está e diz para ele não matar mais ninguém até o torneio. Depois Goku volta, e diz que não precisa mais treinar na Sala do Tempo, porque prefere treinar com Gohan a seu modo e em 9 dias já estarão preparados. | |                                                                                             |                                               |
| 169 | "A Quietude de Goku!? À Espera dos Jogos do Cell" Transliteração: "Gokū no Yoyū!? Yasunde Matō Seru Gēmu" (em japonês: 悟空の余裕!? 休んで待とうセルゲーム)                                                          | A Tranquilidade de Goku!! Em Parte Incerta                                                  | 16 de Dezembro de 1992 12 de Outubro de 2000  |
| Vegeta fica super furioso depois que Goku fala que é muito mais poderoso que ele. Goku desce para o templo do Mestre Karin, e pede para ele comparar o poder dele com o de Cell. Goku carrega metade de sua energia, quase destrói todo o templo, daí Karin fala que ele não pode vencer Cell. Para surpresa de todos, Goku não se desanima. Gohan e Goku vão para a casa do Mestre Kame e todos ficam surpresos com a aparência dos dois, principalmente a Chi-Chi, que fica desesperada ao ver o cabelo loiro de Gohan. Depois, os dois vão pescar com Kuririn. Após a pesca, todos vão para casa de Goku comer. | |                                                                                             |                                               |
| 170 | "Descanso dos Guerreiros... Meninas, Mentiras, e a Determinação de Gohan" Transliteração: "Senshi no Kyūsoku... Shōjo to Uso to Gohan no Ketsui" (em japonês: 戦士の休息… 少女と嘘と悟飯の決意)                      | O Descanso dos Guerreiros!! Um Falso Alerta                                                 | 13 de Janeiro de 1993 13 de Outubro de 2000   |
| Goku e Gohan continuam relaxados esperando pelo Torneio de Cell. Gohan foi numa cidade onde Cell já tinha passado, e um arrogante empresário chamado Barbon, com ajuda do velho inimigo Tao Pai Pai, estava construindo um forte para que os moradores pudessem se esconder de Cell e cobrava das pessoas para elas serem salvas quando o monstro chegasse. Logo, a população percebe que Barbon era um mentiroso, quando na inauguração uma menininha (que era neta de um antigo lutador e havia sido salva por Gohan) engana a todos gritando que Cell havia chegado e Barbon entra no forte sozinho, ordenando que se fechem as portas. Tao Pai Pai ataca o avô da menina e Gohan o salva. Tao Pai Pai foge de medo quando ele descobre que Gohan é filho de Goku. Depois Gohan facilmente destrói o forte, provando que era tudo enganação. Enquanto isso, Piccolo treina na Sala do Tempo. | |                                                                                             |                                               |
| 171 | "A Força Oculta!! Quando Gohan Era um Bebê" Transliteração: "Himerareta Chikara!! Gohan ga Akanbō datta Koro" (em japonês: 秘められた力!! 悟飯が赤ン坊だった頃)                                                      | Quando Gohan era Bebê!! Fotografia de Família                                               | 20 de Janeiro de 1993 16 de Outubro de 2000   |
| Chi-Chi resolve dar uma festa para comemorar o aniversário de Gohan, já que ele ficou um ano na Sala do Tempo, seu aniversário passou batido. Goku e Kuririn vão pescar, enquanto Gohan fica estudando. Chi-Chi encontra um álbum de fotos e fica lembrando do passado. Goku vê um buraco numa árvore, e se lembra da primeira vez que Gohan mostrou seu poder. Goku estava segurando o carrinho de bebê com Gohan dentro, daí ele solta sem querer, e o carrinho vai descendo a montanha até chegar numa árvore, onde Gohan é arremessado, mas usa seu poder oculto, atravessando a árvore sem se ferir. Era a mesma árvore em que eles estavam colhendo frutas para a festa. | |                                                                                             |                                               |
| 172 | "Encontre Kami-Sama!! O Grande Teletransporte de Goku" Transliteração: "Kamisama wo Sagashidase!! Goku, Dai Shunkan Idō" (em japonês: 神様を探し出せ!! 悟空、大瞬間移動)                                             | Vamos Procurar um Novo Kami-Sama!! O Assalto Contra Cell                                    | 27 de Janeiro de 1993 17 de Outubro de 2000   |
| Piccolo termina seu treinamento na Sala do Tempo, e sai muito mais forte. Vegeta diz que ele não mudou nada, perguntando se ele entrou lá para dormir, e depois, entra sozinho na sala para treinar. Goku e Gohan e Kuririn continuam na vida mansa, fazendo piquenique. E depois Goku os levou para dar um passeio de carro. O exército ataca Cell ferozmente, e ele nada sofre, matando todos os homens do exército. Goku então vai falar com Piccolo, porque eles precisavam das Esferas do Dragão de volta para ressussitá-los. Então Goku tem a ideia de ir para o novo Namekusei se teletransportando, para achar alguém que queira ser Kami-Sama da Terra. Ele não consegue achar onde o novo planeta está, e então vai pedir ajuda ao Sr. Kaioh no planeta dele. | |                                                                                             |                                               |
| 173 | "O Primeiro Trabalho de Dende!! Reviver as Esferas do Dragão" Transliteração: "Dende no Hatsu Shigoto!! Doragon Bōru Fukkatsu da" (em japonês: デンデの初仕事!! ドラゴンボール復活だ)                                | As Esferas do Dragão Voltam a Existir! Um Novo Deus                                         | 3 de Fevereiro de 1993 18 de Outubro de 2000  |
| O Sr. Kaioh fala para Goku onde está o novo Namekusei, e Goku se teletransporta para lá. O novo Patriarca fala que Dende é o escolhido para virar Kami-Sama da Terra, e Goku volta ao templo com ele. Goku leva Gohan e Kuririn para eles falarem com Dende também. Enquanto isso, o Mr. Satan aparece pela primeira vez, ele que venceu o torneio de artes marciais diz que vai vencer Cell, e uma multidão de fãs dele fica gritando. Dende recria as Esferas do Dragão a partir da escultura do Deus Dragão feita pelo Sr. Popo, mas agora elas podem realizar 2 desejos. Tudo corre bem, e Goku já sai procurando as esferas. | |                                                                                             |                                               |
| 174 | "O Desafio de Goku!? Recupere as Esferas do Dragão" Transliteração: "Gokū ni Nanmon!? Doragon Bōru wo Torimodose" (em japonês: 悟空に難問!? 神龍球をとり戻せ)                                                        | O Sofrimento de Goku! As Bolas de Cristal                                                   | 10 de Fevereiro de 1993 19 de Outubro de 2000 |
| Gohan continua estudando. O Mr. Satan dá uma "incrível" demonstração de força: ele puxa 4 ônibus em suas costas e depois rasga 3 listas telefônicas ao mesmo tempo. A multidão de fãs dele vai ao delírio, e acreditam que ele é a única chance de vencer Cell. Vegeta sai da Sala do Tempo. Goku continua pegando as Esferas. Ele encontra duas com Tao Pai Pai e, como não quer machucar ninguém, acaba tendo que resolver um quebra-cabeça, daqueles com argolas entrelaçadas difíceis de soltar, para conseguir as esferas. Ele resolve depois de muito tempo, e percebe que os caras tinham fugido com elas. Então, Goku se teletransporta, pega as esferas, encontra a última e reúne as 7 esferas. Os dez dias se passaram, falta só uma hora para começar o Torneio de Cell. | |                                                                                             |                                               |
| 175 | "Aqueles Que Desafiam Cell!! Prelúdio para a Batalha Decisiva" Transliteração: "Seru ni Idomu Mono Tachi!! Kessen no Makuake" (em japonês: セルに挑む者たち!! 決戦の幕開け)                                          | Começa o Torneio de Cell!! Os Últimos 20 Minutos                                            | 17 de Fevereiro de 1993 20 de Outubro de 2000 |
| O Torneio de Cell vai começar. Todos os guerreiros Z se reúnem e partem para o estádio. O Mr. Satan chega antes e diz que Cell não é de nada, que foi tudo um truque quando ele destruiu o exército, e que vai vencer Cell. Depois chega Vegeta, depois o #16 consertado por Bulma, e depois chegam juntos Goku, Gohan, Kuririn, Trunks, Piccolo, Yamcha e Tenshinhan. Agora sim, o torneio vai começar. O Mr. Satan vai lutar primeiro. | |                                                                                             |                                               |
| 176 | "Espere um Pouco!! O Ataque do Exército de Satan" Transliteração: "Chotto Matta!! Satangundan Daiabare" (em japonês: ちょっと待った!! サタン軍団大暴れ)                                                              | O Exército do Sr. Satan! Os Discípulos de Hércules                                          | 3 de Março de 1993 23 de Outubro de 2000      |
| Chegam 3 discípulos do Mr. Satan, um gordão, um cara muito afeminado, e uma menina. Mr. Satan deixa eles lutarem com Cell. O cara afeminado vai primeiro e dá um pulo quando Cell o manda para longe com seu Ki. O cara cai e perde. Depois vai o gordão, que sai correndo na direção de Cell, e quando chega perto, Cell joga ele longe de novo sem nem se mexer. O Mr. Satan explica: "foi um truque, ele colocou uma armadilha no piso". E então, o Mr. Satan decide lutar. Ele ataca Cell de todo o jeito que nem se mexe, até que ele soca o Mr. Satan que voa longe e perde. Agora vai começar mesmo o Torneio de Cell. Goku vai ser o próximo a lutar. | |                                                                                             |                                               |
| 177 | "O Desafio de Goku!! O Super Tenso Jogos do Cell" Transliteração: "Shōbu da Gokū!! Chō Kinpaku Seru Gēmu" (em japonês: 勝負だ悟空!! 超緊迫セルゲーム)                                                                | Goku Contra Cell! O Primeiro Combate                                                        | 10 de Março de 1993 24 de Outubro de 2000     |
| Começa a luta entre Goku e Cell. Os dois são muito rápidos, e nenhum consegue acertar o outro com força. Até que Goku dá um chute e Cell cai fora do ring, mas ele coloca apenas suas asas no chão, e volta. Os dois ainda não estão lutando com todas as forças, só estão brincando. Os dois começam a lutar voando, Goku consegue atingir Cell algumas vezes, e Cell também atinge Goku, mas nenhum dos dois sofre nada. Goku percebe que Cell é mais forte do que ele esperava, e Cell também. Então Goku carrega seu Ki. A verdadeira luta vai começar. | |                                                                                             |                                               |
| 178 | "Tiro Direto na Terra!! O Enorme Kamehameha de Cell" Transliteração: "Chikyū Chokugeki!! Seru no Tokudai Kamehameha" (em japonês: 地球直撃!! セルの特大カメハメ波)                                                   | O Super Kamehameha de Cell! O Grande Jogo                                                   | 17 de Março de 1993 25 de Outubro de 2000     |
| Goku e Cell carregam seus Ki. O poder dos dois é realmente impressionante, todos ficam impressionados, principalmente Vegeta. O Mr. Satan continua dizendo que é tudo um truque. Goku começa atacar Cell, e acerta vários golpes, o fazendo cair várias vezes, até que Cell começa a utilizar as técnicas dos Guerreiros Z. Ele usa a técnica do Tenshinhan, que faz multiplicar seu corpo em 4. Depois de atacar Goku um pouco, os 4 Cells usam a técnica do Piccolo: o Makankosapo. Depois ele utiliza a última técnica de Freeza e os discos perseguem Goku. E por último, Cell usa todo seu poder e dá um Kamehameha que iria destruir a Terra, mas Goku escapa, usando seu teletransporte. | |                                                                                             |                                               |
| 179 | "Derrota ou Morte!? Goku, o Plano Secreto Reverso" Transliteração: "Haiboku ka Shi ka!? Gokū, Gyakuten no Hisaku" (em japonês: 敗北か死か!? 悟空、逆転の秘策)                                                        | Cell Muda as Regras do Jogo! A Táctica Secreta                                              | 31 de Março de 1993 26 de Outubro de 2000     |
| Goku continua lutando com Cell e nenhum dos dois tem vantagem ainda. Os dois acertam vários golpes um no outro, até que Cell estranhamente voa e abre os braços na direção do ring. Goku percebe o que ele queria fazer e fala para que todos se afastem. Cell destrói o ring, para ter mais espaço para lutar. Agora não há mais regras e os dois lutam para valer. Goku voa, e começa a fazer um Kamehameha lá de cima. Todos, até Cell, ficam preocupados, porque ele iria destruir a Terra com aquele golpe, mas quando ele ia soltar, Goku se teletransporta para a frente de Cell e solta um Kamehameha em direção ao monstro. O corpo de Cell foi destruído, voaram pedaços para todos os lados. | |                                                                                             |                                               |
| 180 | "A Conclusão da Luta Mortal!! A Declaração de Rendimento de Goku!?" Transliteração: "Shitō ni Ketchaku!! Gokū no Kōsan Sengen!?" (em japonês: 死闘に決着!! 悟空の降参宣言!?)                                         | Goku se Rende!? Son Goku Desiste                                                            | 7 de Abril de 1993 27 de Outubro de 2000      |
| Cell não morreu. A parte debaixo de seu corpo levantou-se, e regenerou totalmente a parte de cima, e a luta continua. Goku está ficando cansado, e Cell também. Cell acerta dois golpes muito fortes em Goku, que o fazem cair no chão. Goku se levanta e começa a atirar muitas bolas de Ki em Cell. Mas ele cria uma grande barreira em volta e nada o atinge. Goku está muito cansado, e o Mestre Kame percebe que ele não pode vencer Cell, porque enquanto o vilão ainda pode aumentar muito seu poder, o Super Saiyajin já está no limite. Vegeta também percebe isso, e admite que Goku é mais forte que ele, mas Cell é ainda mais. Goku então, para de lutar e fala que desiste. Todos ficam chocados. | |                                                                                             |                                               |
| 181 | "Aquele Que Substitui o Mais Poderoso... Seu Nome É Gohan" Transliteração: "Saikyō wo Tsugu Mono... Sono Na wa Gohan" (em japonês: 最強を継ぐ者… その名は悟飯)                                                       | Gohan... O Jovem Mais Forte! O Último Participante                                          | 14 de Abril de 1993 30 de Outubro de 2000     |
| Agora que Goku desistiu, todos se perguntam quem será o próximo a lutar, e muitos acreditavam em Mr. Satan, mas ele, que já tinha sentido o poder de Cell começou a fingir uma dor de barriga e não ia lutar. Então Goku finalmente anunciou o próximo lutador: Gohan. Todos ficaram surpresos, pois ninguém acreditava que Gohan era mais forte que Piccolo, Trunks e Vegeta, muito menos que Goku e Cell. Chi-Chi ficou desesperada ao saber, mas Goku confiava muito nos poderes de Gohan. Gohan aceitou o desafio, tirou sua capa e foi lutar. Goku, então, fez uma coisa mais inesperada ainda: deu uma semente dos deuses para Cell recuperar seu poder. Todos ficaram mais surpresos e disseram que Goku estava louco. Gohan carregou seu Ki, e logo os guerreiros perceberam que ele era realmente ficou mais forte. Cell, irritado por Goku ter desistido, jurou que iria matar Gohan. Eles começaram a lutar e Cell resolveu usar sua velocidade máxima e bateu em Gohan até ele ficar no chão. Gohan se levantou sorrindo. | |                                                                                             |                                               |
| 182 | "Enfureça Gohan - Desperte o Poder Adormecido" Transliteração: "Okore Gohan - Nemureru Chikara o Yobiokose" (em japonês: 怒れ悟飯 眠れる力を呼び起せ)                                                                | Gohan Libera Todo o Seu Poder!! O Segredo de Son Gohan                                      | 21 de Abril de 1993 31 de Outubro de 2000     |
| Cell começa a atacar Gohan ferozmente. Gohan se livra de vários ataques, até que ele leva uma porrada e fica enterrado embaixo de um monte de pedras. Cell acha que o matou e Piccolo desesperado, briga com Goku, dizendo que foi culpa dele. Goku diz para ele se acalmar pois Gohan está vivo. Gohan então reaparece dizendo que não gosta de lutar, e não quer matar Cell. Ele então percebe que Goku o mandou para a luta, para que ficasse nervoso e então liberasse os seus poderes ocultos e derrotasse Cell. Gohan então, começa a se lembrar de suas lutas anteriores, contra Raditz, seu treinamento com Piccolo e sua luta com Freeza. Cell fica impressionado com isso e começa a atacá-lo, para ele ficar nervoso. Era tudo que Goku queria. | |                                                                                             |                                               |
| 183 | "A Ameaça Pequenina!! O Ataque dos Cells Juniors" Transliteração: "Chitchana Kyōi!! Seru Junia Raishū" (em japonês: ちっちゃな脅威!! セルジュニア来襲)                                                               | O Ataque dos Cells Juniores!! O Fim do C-16                                                 | 28 de Abril de 1993 1 de Novembro de 2000     |
| Cell continua atacando Gohan, mas o Saiyajin não consegue liberar seu poder. Então, Piccolo convence Goku a intervir, porque Cell iria acabar matando Gohan sem que ele mostrasse seu poder escondido. Quando Goku pede uma semente dos deuses para Kuririn, Cell vai lá e toma as sementes dos deuses dele. Então Cell tem uma grande ideia: se ele machucasse os amigos de Gohan, então Gohan ficaria bravo o suficiente para liberar seu poder. Nesse momento, o #16 consegue pegar Cell e tenta se explodir junto com ele. Mas ele não consegue, porque Dr. Brief, o pai da Bulma, tirou o dispositivo de autodestruição dele quando o reconstruiu. Cell ataca o #16 e o faz em pedaços, sobrando apenas a sua cabeça que cai perto do Mr. Satan e seus discípulos. Depois disso, Cell cria 7 criaturinhas pequenas e azuis, parecidas com ele, e manda os sete destruir Goku, Vegeta, Trunks, Piccolo, Kuririn, Tenshinhan e Yamcha. | |                                                                                             |                                               |
| 184 | "A Tragédia do #16!! Super Gohan Começa a Ficar com Raiva" Transliteração: "Jūrokugō Muzan!! Ugokidasu Ikari no Sūpā Gohan" (em japonês: 16号無惨!! 動き出す怒りの超悟飯)                                            | Gohan Fica Nervoso! Os Monstros Miniaturas                                                  | 5 de Maio de 1993 2 de Novembro de 2000       |
| Os Cells Juniors estão lutando contra os 7 guerreiros, e Gohan assiste tudo, ficando cada vez mais nervoso. Vegeta e Trunks aguentam com dificuldades os pequeninos Cells, enquanto Kuririn, Yamcha e Tenshinhan apanham muito. Goku também apanha porque está muito cansado, e Piccolo consegue bater em vários deles. Como Goku está muito cansado, Piccolo pede a Yamcha e Tenshinhan que protejam ele, mas no final todos acabam apanhando dos Cells Juniores. O Mr. Satan, seus alunos e os repórteres resolvem ir embora, porque lá é muito perigoso, mas a cabeça do #16 pede para eles esperarem. #16 pede para que o Mr. Satan o leve para perto de Gohan. Satan faz um ato muito heróico, e sai correndo até perto de Gohan e Cell, depois joga a cabeça do #16 lá. #16 então, começa a falar com Gohan, e diz que ele não deve controlar seus sentimentos, pois precisa liberar toda sua raiva. Depois ele fala para Gohan salvar o mundo e salvar a natureza que ele tanto ama. Cell então, pisa na cabeça do #16 e a destrói por completo. Isso faz Gohan liberar toda a sua raiva e finalmente ele consegue ultrapassar todos os limites. Gohan se tornou um Super Saiyajin 2. | |                                                                                             |                                               |
| 185 | "O Verdadeiro Poder Devastador!! Os Cells Juniors São Pulverizados" Transliteração: "Fukiareru Shin no Pawā!! Seru Junia Funsai" (em japonês: 吹き荒れる真の力!! セルジュニア粉砕)                                   | A Destruição dos Cells Juniores! Bravo, Son Gohan                                           | 12 de Maio de 1993 3 de Novembro de 2000      |
| Gohan mostra sua velocidade depois da transformação. Ele toma o pacotinho de semente dos deuses das mãos de Cell, depois vai até o lugar em que os Cells Juniors estavam lutando, e começa a matá-los um a um, sem nenhuma dificuldade. Cell vê aquilo e começa a ficar surpreendido. Gohan tinha ficado muito mais forte e rápido que Goku. Gohan tinha matado dois Cells Juniors, então os outros 5 o atacam ao mesmo tempo. Eles usam as técnicas dos guerreiros Z, como Makenkosapo, Kikohuda e Kamehameha, mas nada atinge Gohan. Ele acaba facilmente com todos os Cells Juniors e dá as sementes para Trunks distribuir a todos os guerreiros feridos. | |                                                                                             |                                               |
| 186 | "Cell É Derrubado!! Com Apenas 2 Super Golpes" Transliteração: "Seru wo Nokkuauto!! Tatta Nihatsu no Chō Tekken" (em japonês: セルをKO!! たった２発の超鉄拳)                                                         | Cell É Golpeado! O Derrube de Cell                                                          | 19 de Maio de 1993 6 de Novembro de 2000      |
| Gohan começa a lutar com Cell. Trunks dá as sementes para todos os feridos, e eles se recuperam. Cell ataca com todas as suas forças, e Gohan vai desviando de tudo com facilidade. Piccolo percebe que Goku só lutou com Cell para mostrar a Gohan o jeito que o monstro lutava. Cell descobre que não pode vencer Gohan do jeito que está, e então resolve mostrar seu poder máximo, carregando todo seu Ki. Toda a Terra começa a tremer e Cell fica maior e mais forte. Gohan não fica impressionado, até que Cell dá um soco na cara dele. Não só a força de Cell aumentou, mas também sua velocidade, mas Gohan é muito mais forte, rápido e resistente. O soco não fez nada nele, e Gohan golpeia Cell com um soco na barriga, e depois um gancho que o faz cair no chão. Cell ficou totalmente ferido com as pancadas, e não consegue nem ficar de pé direito. | |                                                                                             |                                               |
| 187 | "O Colapso de Cell!! A Forma Perfeita se Desfaz" Transliteração: "Seru ni Ihen!! Kuzusareta Kanzentai" (em japonês: セルに異変!! 崩された完全体)                                                                     | A Transformação de Cell! O Fim do Pesadelo                                                  | 26 de Maio de 1993 7 de Novembro de 2000      |
| A luta entre Gohan e Cell continua. Gohan continua com a vantagem. Cell fica nervoso e começa a atacá-lo, usando o Kienzan de Kuririn, o Makenkosapo de Piccolo, mas nada dá certo. Até que Cell voa para um lugar alto, e começa a fazer um Kamehameha imenso, dizendo que a Terra vai explodir. Cell lança o Kamehameha, e Gohan fica lá embaixo fazendo outro. O Kamehameha de Gohan empurra o de Cell de volta para ele, e o atinge em cheio. Cell perde as pernas, um braço e uma parte da cabeça. Goku fala para Gohan acabar com ele de uma vez. Gohan diz que Cell tem que sofrer ainda mais. Cell regenera seu corpo e volta ao normal. Desesperado, ele faz seu corpo aumentar muito de tamanho, e volta para lutar com Gohan. O pequeno Saiyajin acerta algumas pancadas em Cell e que não consegue mais manter seu corpo perfeito, e então vomita a #18. | |                                                                                             |                                               |
| 188 | "Adeus Pessoal!! O Último Teletransporte de Goku" Transliteração: "Bai Bai Minna!! Gokū Saigo no Shunkan Idō" (em japonês: バイバイみんな!! 悟空最後の瞬間移動)                                                      | Adeus a Todos! O Sacrifício de Son Goku                                                     | 6 de Junho de 1993 8 de Novembro de 2000      |
| Cell voltou à sua segunda forma depois de vomitar a #18. Gohan continua espancando ele sem dó. Goku fala para Gohan terminar logo, mas Gohan não ouve, até que Cell usa sua última técnica. Ele começa a inflar como um balão, e vai explodir a Terra. Gohan percebe porque deveria tê-lo matado antes, e fica desconsolado. Goku, então, diz adeus a todo mundo, e se teleporta para perto de Cell. Goku diz a Gohan que ele lutou muito bem, e fala para Gohan pedir desculpas a Chi-Chi por ele. Depois Goku dá adeus a Gohan, e some junto com Cell. Goku se teletransportou com Cell para o planeta do Sr. Kaioh. Cell explodiu e matou Goku, o Sr. Kaioh, Bubbles e Gregory. Todos na Terra ficaram muito tristes com a morte de Goku, principalmente Gohan, que não se conformava. No paraíso, Goku percebeu que Cell não estava lá com eles. Cell estava vivo! Então, Cell aparece na Terra, com seu corpo perfeito de volta (apesar da #18 estar lá com Kuririn), e mata Trunks com um raio. | |                                                                                             |                                               |
| 189 | "Pesadelo à Luz do Dia!! O Terror da Perfeição" Transliteração: "Hakuchū no Akuma!! Kyōfu wa yori Kanpeki ni" (em japonês: 白昼の悪夢!! 恐怖はより完璧に)                                                            | Um Terrível Pesadelo em Pleno Dia! O Terror                                                 | 16 de Junho de 1993 9 de Novembro de 2000     |
| Cell ficou muito mais forte depois que reviveu, e ele explica porque: Dentro da cabeça de Cell existe um núcleo, que se não for destruído pode faze-lo voltar ao normal. Quando ele se explodiu, o núcleo milagrosamente ficou intacto, e Cell pode se regenerar por inteiro. E como ele também tem células de Saiyajin, ficou muito mais forte depois de estar próximo da morte. E ele voltou para Terra porque aprendeu a usar o teletransporte depois de ver Goku usando quando ele se teleportou para o planeta do Sr. Kaioh. Vegeta vê Trunks morto, fica furioso e ataca Cell com todas as suas forças. Porém, de nada adianta e Cell ainda dá uma porrada em Vegeta que quase o deixa aleijado. Cell então atira uma rajada de poder para matar Vegeta, mas Gohan pula na frente. A bola atinge os dois, Vegeta fica estirado no chão e Gohan se levanta, mas com um braço todo machucado. Cell começa a fazer um Kamehameha que irá destruir a Terra. | |                                                                                             |                                               |
| 190 | "De Goku para Gohan... A Alma do Pai foi Transmitida" Transliteração: "Gokū kara Gohan e... Chichi no Tamashī wa Tsutawatta" (em japonês: 悟空から悟飯へ… 父の魂は伝わった)                                          | Uma Mensagem para Gohan! Tal Pai, Tal Filho                                                 | 23 de Junho de 1993 10 de Novembro de 2000    |
| Gohan e os outros já não tem mais esperanças. Vegeta inclusive pede desculpas por ter se tornado um fardo para os outros. Cell está muito mais forte e não tem como pará-lo. Cell conta um pouco de seu passado. Ele lembra quando absorveu os androides, e percebeu que finalmente tinha alcançado o poder máximo tão sonhado pelo Dr. Gero que não tinha feito Cell para matar Goku, mas sim para dominar o universo. Gohan já tinha desistido, e estava só esperando Cell destruir a Terra, quando Goku começou a falar com Gohan. Ele disse para Gohan não desistir, que ele era o mais forte do universo, e que o destino da Terra estava nas mãos dele. Gohan começa a fazer um Kamehameha com um braço só, e ataca Cell. A imagem de Goku aparece nas costas de Gohan. | |                                                                                             |                                               |
| 191 | "A Luta Terminou... Obrigado Son Goku" Transliteração: "Tatakai wa Owatta... Arigatō Son Gokū" (em japonês: 戦いは終った… ありがとう孫悟空)                                                                          | A Luta Terminou... Obrigado Goku! O Dia da Libertação                                       | 30 de Junho de 1993 13 de Novembro de 2000    |
| Gohan solta seu Kamehameha para parar o de Cell. Os dois se encontram e a Terra toda começa a tremer. Os guerreiros saem de perto para não serem feridos. O Kamehameha de Cell está passando o de Gohan. Então Goku, percebe que Gohan não está usando todo seu poder e manda ele usar toda sua força imediatamente. Gohan tinha medo de destruir a Terra e Goku disse que qualquer dano poderia ser revertido com as Esferas do Dragão. Piccolo, Kuririn, Yamcha e Tenshinhan decidem ajudar e atacam Cell, que os derruba várias vezes. Eles se levantam e insistem, mas por fim caem no chão esgotados. Vegeta que assistia tudo de longe, resolve ajudar também. Quando Gohan estava quase sendo derrotando, Vegeta ataca Cell com toda a sua força, e o deixa distraído. Então Gohan, usa todo o seu poder e seu Kamehameha ultrapassa o de Cell que o destrói totalmente. Nem o núcleo, nem nada do Cell sobrou. Gohan volta à sua aparência normal, e cai no chão. Finalmente Cell foi derrotado, e a Terra foi salva. | |                                                                                             |                                               |
| 192 | "Vou Treinar no Outro Mundo!! O Sorriso de Despedida" Transliteração: "Ora Anoyo de Shugyō suru!! Egao no Wakare" (em japonês: オラあの世で修業する!! 笑顔の別れ)                                                    | Goku Vai Treinar no Além!! Voltou a Paz                                                     | 7 de Julho de 1993 14 de Novembro de 2000     |
| Todos parabenizam Gohan pela vitória e vão para o templo de Kami-Sama. Vegeta fica triste porque Goku e Gohan eram muito mais fortes do que ele. O Mr. Satan aproveita que não tem ninguém mais no campo de batalha e diz aos repórteres que foi ele que tinha derrotado Cell. No templo, Dende cura os feridos. A #18, que estava no colo de Kuririn acorda, e os guerreiros querem matá-la, mas Kuririn não deixa, e ela sai voando. Dende reúne as Esferas e invoca Shenlong. A #18 vê o dragão, resolve voltar e ficar escondida vendo. Shenlong poderá realizar 2 desejos. Primeiro eles pedem que todos os mortos por Cell (inclusive Trunks) sejam revividos. Depois eles tentam reviver Goku, mas ele já tinha sido revivido uma vez para lutar contra o Saiyajins, e não poderia. As esferas de Namekusei poderiam revivê-lo, mas Goku preferiu ficar morto, lá com o Sr. Kaioh. Então todos começam a se lembrar da vida de Goku. | |                                                                                             |                                               |
| 193 | "Novos Dias... Pai! Trabalharei Duro" Transliteração: "Atarashī Hibi... Tōsan! Boku Ganbaru" (em japonês: 新しい日々… 父さん! ボクがんばる)                                                                          | Pai, Jamais Vou Me Dar por Vencido! O Segundo Desejo                                        | 14 de Julho de 1993 15 de Novembro de 2000    |
| Um desejo ainda poderia ser realizado, então Kuririn pede a Shenlong que retire as bombas dos androides, para ele poder ficar com a #18. Shenlong realiza. A #18 que estava lá perto assistindo tudo fica brava. Ela aparece, xinga Kuririn e sai voando, mas antes se despede dele. Depois, Tenshinhan vai embora do templo para se encontrar com Chaos de novo. Piccolo resolve ficar vivendo no templo junto com Dende e o Sr. Popo. Gohan vai para casa contar a Chi-Chi e ao Gyumaoh tudo o que aconteceu. Chi-Chi fica desesperada ao saber da morte de Goku. Todos se reúnem na Corporação Cápsula e Trunks dá adeus a todos, e parte de volta para o futuro em sua máquina do tempo. Na TV, o Mr. Satan aparece num programa especial, onde diz a todos que foi ele quem derrotou Cell e dá mais uma de suas demonstrações de força quebrando um monte de tijolos empilhados. Goku, Sr. Kaioh, Bubbles e Gregory andam pelo caminho da serpente, em direção ao Sr. Enma-Daioh. | |                                                                                             |                                               |
| 194 | "Mais Um Final!! Eu Defenderei o Futuro" Transliteração: "Mō Hitotsu no Ketsumatsu!! Mirai wa Ore ga Mamoru" (em japonês: もう一つの結末!! 未来はオレが守る)                                                         | Outro Final Feliz!! O Pesadelo do Mundo Futuro                                              | 21 de Julho de 1993 16 de Novembro de 2000    |
| Trunks chega ao futuro e vai falar com sua mãe, Bulma. Ele conta a ela tudo o que aconteceu, inclusive que Vegeta não era frio como todos pensavam, porque ele atacou Cell com todas as suas forças ao ver Trunks morto. Trunks então ouve no rádio que os androides estavam atacando de novo, e resolve ir atrás deles e acabar de uma vez por todas com aqueles dois. Bulma fala para ele não ir, mas Trunks ficou muito mais forte, depois de treinar na Sala do Tempo. Trunks então, vai atrás dos androides e acaba com os dois facilmente. Mas Cell já tinha crescido e estava absorvendo a energia das pessoas. Cell, que ainda estava na sua primeira forma, foi até onde Trunks estava, procurando a nave do tempo. Trunks fala que sabe de tudo sobre ele, e Cell fica surpreso. Então, os dois vão lutar num lugar deserto. Trunks faz ele sofrer um pouco, e depois acaba com ele muito facilmente. Agora o futuro também estava a salvo de ameaças. Goku, o Sr. Kaioh, Bubbles e Gregory continuam andando pelo caminho da serpente. | |                                                                                             |                                               |

## Saga do Torneio do Outro Mundo
| N.º | Título original | Título(s) em português                                            | Exibição original                            |
| --- | --- | ----------------------------------------------------------------- | -------------------------------------------- |
| 195 | "Grande Emoção!! Estão Aqui! Os Lutadores do Outro Mundo" Transliteração: "Daikangeki!! Ita zo! Anoyo no Sugē Yatsu" (em japonês: 大感激!! いたぞ! あの世のスゲエ奴)                         | O Lutador Mais Forte do Outro Mundo Os Habitantes do Outro Mundo! | 28 de Julho de 1993 17 de Novembro de 2000   |
| O Sr. Kaioh conta a Goku sobre o Grande Senhor Kaioh, que é o Kaioh que controla toda a galáxia, e é muito forte. Então Goku fica querendo ir lá treinar. Ele se teleporta para a sala do Sr. Enma-Daio junto com o Sr. Kaioh, Gregory e Bubbles, e então os dois pegam o avião que vai ao planeta do Grande Senhor Kaioh. Bubbles e Gregory ficam pra trás. Ao chegar lá, o Sr. Kaioh, que é o Kaioh do Norte, encontra seu arqui-rival, o Kaioh do Oeste, e os dois começam a discutir. O Kaioh do Oeste trazia um cara verde com ele, chamado Paikuhan e o Sr. Kaioh estava com Goku, os dois estavam discutindo qual era mais forte, até que o Grande Senhor Kaioh chega. O Grande Senhor Kaioh fala pra eles que estava acontecendo um problema no inferno, Cell tinha se unido a Freeza, Rei Cold, e as Forças Ginyu, e eles estavam acabando com a ordem no inferno. Então, Goku e Paikuhan vão pra lá. As forças especiais Ginyu atacam Goku, e ele os vence facilmente, depois Cell vai com tudo em cima de Goku, mas Paikuhan entra na frente e vence Cell com apenas dois golpes! Depois Paikuhan vence Freeza e Rei Cold. Todos os malvados então são presos e não vão causar mais problemas. E Goku ficou amigo de Paikuhan. | |                                                                   |                                              |
| 196 | "Eu Sou o Melhor do Outro Mundo!! Reunião de Grandes Heróis do Passado" Transliteração: "Anoyo Ichi wa Ora da!! Rekishi no Yūsha Daishūgō" (em japonês: あの世一はオラだ!! 歴代の勇者大集合) | O Encontro dos Lutadores Mais Valentes!! Mais Um Torneio?         | 11 de Agosto de 1993 20 de Novembro de 2000  |
| O Sr. Kaioh apresenta os melhores lutadores da história para Goku, eles estavam treinando lá a milhares de anos. Os 3 outros Kaiohs foram até onde estavam Goku e o Sr. Kaioh, e eles ficaram tirando o Sr. Kaioh porque ele tinha morrido. Depois, O Grande Senhor Kaioh avisa a todos do torneio que ele vai fazer em homenagem a morte do Kaioh do Norte. É o chamado Torneio do Outro Mundo, e todos os lutadores mais fortes do mundo dos mortos vão competir. Há uma grande rivalidade entre os 4 Kaiohs, e cada um tem seus lutadores e querem que eles façam de tudo para ganhar. O torneio acontece num estádio que fica no meio do espaço, e um cara com um cogumelo na cabeça apresenta. Goku luta primeiro contra uma centopéia gigante do Oeste, e ganha facilmente. Paikuhan também ganha facilmente sua luta. | |                                                                   |                                              |
| 197 | "Alvoroço no Planeta dos Grandes Kaiohs!! O Chute Turbilhão de Goku" Transliteração: "Daikaiōsei Nekkyō!! Makiokose Gokū Senpū" (em japonês: 大界王星熱狂!! まきおこせ悟空旋風)              | O Torneio Fica Emocionante!! Os Quartos de Final                  | 18 de Agosto de 1993 21 de Novembro de 2000  |
| Depois das lutas classificatórias, 8 se classificaram para as finais: Flog e Tolby do Kaioh do Sul, Goku e Oliver do Kaioh do Norte, Aqua da Kaioh do Leste, Maraico, Tapica e Paikuhan do Kaioh do Oeste. A primeira luta é Tapica vs. Tolby. Tapica é muito rápido, mas ele se cansa logo e perde a luta. Depois é Flog vs. Maraico. Flog começa a inflar para empurrar Mataico para fora, mas ele levanta Flog e o manda para fora do ringue. A próxima luta é antre Arca e Goku. Arca parece um peixe muito fraco. Goku da um chute e ele voa longe, mas ele usa seu poder especial e faz uma piscina na arena. Agora ele e Goku vão lutar embaixo dágua. Goku apanha um pouco, mas depois ele dá um Taiyoken, sobe e dá um Kamehameha em Arca, e ele cai fora do ringue. Goku vence. A próxima luta é Oliver vs. Paikuhan. Oliver é um cara loiro e grande, e Paikuhan é verde. Essa é a melhor luta até agora no torneio, os dois são tão rápidos que nem Goku consegue acompanhar a luta. No final Paikuhan derruba Oliver fora do ringue, e vence. | |                                                                   |                                              |
| 198 | "Conclusão Flamejante!! Goku ou Paikuhan!?" Transliteração: "Honō no Kesshō!! Gokū ka Paikūhan ka!?" (em japonês: 炎の決勝!! 悟空かパイクーハンか!?)                                         | Quem Vai Ganhar!? Goku ou Paikuhan!? A Final de Todos os Perigos  | 25 de Agosto de 1993 22 de Novembro de 2000  |
| Começam as semifinais. A primeira luta é Goku vs. Maraico. Maraico é um dragão grande e forte, eles trocam alguns golpes e depois Goku manda ele para fora do ringue e vence. O Sr. Kaioh e o Kaioh do Oeste continuam discutindo qual é mais forte, Goku ou Paikuhan. Paikuhan vence facilmente sua luta, e a final ia começar: Goku vs. Paikuhan. O Kaioh do Oeste apostou su planeta com o Sr. Kaioh, dizendo que Paikuhan ia ganhar, e o Sr. Kaioh disse que se Goku perdesse ele se tornaria servo do Kaioh do Oeste pra sempre. Goku terminou de fazer um 'lanchinho' e foi lutar. Ele atacou Paikuhan mas não aconteceu nada. Depois eles começaram a trocar golpes sem conseguir se acertar. Paikuhan ficou espantado com o poder de Goku, sendo ele tão jovem. Paikuhan tira sua roupa pesada e agora vai usar seu verdadeiro poder. Goku vira Super Saiyajin para lutar. A batalha real vai começar. | |                                                                   |                                              |
| 199 | "Não Deixe a Vitória Fugir!! Decisão com um Rápido Kamehameha" Transliteração: "Nigasu na Shōri!! Kimero Chōhaya Kamehameha" (em japonês: 逃すな勝利!! 決めろ超速かめはめ波)                 | Goku Faz um Kamehameha com Toda Rapidez! O Novo Campeão           | 1 de Setembro de 1993 23 de Novembro de 2000 |
| Goku agora como Super Saiyajin começa a atacar Paikuhan. Ele dá um Kamehameha e depois dispara para todos os lugares, e Paikuhan desvia de tudo. Paikuhan fica sobre um planeta, e usa uma técnica especial, ele começa a girar, e faz um furacão, e depois joga o furacão em cima de Goku. Goku apanha um pouco, e depois consegue se soltar. Goku usa o Kaiohken e consegue acertar alguns golpes em Paikuhan, que revida, e acerta outros golpes em Goku. Paikuhan usa outra técnica especial, ele junta as mãos, e um jato de fogo sai de suas mãos, atingindo Goku. Goku fica no chão muito ferido. Paikuhan então usa de novo a mesma técnica. Goku fica mais ferido ainda. Paikuhan voa sobre Goku e atira o ataque final nele. Goku se levanta e voa para perto de Paikuhan. Os dois começam a lutar no espaço. Goku soltou um Kamehameha, e Paikuhan defendeu, mas houve uma grande explosão, e os dois foram jogados para o teto da arena, e tocaram nela para pegar impulso. Os dois voltaram ao chão e lutaram mais. Paikuhan usou sua técnica do fogo novamente, e Goku desta vez se teleportou para perto de Paikuhan e deu um Kamehameha na boca dele enquanto ele soltava. Paikuhan caiu fora do ringue, Goku venceu. Mas, o Grande Senhor Kaioh desclassificou os dois, porque eles tocaram no teto da arena, oque não era permitido. O Torneio acabou sem um vencedor. | |                                                                   |                                              |

## Saga de Majin Boo
| N.º | Título original | Título(s) em português                                                          | Exibição original                             |
| --- | --- | ------------------------------------------------------------------------------- | --------------------------------------------- |
| 200 | "7 Anos se Passaram! Agora Eu Sou um Estudante" Transliteração: "Are kara Shichinen! Kyō kara Boku wa Kōkōsei" (em japonês: あれから7年! 今日から僕は高校生)                                | Gohan Vai Para a Escola Primeiro Dia de Escola                                  | 8 de setembro de 1993 13 de abril de 2001     |
| Gohan chega ao seu primeiro dia na escola, mas antes de entrar, ele para um bando de assaltantes de banco. Para evitar ser reconhecido, ele se torna Super Saiyajin, e fica conhecido como o herói dourado. Videl, a filha do Mr. Satan, fica desconfiada de quem seria o misterioso herói, e questiona Gohan sobre quem parou os bandidos. Ele responde que não sabe. Outra pessoa diz a Videl que ele era o herói dourado. Gohan ao entrar em sua sala de aula, conhece Videl, que começa a espioná-lo depois da escola. | |                                                                                 |                                               |
| 201 | "Nascimento do Grande Saiyaman, o Herói do Amor e da Justiça" Transliteração: "Ai to Seigi no Gurēto Saiyaman Sanjō" (em japonês: 愛と正義のグレートサイヤマン参上)                         | O Guerreiro que Luta Pela Justiça! O Grande Saiyaman O Guerreiro Intergaláctico | 15 de setembro de 1993 16 de abril de 2001    |
| Gohan pede a Bulma que construa um terno especial para lutar contra o crime da cidade sem ser reconhecido. Ele continua sendo uma força da justiça e se denomina Saiyaman. Vegeta diz a Gohan para treinar para não perder a condição física. Goten aparece, o filho mais novo de Goku. Gohan chega à escola e ao ver que Videl está indo sozinha libertar reféns, ele decide ajudá-la. Videl confronta os sequestradores e Gohan salva todos os ocupantes do ônibus de cair de um penhasco. | |                                                                                 |                                               |
| 202 | "O Confuso Primeiro Encontro de Gohan!?" Transliteração: "Gohan no Hachamecha Hatsu Dēto!?" (em japonês: 悟飯のハチャメチャ初デート!?)                                                      | O Primeiro Encontro de Gohan O Romance                                          | 29 de setembro de 1993 17 de abril de 2001    |
| Gohan vai para a escola e quando um colega de classe chega ele o vê quando ele se torna o Grande Saiyaman. Gohan é forçado a sair com essa garota chamada Angela, para que ela não revele seu segredo a todos. Gohan pergunta a Chi-Chi como foi seu primeiro encontro com Goku. Gohan interrompe a história para salvar as pessoas que ficaram presas em um prédio até todas estarem todas seguras, Videl vê Gohan andando pela rua e sendo próxima de Angela, pede para ela contar o segredo dele. Angela não sabia que Gohan era o Grande Saiyaman, o segredo que ela sabia era que a cueca de Gohan era de ursinhos. Videl continua desconfiada e espionando a vida de Gohan. | |                                                                                 |                                               |
| 203 | "Gohan, É uma Emergência! Salve Videl!!" Transliteração: "Gohan, Kinkyū Shutsudō! Bīderu wo Sukue!!" (em japonês: 悟飯、緊急出動! ビーデルを救え!!)                                         | Gohan Salva Videl Videl em Má Situação                                          | 20 de outubro de 1993 18 de abril de 2001     |
| No caminho para a escola, Videl encontra o Grande Saiyaman e tenta descobrir quem ele é, mas Gohan escapa e chega atrasado à escola, mas ainda antes de Videl. Um dos criminosos do bando de ladrões ataca Gohan e diminui as suspeitas de Videl de que ele é o Grande Saiyaman. O bando dos ladrões captura o prefeito de Satan City e pedem a presença de Mr. Satan para vencê-lo em um duelo, mas é sua filha Videl quem aparece. Gohan causa um pequeno tremor com pé para destrair a escola e poder ir ajdar no resgate também, e ele e Videl salavam o prefeito. | |                                                                                 |                                               |
| 204 | "Um Incidente de Roubo!! Saiyaman É o Ladrão!?" Transliteração: "Tōnan Jiken Hassei!! Hannin wa Saiyaman!?" (em japonês: 盗難事件発生!! 犯人はサイヤマン!?)                                 | O Ladrão É o Grande Saiyaman? Frente a Frente                                   | 27 de outubro de 1993 19 de abril de 2001     |
| Gohan e Goten estavam brincando com um filhote de dinossauro, mas depois ele foi pego por um dono de circo para ser a principal atração e Gohan o tira de lá. O homem vai atrás de Gohan com a polícia e tudo se complica quando os dinossauros vão buscar seu filhote. Videl descobre que Gohan é o Saiyaman e que Goku que havia sido campeão do torneio de artes marciais é o seu pai. | |                                                                                 |                                               |
| 205 | "Goku Também Revive!? A Participação no Torneio de Artes Marciais" Transliteração: "Gokū mo Fukkatsu!? Tenkaichi Budōkai Shutsujō da!!" (em japonês: 悟空も復活!? 天下一武道会出場だ!!)     | Goku Vai Voltar? Son Gohan Entra no Campeonato Mundial                          | 3 de Novembro de 1993 20 de abril de 2001     |
| Gohan pede a Bulma para fazer uma máscara para que ele não seja reconhecido quando lutar no torneio e Vegeta ouvindo isso resolve participar também e não só ele, também participarão Goku, Piccolo, Kuririn e #18. | |                                                                                 |                                               |
| 206 | "Gohan Também se Surpreende! O Poder Explosivo de Goten" Transliteração: "Gohan mo Bikkuri! Goten no Bakuhatsu Pawā" (em japonês: 悟飯もビックリ! 悟天の爆発パワー)                         | O Poder Surpreendente de Goten Tal Pai, Tal Filho                               | 10 de Novembro de 1993 23 de abril de 2001    |
| Gohan treina com Goten se preparando para o torneio e Videl e Chi-Chi se desentendem sobre Gohan. | |                                                                                 |                                               |
| 207 | "Estou Voando!! O Treinamento de Dança no Ar de Videl" Transliteração: "Attobeta!! Bīderu no Bukūjutsu Nyūmon" (em japonês: あっ飛べた!! ビーデルの舞空術入門)                              | O Treinamento para Voar Como Imitar os Pássaros                                 | 17 de Novembro de 1993 24 de abril de 2001    |
| Gohan ensina Videl e Goten a voar. Goten aprende com facilidade, já Videl tem mais trabalho para conseguir controlar o Ki e assim conseguir voar. | |                                                                                 |                                               |
| 208 | "Bem-vindo de Volta Goku! O Time Z Está Reunido!!" Transliteração: "Okaeri Gokū! Zetto Chīmu Zen'in Shūgō!!" (em japonês: おかえり悟空! Zチーム全員集合!!)                                  | Os Guerreiros Z se Reúnem Novamente O Regresso das Tropas                       | 24 de Novembro de 1993 25 de abril de 2001    |
| Goku, Vegeta, Piccolo e Kuririn se reúnem para participar do torneio e Gohan combina com Vegeta em não se transformarem em Super Saiyajin na luta. | |                                                                                 |                                               |
| 209 | "Cuidado Saiyaman! O Perigosos Copiadores!?" Transliteração: "Ayaushi Saiyaman! Gekisha ni Goyōjin!?" (em japonês: 危うしサイヤマン! 激写に御用心!?)                                        | Tenha Cuidado, Grande Saiyaman Como nos Bons Velhos Tempos                      | 8 de dezembro de 1993 26 de abril de 2001     |
| Conforme se aproxima o Torneio, um colega de escola de Gohan fica com ciúmes de Videl, pois ela e o Saiyaman estão próximos e ele tenta descobrir a identidade do Saiyaman. O narrador do Torneio reconhece os guerreiros Z e vai cumprimentá-los. Para participar do torneio os guerreiros terão que fazer um teste de força em uma máquina, os 16 mais fortes irão participar. O primeiro a fazer o teste foi o atual campeão Mr. Satan e ele conseguiu 137 pontos (usando o máximo de sua força). A Androide 18 decide usar apenas um pouco de seu poder e consegue 774 pontos. Todos ficam surpresos e pensaram que a máquina tinha sido quebrada e pediram para ela bater mais uma vez. Ela foi de novo e fez 203. Kuririn fez 192 pontos. Goku fez 186 pontos. Piccolo fez 210 pontos, e por fim Vegeta foi e quebrou a máquina impressionando todos. | |                                                                                 |                                               |
| 210 | "Não Sou um Bebê!! O Pequeno Trunks" Transliteração: "Hanpa ja Nai ze!! Chibi Torankusu" (em japonês: ハンパじゃないぜ!! チビトランクス)                                                    | O Pequeno Trunks O Pequeno Trunks Torna-se Grande                               | 15 de dezembro de 1993 27 de abril de 2001    |
| Videl conhece Goku e seus amigos. Antes de começar o torneio infantil, passa um filme no telão, mostrando a luta contra Cell, dizendo que Mr. Satan venceu facilmente Cell. Um garoto de 15 anos debocha de Trunks antes de começar a luta entre os dois. Começa o torneio dos garotos, mas no começo só tem lutas fracas, até que começa a de Trunks (8 anos) contra Ingaza (15 anos), mas Trunks vence com apenas 2 golpes. | |                                                                                 |                                               |
| 211 | "Minha Vez!! A Primeira Rodada Deixa Goten Tenso" Transliteração: "Boku no Deban da! Goten, Kinchō no Daiissen" (em japonês: ボクの出番だ! 悟天、緊張の第一戦)                              | Goten Fica Nervoso Trunks Contra Son Goten                                      | 22 de dezembro de 1993 30 de abril de 2001    |
| As lutas dos garotos continuavam e agora a luta era entre Icuze (14 anos) contra Goten (7 anos). Na hora de entrar na plataforma, Goten ficou assustado por que tinha muitas pessoas acompanhando. Mas aos poucos vai se soltando e com apenas 1 golpe vence a luta. As lutas continuam, e Goten e Trunks passavam com facilidade para as próximas fases até chegarem na final. Goten (7 anos) contra Trunks (8 anos). | |                                                                                 |                                               |
| 212 | "Alegria Vezes Um Milhão! A Decisão do Campeonato Infantil!!" Transliteração: "Ureshisa Hyakumanbai! Shōnen Chanpion Kettei!!" (em japonês: うれしさ百万倍! 少年王者決定!!)                 | O Campeão do Torneio Infantil Que Ganhe o Melhor                                | 12 de janeiro de 1994 1 de Maio de 2001       |
| Trunks e Goten travam uma grande e emocionante batalha que leva o público ao delírio e após um bom tempo de uma luta bastante equilibrada, Trunks derrota Goten. Como campeão Trunks enfrentará Mr. Satan. | |                                                                                 |                                               |
| 213 | "E Agora Satan!? O Maior Perigo da História" Transliteração: "Dō suru Satan!? Shijō Saidai no Pinchi" (em japonês: どうするサタン!? 史上最大のピンチ)                                       | O Que Pretende Fazer, Mr. Satan? Hércules, o Falso Herói                        | 19 de janeiro de 1994 2 de Maio de 2001       |
| Trunks vence Mr. Satan facilmente, mas a platéia acha que ele deixou o Trunks vencê-lo por ser uma criança. Dois homens sinistros aparecem até Goku sem revelar suas identidades. | |                                                                                 |                                               |
| 214 | "Os Oponentes São Decididos!! Apressem-se para a Primeira Rodada" Transliteração: "Taisen Aite Kettei!! Hayaku Yarō ze Ikkaisen" (em japonês: 対戦相手決定!! 早くやろうぜ一回戦)            | As Lutas das Artes Marciais O Sorteio                                           | 26 de janeiro de 1994 3 de Maio de 2001       |
| Começa o sorteio para as lutas principais e de cara terá a luta entre Goku e Vegeta. Kuririn teme enfrentar um dos seus amigos poderosos, mas por sorte acaba se dando bem no sorteio. Goten e Trunks arrumam um jeito de participar da luta dos adultos. | |                                                                                 |                                               |
| 215 | "Por Que Piccolo!? Uma Derrota Sem Luta" Transliteração: "Dōshita Pikkoro!! Masaka no Fusenbai" (em japonês: どうしたピッコロ!! まさかの不戦敗)                                             | O Que Está Acontecendo, Piccolo? A Desistência de Satã                          | 2 de fevereiro de 1994 4 de Maio de 2001      |
| Começa o torneio principal e Kuririn vence fácil a sua luta, já Piccolo desiste de lutar contra o ser misterioso sem explicar o motivo. A próxima a lutar será Videl. | |                                                                                 |                                               |
| 216 | "Estranha Invulnerabilidade!? O Mistério de Spopovich" Transliteração: "Fujimi de Bukimi!? Supopobitchi no Nazo" (em japonês: 不死身で不気味!? スポポビッチの謎)                            | O Mistério de Spopovich O Adversário de Videl                                   | 9 de fevereiro de 1994 7 de Maio de 2001      |
| Videl luta contra Spopovich, um dos capangas de Babidi, e não importa o quanto ela bata nele ele consegue se manter na luta. Videl acaba se cansando e fica com sérios problemas, já que seu adversário não parece ser humano e golpes que seriam fatais para ele só deixam alguns machucados. | |                                                                                 |                                               |
| 217 | "A Tragédia de Videl!! Aparece um Efurecido Super Gohan?" Transliteração: "Bīderu Muzan!! Deru ka Ikari no Sūpā Gohan" (em japonês: ビーデル無残!! 出るか怒りの超悟飯)                      | Gohan se Enfurece A Primeira Derrota                                            | 16 de fevereiro de 1994 8 de Maio de 2001     |
| Videl é surrada por Spopovich e fica bastante ferida, mas Gohan promete derrotá-lo. Goku vai buscar uma semente dos deuses. | |                                                                                 |                                               |
| 218 | "Desmascarado!! Saiyaman É Son Gohan" Transliteração: "Barechatta!! Saiyaman wa Son Gohan" (em japonês: バレちゃった!! サイヤマンは孫悟飯)                                                  | Gohan É o Grande Saiyaman Son Gohan Está Desmascarado                           | 23 de fevereiro de 1994 9 de Maio de 2001     |
| Goku busca as sementes dos deuses no templo do Mestre Karin e Gohan dá uma semente a Videl. Os colegas de Gohan descobrem sua identidade e agora ele tem que lutar com o Kibito. | |                                                                                 |                                               |
| 219 | "O Ataque Conspiratório!! O Poder de Gohan É Roubado" Transliteração: "Ugomeku Inbō!! Gohan no Pawā ga Ubawareta" (em japonês: うごめく陰謀!! 悟飯の力が奪われた)                           | O Poder de Gohan É Roubado O Fim do Mistério                                    | 2 de março de 1994 10 de Maio de 2001         |
| Spopovich e seu amigo roubam as forças de Gohan e o Kaioshin diz para ninguém impedí-los. Depois eles o seguem e o Kaioshin revela que eles estão tentando reviver Majin Boo, um ser extremamente poderoso que destruiria todo o universo. | |                                                                                 |                                               |
| 220 | "Aparece o Mentor!! O Mago do Mal Babidi" Transliteração: "Kuromaku Tōjō!! Aku no Madōshi Babidi" (em japonês: 黒幕登場!! 悪の魔導師バビディ)                                               | O Perverso Mago Babidi A Corrida Continua                                       | 9 de março de 1994 11 de Maio de 2001         |
| Finalmente eles chegam até onde está escondido Majin Boo. Eles descobrem que o mago Babidi o escondeu no sub solo e que está manipulando Dabura. | |                                                                                 |                                               |
| 221 | "Espere a Armadilha!! Desafio do Reino dos Demônios" Transliteração: "Machiukeru Wana!! Makai kara no Chōsenjō" (em japonês: 待ち受けるワナ!! 魔界からの挑戦状)                             | Um Diabo do Inferno O Primeiro Subsolo                                          | 16 de março de 1994 14 de Maio de 2001        |
| Dabura e Babidi percebem a presença dos guerreiros e Dabura usa a saliva para petrificar Kuririn e Piccolo. Então os guerreiros vão atrás de Dabura e entram na nave onde está também Babidi com o casulo de Majin Boo, pois a única forma de fazer Kuririn e Piccolo voltarem ao normal é matar Dabura. | |                                                                                 |                                               |
| 222 | "Sem Brincadeiras!! A Primeira Luta de Vegeta Enfurecido" Transliteração: "Nameru na!! Bejīta Ikari no Shosen Toppa" (em japonês: なめるな!! ベジータ怒りの初戦突破)                        | Vegeta Fica Aborrecido A Surpresa do Segundo Subsolo                            | 23 de março de 1994 15 de Maio de 2001        |
| Começam as lutas, até chegar em Dabura os guerreiros vão ter que passar por alguns cenários. Cada cenário possui um lutador, no primeiro cenário quem luta é Vegeta e vence sem dificuldades. Agora está no segundo cenário e quem luta é Goku contra um monstro chamado Yakon. | |                                                                                 |                                               |
| 223 | "O Poder Total de Goku!! Voe Yakon" Transliteração: "Gokū Pawā Zenkai!! Buttobe Yakon" (em japonês: 悟空パワー全開!! ブッ飛べヤコン)                                                        | O Poder Máximo de Goku Son Goku Fica Inabalável                                 | 13 de abril de 1994 16 de Maio de 2001        |
| Goku luta contra Yakon no segundo cenário e brincando vence deixando o monstro absorver seu poder até seu corpo não aguentar tamanho poder e explodir. Agora eles vão para o terceiro cenário e é a vez de Gohan lutar. | |                                                                                 |                                               |
| 224 | "Grande Engano!! Satan vs 3 Super Guerreiros!?" Transliteração: "Daigosan!! Satan vs Sannin no Chōsenshi!?" (em japonês: 大誤算!! サタンvs3人の超戦士!?)                                    | O Mr. Satan Contra Três Super Guerreiros O Torneio Recomeça                     | 20 de abril de 1994 17 de Maio de 2001        |
| O torneio volta graças a ideia de Mr. Satan em que todos os 5 lutadores lutariam entre si. Enquanto isso Dabura está aumentando seu Ki para enfrentar Gohan. | |                                                                                 |                                               |
| 225 | "Crianças Poderosas!! Uma Difícil Batalha para #18!?" Transliteração: "Tsuyoi ze Chibikko!! Jūhachigō Daikusen!?" (em japonês: 強いぜチビッコ!! 18号大苦戦!?)                               | Uma Luta Difícil Contra a Número 18 O Guerreiro Desmascarado                    | 27 de abril de 1994 18 de Maio de 2001        |
| O participante Mascarado está fazendo uma grande luta contra a #18, mas no final da luta se descobre que quem está lutando são Gohan e Trunks e eles são eliminados. Sobraram a #18 contra o Mr. Satan para decidir o torneio. Enquanto isso, Dabura termina de carregar seu Ki e já está pronto para lutar. | |                                                                                 |                                               |
| 226 | "Confronto com o Rei Demônio! Sua Vez Gohan!!" Transliteração: "Tachihadakaru Maō! Deban da Gohan!!" (em japonês: たちはだかる魔王! 出番だ悟飯!!)                                           | É a Sua Vez, Gohan Uma Troca Justa                                              | 4 de Maio de 1994 21 de Maio de 2001          |
| A luta final entre #18 e Mr. Satan começa. Ela diz a ele que se ele der a ela 2 milhões, ela o deixará vencer e manter sua reputação de homem mais forte. Dabura e Gohan começam a lutar. | |                                                                                 |                                               |
| 227 | "Coração Perverso Exposto!! A Ideia de Dabura" Transliteração: "Mitsukerareta Jashin!! Dābura no Meian" (em japonês: 見つけられた邪心!! ダーブラの名案)                                     | A Ideia de Dabura Son Gohan à Prova                                             | 18 de Maio de 1994 22 de Maio de 2001         |
| Gohan e Dabura estão lutando e Gohan está perdendo a luta, enquanto isso Goku e Vegeta percebem que Gohan está com o nível inferior ao de 7 anos antes, quando derrotou Cell por falta de treino e Dabura tem uma grande ideia: Usar Vegeta para conseguir energia para trazer Majin Boo de volta. | |                                                                                 |                                               |
| 228 | "Renasce o Príncipe da Destruição, Vegeta!! A Invasão do Torneio" Transliteração: "Hakai Ōji Bejīta Fukkatsu!! Butōkai Rannyū" (em japonês: 破壊王子ベジータ復活!! 武闘会乱入)              | Vegeta, o Rei da Destruição O Lado Oculto de Vegeta                             | 25 de Maio de 1994 23 de Maio de 2001         |
| Vegeta é controlado por Babidi e começa a matar pessoas no torneio para forçar Goku a enfrentá-lo. | |                                                                                 |                                               |
| 229 | "O Super Confronto do Destino!! Batalha Goku VS Vegeta" Transliteração: "Shukumei no Chōtaiketsu!! Gekitotsu Gokū tai Bejīta" (em japonês: 宿命の超対決!! 激突悟空VSベジータ)               | Goku Contra Vegeta O Terrível Confronto                                         | 15 de junho de 1994 24 de Maio de 2001        |
| Vegeta continua matando pessoas e Goku resolve lutar com ele. O Kaioshin tenta impedir, mas Goku ameaça mandar um poder nele e ele desiste. Goku percebe que Vegeta se deixou controlar para forçá-lo a lutar com ele. Enquanto isso, o Kaioshin e Gohan vão atrás de Babidi e Dabura. | |                                                                                 |                                               |
| 230 | "Espere Babidi!! A Ambição Imperdoável" Transliteração: "Mattero Babidi!! Yabō wa Yurusanai" (em japonês: 待ってろバビディ!! 野望は許さない)                                                | Espere, Babidi A Vingança de Vegeta                                             | 22 de junho de 1994 25 de Maio de 2001        |
| Goku e Vegeta começam a lutar. É uma grande luta e está bastante equilibrada, enquanto isso Gohan e o Kaioshin chegam até onde está Babidi e Dabura e encontram o casulo de Majin Boo. | |                                                                                 |                                               |
| 231 | "O Selo se Rompe! Aí Está o Malvado Majin Boo!!" Transliteração: "Toketa Fūin! Deruzo Kyōaku Majin Bū!!" (em japonês: 解けた封印! 出るぞ凶悪魔人ブウ!!)                                     | Majin Boo Aparece Vegeta Explica-se                                             | 29 de junho de 1994 28 de Maio de 2001        |
| Goku e Vegeta continuam lutando e os ferimentos que eles vão obtendo, vão fazendo com que parte da energia deles vá para Majin Boo. A hora do renascimento de Majin Boo se aproxima. | |                                                                                 |                                               |
| 232 | "Não Deixe Renascer!! A Resistência ao Kamehameha" Transliteração: "Fukkatsu Sasenai!! Teikō no Kamehameha" (em japonês: 復活させない!! 抵抗のかめはめ波)                                   | Não Deixaremos que Majin Boo Desperte Uma Aparição Esperada                     | 6 de julho de 1994 29 de Maio de 2001         |
| Goku e Vegeta continuam lutando. Gohan ataca o casulo de Majin Boo e faz de tudo para evitar que ele desperte, mas não consegue. Mas a aparência de Majin Boo não é tão assustadora. | |                                                                                 |                                               |
| 233 | "O Limite do Desespero!? A Aflição de Kaioshin" Transliteração: "Zetsubō e Itchokusen!? Nageki no Kaiōshin" (em japonês: 絶望へ一直線!? 嘆きの界王神)                                       | O Lamento do Supremo Senhor Kaioh As Aparências Iludem                          | 13 de julho de 1994 16 de julho de 2001       |
| Goku e Vegeta param a luta, pois percebem que Majin Boo é muito poderoso. Vegeta finge concordar em os dois lutarem contra Majin Boo, mas quando Goku se vira ele o acerta pelas costas. Então Vegeta resolve acabar com Majin Boo sozinho .Já que ele fez com que Majin Boo despertasse tão rápido. Majin Boo se mostra muito poderoso e derrota Dabura e Gohan em segundos. | |                                                                                 |                                               |
| 234 | "O Aterrorizante Majin!! O Medo da Morte se Aproxima de Gohan" Transliteração: "Majin Osorubeshi!! Gohan ni Semaru Shi no Kyōfu" (em japonês: 魔人恐るべし!! 悟飯に迫る死の恐怖)            | Gohan Corre Perigo Atenção Porque Há Perigo                                     | 27 de julho de 1994 17 de julho de 2001       |
| Majin Boo derrota Gohan e o Kaioshin pelas ordens dadas a ele por Babidi e Dabura ataca Majin Boo e alerta Babidi sobre o fato de Majin Boo não ser confiável. Majin Boo se zanga com Dabura. | |                                                                                 |                                               |
| 235 | "Vou Te Comer!! O Poder Psíquico do Majin Faminto" Transliteração: "Tabechau zo!! Harapeko Majin no Chōnōryoku" (em japonês: 食べちゃうぞ!! 腹ペコ魔人の超能力)                             | Vou Te Comer O Biscoito Gigante                                                 | 3 de agosto de 1994 18 de julho de 2001       |
| Majin Boo luta com Dabura e vence facilmente, o transforma em um biscoito e o come. Antes que ele faça o mesmo com o Kaioshin, Vegeta chega e está disposto a sacrificar sua vida para deter Majin Boo, já que graças a ele Majin Boo conseguiu a energia que faltava para renascer. | |                                                                                 |                                               |
| 236 | "A Decição do Guerreiro!! Eu Derrotatei o Majin" Transliteração: "Senshi no Ketsui!! Majin wa Ore ga Shimatsu-suru" (em japonês: 戦士の決意!! 魔人はオレが始末する)                         | Eu Acabarei com Majin Boo O Desafio de Vegeta                                   | 17 de agosto de 1994 19 de julho de 2001      |
| Vegeta começa a lutar com Majin Boo e até vai levando vantagem, mas logo percebe que não tem como vencer, pois o corpo de Majin Boo não é fácil de ser destruído e ele é bem mais poderoso que Vegeta. Trunks vê seu pai apanhando e vai ajudar, Goten vai atrás de Trunks. | |                                                                                 |                                               |
| 237 | "Por Aqueles que Ama... Vegeta Morre!!" Transliteração: "Ai suru Mono no Tame ni... Bejīta Chiru!!" (em japonês: 愛する者のために… ベジータ散る!!)                                          | Vegeta Luta por Seus Entes Queridos O Sacrifício de um Pai                      | 24 de agosto de 1994 20 de julho de 2001      |
| Trunks e Goten chegam, e Trunks acerta Majin Boo e eles conseguem salvar Vegeta e querem lutar junto com ele contra Majin Boo, mas Vegeta não deixa, desmaia eles e pede a Piccolo que os leve para longe. Antes ele pede a Trunks que cuide de sua mãe Bulma e o abraça, pois ele sendo seu pai nunca havia feito isso. Sabendo que não pode vencer, ele pensa numa última opção e Piccolo pressente o pior. Vegeta pergunta a Piccolo se ele poderá ver Goku e Piccolo diz que por ter sido muito mal ele não irá para o mesmo lugar que Goku. Vegeta junto todo o seu poder e se destrói para levar Majin Boo com ele, tendo uma morte honrosa digna do Príncipe dos Saiyajins. | |                                                                                 |                                               |
| 238 | "O Pesadelo Retorna!! Majin Boo Está Vivo" Transliteração: "Akumu Futatabi!! Ikiteita Majin Bū" (em japonês: 悪夢ふたたび!! 生きていた魔人ブウ)                                             | Majin Boo Continua Vivo Tudo Recomeça do Zero                                   | 31 de agosto de 1994 23 de julho de 2001      |
| Majin Boo sobrevive a explosão de poder mas Vegeta morre. Babidi diz a Majin Boo para ele destruir a terra, mas antes, matar Piccolo e seus amigos que o estavam atrapalhando. O Kaioshin está vivo e bem fraco e torce para que Gohan que está muito ferido após apanhar de Majin Boo, sobreviva. | |                                                                                 |                                               |
| 239 | "O Esforço de Videl e Amigos! Procurem as Esferas do Dragão" Transliteração: "Bīderu-tachi no Funtō! Sagase Doragon Bōru" (em japonês: ビーデルたちの奮闘! 探せ神龍球)                      | Procurem as Esferas do Dragão Duas Ausências Inexplicadas                       | 7 de setembro de 1994 24 de julho de 2001     |
| Bulma e seus amigos estão tentando reunir as Esferas do Dragão. Eles já tem 6 e falta 1 que eles encontram, juntando as 7 Esferas. Goku acorde e se preocupa por não sentir o Ki de Gohan e Vegeta. | |                                                                                 |                                               |
| 240 | "Enorme Esperança!! A Nova Técnica Especial para as Crianças" Transliteração: "Dekkai Kibō!! Chibitachi no Shin Hissatsu Waza" (em japonês: でっかい希望!! チビたちの新必殺技)              | A Técnica Especial para Goten e Trunks Um Só Desejo                             | 21 de setembro de 1994 25 de julho de 2001    |
| Goten e Trunks ainda estão desmaiados. Bulma invoca Shenlong e Yamcha pede para que ele ressuscite todas as pessoas boas que morreram naquele dia. Goku fala sobre uma técnica chamada fusão e o Sr. Popo tem a ideia de Goku ensiná-la para Goten e Trunks. | |                                                                                 |                                               |
| 241 | "Goten e Trunks - Os Mais Procurados do Mundo" Transliteração: "Goten Torankusu - Zensekai ni Shimei Tehai" (em japonês: 悟天 トランクス 全世界に指名手配)                                  | Goten e Trunks, a Esperança de Salvar o Mundo A Dolorosa Notícia                | 28 de setembro de 1994 26 de julho de 2001    |
| Majin Boo começa a matar as pessoas e transformá-las em doces e a invadir os estabelecimentos para comer todos os doces e tortas que tiverem. Babidi diz que se Goten, Trunks e Piccolo não aparecerem, Majin Boo continuará matando mais e mais pessoas. | |                                                                                 |                                               |
| 242 | "Gohan Revive - A Arma Secreta de Kaioshin!?" Transliteração: "Gohan Fukkatsu - Kaiōshin no Himitsu Heiki!?" (em japonês: 悟飯復活 界王神の秘密兵器!?)                                      | Gohan Revive A Espada Sagrada do Reino dos Deuses                               | 12 de outubro de 1994 27 de julho de 2001     |
| Babidi diz que daqui a 5 dias, Majin Boo destruirá a Terra se Goten, Trunks e Piccolo não aparecerem. Goku vai ensinar a nova técnica chamada fusão a Goten e Trunks. Enquanto isso no planeta sagrado, Kibito cura Gohan, e o Kaioshin quer que Gohan use a Espada Z para derrotar Majin Boo, mas antes ele tem que tirá-la de uma pedra. Nem os Kaioshins foram capazes de tirar essa Espada daquela pedra. | |                                                                                 |                                               |
| 243 | "Removidaaa!! A Lendária Espada Z" Transliteração: "Nuketāa!! Densetsu no Zetto Sōdo" (em japonês: 抜けたァ～!! 伝説のゼットソード)                                                         | A Lendária Espada Z A Lendária Espada Foi Removida                              | 19 de outubro de 1994 30 de julho de 2001     |
| Majin Boo continua matando pessoas e as transformando em doces. Gohan consegue arrancar a Espada Z da rocha em que ela estava. | |                                                                                 |                                               |
| 244 | "O Alvo É a Capital do Oeste! Pare Majin Boo!" Transliteração: "Nerawareta Nishi no Miyako! Tomare Majin Bū!!" (em japonês: 狙われた西の都! 止まれ魔人ブウ!!)                               | Detenha-se Majin Boo A Chantagem Contínua                                       | 2 de Novembro de 1994 31 de julho de 2001     |
| Majin Boo continua destruindo cidades e matando muitas pessoas. Babidi recebe uma informação sobre onde é a casa de Trunks e Goku pede a ele pra ir até sua casa buscar o radar do dragão. Enquanto isso Goku vai até Majin Boo e revela que poderia ultrapassar os poderes de um Super Saiyajin 2. | |                                                                                 |                                               |
| 245 | "Uma Grande Transformação Incrível!! Super Saiyajin 3" Transliteração: "Atto Odoroku Daihenshin!! Sūpā Saiyajin Surī" (em japonês: アッと驚く大変身!! 超サイヤ人3)                          | O Super Saiyajin 3 Um Golpe de Bluff                                            | 9 de Novembro de 1994 1 de agosto de 2001     |
| Incrível, Goku se transforma no Super Saiyajin 3. Ele demonstra um excelente nível de luta, superior até a Majin Boo, mas isso faz com que o tempo que ele pode ficar na Terra diminua e terá pouco tempo para derrotar Boo. | |                                                                                 |                                               |
| 246 | "Adeus Babidi!! A Revolta de Majin Boo" Transliteração: "Bai Bai Babidi!! Majin Bū Hangyaku" (em japonês: バイバイ・バビディ!! 魔人ブウ反逆)                                                | Até Nunca, Babidi Bubu Revolta-se                                               | 16 de Novembro de 1994 2 de agosto de 2001    |
| Goku e Majin Boo protagonizam uma ótima luta e Goku se mostra bem superior, mesmo assim Majin Boo também se mostra bem forte. Cheio das ordens de Babidi, Majin Boo o mata. Trunks acha o radar do dragão. | |                                                                                 |                                               |
| 247 | "Terrivelmente Tosco!? Treinamento pra Pose da Transformação" Transliteração: "Mecha Kakko Warui!? Tokkun Henshin Pōzu" (em japonês: メチャカッコ悪い!? 特訓変身ポーズ)                     | A Técnica da Fusão O Fim da Licença de Son Goku                                 | 23 de Novembro de 1994 3 de agosto de 2001    |
| Gohan treina com a Espada Z no planeta sagrado e Goku ensina a Goten e Trunks sobre a fusão. Goku tem menos de 30 minutos pra ficar na Terra. | |                                                                                 |                                               |
| 248 | "Adeus Pessoal!! Goku Volta ao Outro Mundo" Transliteração: "Jā na Minna!! Gokū Anoyo ni Kaeru" (em japonês: じゃあなみんな!! 悟空あの世に帰る)                                             | Goku Volta Para o Outro Mundo O Tempo das Despedidas                            | 30 de Novembro de 1994 6 de agosto de 2001    |
| Goku está ensinando a técnica da fusão para Trunks e Goten, porém, os dois dizem que só farão se Goku se transformar em Super Saiyajin 3. Goku se transforma, porém, seu tempo na Terra diminui ainda mais. Ele se despede e deixa Piccolo cuidando da continuação do treinamento dos garotos para conseguirem a fusão. Após matar Babidi, Majin Boo constrói uma casa para si e passa a destruir mais lugares ainda, tornando a Terra um caos. | |                                                                                 |                                               |
| 249 | "Onde Está Gohan!? O Treinamento Intensivo no Mundo Kaioshin" Transliteração: "Gohan wa Doko da!? Kaiōshinkai no Mōtokkun" (em japonês: 悟飯はどこだ!? 界王神界の猛特訓)                    | Onde está Gohan? Despedidas e Encontros                                         | 7 de dezembro de 1994 7 de agosto de 2001     |
| Goku descobre que Gohan está vivo e usando a técnica do teletransporte chega até ele e fica vendo seu treinamento com a Espada Z. Majin Boo conhece um garoto e por ele ser cego não o teme ,então Majin Boo o cura e eles ficam amigos. Majin Boo vai embora e continua destruindo cidades por diversão. | |                                                                                 |                                               |
| 250 | "Mentira!? A Espada Z se Quebra" Transliteração: "Uso daro!? Zetto Sōdo ga Orechatta" (em japonês: ウソだろ!? ゼットソードが折れちゃった)                                                   | A Espada Z se Quebra A Espada Partida                                           | 14 de dezembro de 1994 8 de agosto de 2001    |
| Gohan continua com o treinamento e Goku sugere testar a espada mandando uma pedra e Gohan a corta facilmente e então o Kaioshin sugere que usem o aço mais resistente do universo e a espada acaba quebrando sem sequer danificar o aço. Goten e Trunks estão cada vez mais próximos de conseguir a fusão e aparece um novo senhor no Mundo Kaioshin, o Velho Kaioshin de 15 gerações. | |                                                                                 |                                               |
| 251 | "Nasce o Guerreiro da Fusão!! Seu Nome É Gotenks" Transliteração: "Gattai Chōjin Tanjō!! Sono Na wa Gotenkusu" (em japonês: 合体超人誕生!! その名はゴテンクス)                              | Nasce um Novo Guerreiro! Seu Nome É Gotenks Pecado do Orgulho                   | 21 de dezembro de 1994 9 de agosto de 2001    |
| Após várias tentativas eles conseguem a fusão e surge um novo guerreiro: Gotenks. Eles vão enfrentar Majin Boo, mesmo Piccolo dizendo que eles não tem chance e levam uma surra de Majin Boo, que mata a guarda nacional. No Mundo Kaioshin, o Velho Kaioshin ensina uma técnica para liberar os poderes ocultos de Gohan, fazendo com que assim ele vença Majin Boo. | |                                                                                 |                                               |
| 252 | "Engatilhada a Última Arma!? Satan Vai Salvar a Terra" Transliteração: "Saishū Heiki Shidō!? Satan wa Chikyū o Sukū" (em japonês: 最終兵器始動!? サタンは地球を救う)                        | O Mr. Satan Salva a Terra O Ancião dos Deuses                                   | 11 de janeiro de 1995 10 de agosto de 2001    |
| Mr. Satan vai até a casa que Majin Boo construiu e para não ser morto transformado em doce, levou uma caixa de chocolates e um joguinho pra Majin Boo. Gohan continua com o treinamento estranho do Velho Kaioshin para aumentar a força. | |                                                                                 |                                               |
| 253 | "Parei de Matar!! Majin Boo se Torna um Bom Menino" Transliteração: "Korosu no Yameta!! Majin Bū Yoi Ko Sengen" (em japonês: 殺すのやめた!! 魔人ブウよい子宣言)                             | Majin Boo Deixa de Matar as Pessoas O Monstro e o Cachorro                      | 25 de janeiro de 1995 13 de agosto de 2001    |
| Majin Boo vê um cachorrinho que está machucado, o leva pra casa e o cura pra ele ter medo dele, para matá-lo. Mas o cachorro gosta dele e ele fica muito feliz, como ele e Mr. Satan ficam amigos e ele resolve parar de destruir a Terra. Um atirador atira no cachorro. | |                                                                                 |                                               |
| 254 | "Fuja Satan!! A Fúria de Majin Boo Aparece" Transliteração: "Nigero Satan!! Ikari no Majin Bū Shutsugen" (em japonês: 逃げろサタン!! 怒りの魔人ブウ出現)                                    | A Fúria de Majin Boo Mas Que Calma                                              | 1 de fevereiro de 1995 14 de agosto de 2001   |
| Mr. Satan dá uma surra no atirador e em seu amigo e Majin Boo cura o cachorro antes que ele morra. O homem volta e atira em Mr. Satan, Majin Boo percebe que ele ainda está vivo, mas fica furioso e manda ele ir embora com o cachorro. Uma estranha fumaça sai de Majin Boo formando um outro Majin Boo, que mata o atirador. | |                                                                                 |                                               |
| 255 | "Quem Vai Ganhar!? O Confronto Entre Boo Bom e Boo Mau" Transliteração: "Dotchi ga Katsu no!? Zen'aku Bū Bū Taiketsu" (em japonês: どっちが勝つの!? 善悪ブウブウ対決)                       | Qual dos Dois Vencerá? Três Bubus Diferentes                                    | 8 de fevereiro de 1995 15 de agosto de 2001   |
| O Majin Boo gordo perde a maior parte dos poderes na separação, que fica com o Majin Boo magro. Eles lutam e o Majin Boo magro vence, se transformando num novo e mais forte Majin Boo: Super Boo. | |                                                                                 |                                               |
| 256 | "Catástrofe Sem Espera!! A Humanidade É Exterminada da Terra" Transliteração: "Matta nashi no Hakyoku!! Chikyū Jinrui Zetsumetsu" (em japonês: 待ったなしの破局!! 地球人類絶滅)             | O Fim da Raça Humana Uma Visita Inesperada                                      | 15 de fevereiro de 1995 16 de agosto de 2001  |
| O Super Boo mata todos que estão na Terra, só poupa a vida de Mr. Satan e vai até o templo de Kami-Sama lutar com Goten e Trunks. Piccolo pede a ele que espere por uma hora até eles estarem prontos, mas ele não quer, então Videl se intromete e antes que ele a mate Piccolo diz que ela é filha de Mr. Satan, ele a poupa e concorda em esperar uma hora. | |                                                                                 |                                               |
| 257 | "O Sucesso do Treinamento Especial!! Este É o Fim de Majin Boo" Transliteração: "Tokkun Seikō!! Kore de Owari da Majin Bū" (em japonês: 特訓成功!! これで終りだ魔人ブウ)                    | O Treinamento È um Perfeito Sucesso Os Últimos Segundos do Prazo                | 22 de fevereiro de 1995 17 de agosto de 2001  |
| Após 30 minutos, Super Boo se irrita e exige que Trunks e Goten lutem com ele. Piccolo o leva até a sala do tempo e eles fazem a fusão. Mesmo estando mais fortes, o poder deles não chega nem perto do de Majin Boo. | |                                                                                 |                                               |
| 258 | "Partindo pra Cima!! O Poder Total do Super Gotenks" Transliteração: "Honki de Iku ze!! Sūpā Gotenkusu Zenkai" (em japonês: 本気で行くぜ!! 超ゴテンクス全開)                                | O Poder de Super Gotenks Uma Táctica Esquisita                                  | 1 de março de 1995 20 de agosto de 2001       |
| Gotenks começa a lutar e vai apanhando de Majin Boo, após se transformar em Super Saiyajin a luta fica um pouco mais equilibrada, mas Majin Boo segue em vantagem. Ele usa uma no técnica que pode acabar com Majin Boo: a técnica dos Fantasmas. | |                                                                                 |                                               |
| 259 | "Conseguimos!! Derrotamos Boo com os Fantasmas!?" Transliteração: "Yatta ze!! Obake de Seikō Bū Taiji!?" (em japonês: やったぜ!! オバケで成功ブウ退治!?)                                    | A Técnica dos Fantasmas Os Super Fantasmas Kamikaze                             | 8 de março de 1995 21 de agosto de 2001       |
| Gotenks falha com a nova técnica e após Piccolo ver que não há como o Gotenks SSJ vencer, destrói a saída para que eles fiquem presos e Majin Boo não possa retornar ao mundo exterior e nem destruir mais nada nem ninguém. | |                                                                                 |                                               |
| 260 | "Fuja da Outra Dimensão!! Super Gotenks 3" Transliteração: "Ijigen kara no Dasshutsu!! Sūpā Gotenkusu Surī" (em japonês: 異次元からの脱出!! 超ゴテンクス3)                                  | Super Gotenks 3 A Porta Entre as Duas Dimensões                                 | 15 de março de 1995 22 de agosto de 2001      |
| Quando Majin Boo percebe que não pode sair fica furioso e grita com todo o seu poder abrindo uma janela que permite a sua saída e mata todos no templo sagrado transformando todos em chocolate. Gotenks se transforma em SSJ 3 e também consegue criar uma janela para o mundo exterior e ele e Piccolo conseguem sair porém eles percebem que Majin Boo já matou todos. | |                                                                                 |                                               |
| 261 | "Extrapolando!? O Voleyball de Boo Boo" Transliteração: "Norisugi!? Bū Bū Barēbōru" (em japonês: ノリすぎ!? ブウブウバレーボール)                                                           | O Voleibol de Majin Boo Uma Partida de Volley que Corre Mal                     | 22 de março de 1995 23 de agosto de 2001      |
| Gotenks SSJ 3 e Super Boo fazem uma luta equilibrada. Goku, Velho Kaioshin e Kibitoshin assistem a luta pela bola de cristal no planeta sagrado e Gotenks SSJ3 está na vantagem. | |                                                                                 |                                               |
| 262 | "Simplesmente Incrível!! O Novo Gohan Volta para a Terra" Transliteração: "Masa ni Gurēto!! Shinsei Gohan Chikyū e" (em japonês: まさにグレート!! 新生悟飯地球へ)                           | Gohan Volta para a Terra O Choque de Titãs                                      | 26 de abril de 1995 24 de agosto de 2001      |
| Gotenks SSJ 3 irritou Majin Boo, pois estava vencendo-o. Quando ia dar o golpe final a transformação do Super Saiyajin 3 acabou. Eles continuaram lutando e a fusão também terminou. Gohan termina o treinamento e vai ajudá-los. | |                                                                                 |                                               |
| 263 | "Boo Dominado!! O poder Milagroso de Gohan" Transliteração: "Bū o Attō!! Gohan no Mirakuru Pawā" (em japonês: ブウを圧倒!! 悟飯のミラクルパワー)                                            | O Poder Milagroso de Gohan A Luz da Esperança                                   | 3 de Maio de 1995 27 de agosto de 2001        |
| Gohan chega e Piccolo nota que ele ficou mais forte, mas não acha que ele possa vencer. Gohan ficou com um poder incrível e bate facilmente em Majin Boo. | |                                                                                 |                                               |
| 264 | "Gonseguiu!? A Grande Explosão de Majin Boo" Transliteração: "Yatta ka!? Majin Bū Daibakuhatsu" (em japonês: やったか!? 魔人ブウ大爆発)                                                     | A Grande Explosão de Majin-Boo A Misteriosa Reaparição de Dende                 | 17 de Maio de 1995 28 de agosto de 2001       |
| Gohan bate em Majin Boo, que vendo que não pode vencê-lo se destrói voltando depois sem aparentar nenhuma mudança e quer lutar com Gotenks antes de lutar com Gohan. Descobre-se que Mr. Satan e Dende estão vivos e com Dende vivo as esferas do dragão continuam a existir. | |                                                                                 |                                               |
| 265 | "O Pior Feito de Boo!! Gotenks É Absorvido!?" Transliteração: "Bū Saiaku no Hansoku!! Gotenkusu Kyūshū!?" (em japonês: ブウ最悪の反則!! ゴテンクス吸収!?)                                   | Gotenks É Absorvido Um Erro Fatal                                               | 24 de Maio de 1995 29 de agosto de 2001       |
| Majin Boo absorve Gotenks 3 e Piccolo, ficando muito mais forte que Gohan. Enquanto isso no templo sagrado, Goku e os Kaioshins veem a luta e não acreditam que Majin Boo tenha ficado tão forte. | |                                                                                 |                                               |
| 266 | "Para Todo o Universo... Reviva Son Goku" Transliteração: "Zen'uchū no Tame ni... Yomigaere Son Gokū" (em japonês: 全宇宙のために… よみがえれ孫悟空)                                        | Goku Volta à Terra O Regresso à Vida                                            | 31 de Maio de 1995 30 de agosto de 2001       |
| Gohan está sendo espancado por Majin Boo, e o Velho Kaioshin dá sua vida para Goku voltar a Terra e lhe dá uns brincos, para que ele faça a fusão com Gohan. O Senhor Enma Daioh manda Vegeta de volta para Terra pra impedir que Majin Boo mate todos e destrua toda a galáxia. | |                                                                                 |                                               |
| 267 | "Milagres Só Acontecem Uma Vez... A Super Fusão com Gohan" Transliteração: "Kiseki wa Ichido... Naru ka Gohan to no Chōgattai" (em japonês: 奇跡は一度… なるか悟飯との超合体)               | Acontece Outro Milagre Os Brincos Mágicos                                       | 7 de junho de 1995 31 de agosto de 2001       |
| Tenshinhan chega para lutar e logo vê que não pode ajudar em nada. Majin Boo resolve explodir a terra, Goku chega na hora e o impede, mas antes que ele faça a fusão com Gohan, mas Majin Boo o absorve, ficando assim, muito poderoso. | |                                                                                 |                                               |
| 268 | "Fusão!! O Orgulho de Vegeta e a Raiva de Goku" Transliteração: "Gattai!! Bejīta no Hokori to Gokū no Ikari" (em japonês: 合体!! ベジータの誇りと悟空の怒り)                                | O Orgulho de Vegeta e a Fúria de Goku O Rancor de Vegeta                        | 28 de junho de 1995 3 de setembro de 2001     |
| Vegeta chega a terra e Goku resolve se fundir a ele, mas ele não aceita pois Goku não usou o Super Saiyajin 3 quando lutou com ele. Então Goku diz a ele que Majin Boo acabou com todos os amigos e familiares deles e Vegeta e Goku se fundem. | |                                                                                 |                                               |
| 269 | "Poder Magnífico!! Vegetto Supera os Limites" Transliteração: "Sōzetsu Pawā!! Kyūkyoku wo Koeru Bejitto" (em japonês: 壮絶パワー!! 究極を越えるベジット)                                    | O Poder do Grande Vegetto O Nascimento de um Novo herói                         | 5 de julho de 1995 4 de setembro de 2001      |
| Após a fusão nasce um novo guerreiro que luta no mesmo nivel de Majin Boo, seu nome é Vegetto. Majin Boo lança uma enorme quantidade de poder para destruir a terra e Vegetto consegue mandar o poder de volta. Essa será uma grande luta. | |                                                                                 |                                               |
| 270 | "Fissura em Outra Dimensão!! Boo É Cortado!?" Transliteração: "Jigen ni Kiretsu!! Bū ga Kirechatta!?" (em japonês: 次元に亀裂!! ブウがキレちゃった!?)                                       | Majin Boo É Perturbado O Perigo Continua                                        | 12 de julho de 1995 5 de setembro de 2001     |
| Vegetto dá uma surra em Majin Boo e debocha dos seus poderes. Os Kaioshins não entendem por que Vegetto está brincando tanto e ainda não destruiu Majin Boo. O poder de Vegetto é extraordinário. | |                                                                                 |                                               |
| 271 | "O Ás na Manga de Boo!! Vou Te Transformar em Doce" Transliteração: "Bū no Oku no Te!! Amedama ni Natchae" (em japonês: ブウの奥の手!! アメ玉になっちゃえ)                                  | Transforme-se em Um Doce A Estranha Atitude de Vegeku                           | 19 de julho de 1995 6 de setembro de 2001     |
| Majin Boo insistia em tentar atacar Vegetto, e ele só desviava, ou defendia, e depois batia mais em Majin Boo. Vegetto segurou Boo pela antena e espancou ele, mas depois Majin Boo enrolou seu corpo em Vegetto, deixando-o preso. Vegetto fez uma força, e explodiu Majin Boo em vários pedaços. Os pedaços se juntaram, mas a antena ficou na mão de Vegetto, e Vegetto a destruiu. Mesmo assim Majin Boo fez crescer outra antena, e depois ele usou a técnica dos fantasmas Kamikazes de Gotenks. Ele soltou vários fantasmas e mandou eles atacarem Vegetto, os fantasmas foram, mas Vegetto destruiu todos antes deles chegarem perto. Majin Boo soltou mais fantasmas, e eles foram atacar de novo, mas desta vez, os fantasmas chegaram perto de Vegetto e começaram a fazer um Kamehameha. Majin Boo não só roubou a técnica de Gotenks como também a melhorou. Vegetto fugiu dos Kamehamehas, mas ele ficou preso entre vários fantasmas. Eles soltaram um Masenko em Vegetto, e Vegetto ficou preso num buraco cheio de fantasmas. Vegetto usou o teletransporte e conseguiu ir parar atrás de Majin Boo, e os fantasmas se destruiram no buraco. Vegetto atacou por trás e destruiu o corpo de Majin Boo de novo, mas ele se regenerou de novo. Enquanto isso em outra parte do mundo dos mortos, Videl, Chi-Chi, Bulma e Dabura (o rei do mal, que tinha se tornado bonzinho por causa do Sr. Enma Daio) estavam procurando Gohan, mas não o encontravam em nenhum lugar. Majin Boo falou para Vegetto chegar mais perto, ele chegou, e então Majin Boo usou os poderes de sua antena e transformou Vegetto em uma balinha de chocolate! Majin Boo começou a comemorar, enquanto Dende, Mr. Satan, e os Kaioshins ficavam desesperados com a burrice que Vegetto tinha feito. | |                                                                                 |                                               |
| 272 | "Herói Derrotado!? Vegetto É Absorvido" Transliteração: "Hīrō Sōshitsu!? Kyūshūsareta Bejitto" (em japonês: ヒーロー喪失!? 吸収されたベジット)                                              | Vegetto É Absorvido Um Erro que Pode Sair Caro                                  | 26 de julho de 1995 7 de setembro de 2001     |
| Majin Boo pegou a bala de chocolate com a mão e foi comê-la. Mas de repente a mão de Majin Boo socou a cara dele. Então a bala começou a falar com Majin Boo, era Vegetto que ainda estava vivo dentro da bala. Vegetto começou a atacar Majin Boo e conseguiu machucá-lo, mesmo sendo apenas uma bala de chocolate. Todos que assistiam a luta no mundo dos mortos ficaram supresos com aquilo. A bala deu tanta porrada em Boo, que ele foi forçado a usar seus poderes e transformar a bala em Vegetto de novo. Majin Boo ficou bravo de novo e começou a tentar atacar Vegetto. Ele não conseguiu nada, e Vegetto bateu um pouco mais, e destruiu o corpo de Majin Boo mais algumas vezes. Vegetto se cansou e quis acabar logo com Boo, e começou a pensar numa maneira de fazer isso. Boo percebeu uma parte da sua antena no chão, e ele conseguiu controlá-la, e deixar ela perto de Vegetto. Vegetto estava distraído pensando em uma maneira de acabar com Majin Boo, e Majin Boo aproveitou para jogar o pedaço da antena sobre Vegetto, e depois levar para seu corpo. Majin Boo absorveu Vegetto, mais uma vez, O Sr. Enma Daio e a Vovó Uranai, os Kaioshins, Dende e Mr. Satan, todos que assistiam a luta ficaram sem esperanças. | |                                                                                 |                                               |
| 273 | "Labirinto Demoníaco!! O Que Há na Barriga de Boo!?" Transliteração: "Ma no Meikyū!! Bū no Onaka ni Nani ga Aru!?" (em japonês: 魔の迷宮!! ブウの腹に何がある!?)                            | O Que Tem no Estômago de Majin Boo? Um Estranho Labirinto                       | 2 de agosto de 1995 10 de setembro de 2001    |
| Majin Boo ficou muito feliz depois de absorver Vegetto, e saiu voando pelo mundo destruindo várias coisas, só para comemorar. O Velho Kaioshin disse que ainda não estava tudo perdido, porque Vegetto ainda estava vivo dentro de Majin Boo. E estava mesmo, Vegetto estava dentro do corpo de Majin Boo, e com um campo de energia em volta. Ele percebeu que estava tudo normal, e que poderia ficar bem dentro de Majin Boo, e então tirou o campo de energia. Por causa disso a fusão acabou, e Vegetto voltou a ser Goku e Vegeta de novo. Eles não poderiam ficar fundidos dentro do corpo de Majin Boo. Então Vegeta tirou o seu brinco Potara e o quebrou. Goku ficou bravo, porque eles teriam que lutar de novo com Majin Boo, e não poderiam se fundir mais, mas Vegeta não queria se fundir com Goku de jeito nenhum. Goku também quebrou seu brinco, já que ele não serviria pra nada sem o de Vegeta. Os dois agora iam procurar pelos outros que estavam dentro de Majin Boo, eles deveriam estar vivos também, já que Goku e Vegeta estavam. Os dois saíram andando pelo corpo de Majin Boo, caíram dentro de uma gosma, e depois foram parar num lugar cheio de ácido. Eles conseguiram escapar, mas depois caíram em outra poça de ácido, Vegeta usou o seu Ki, e Majin Boo sentiu uma dor na barriga. Vegeta e Goku estavam conseguindo se virar bem dentro do corpo, apesar de tudo, até que um monte de bolinhas de ácido começaram a atacá-los, eram muitas mesmo, Goku e Vegeta atacavam as bolinhas para não serem atingidos, mas Goku se distraiu e um monte delas grudaram nele, deixando-o preso. Neste momento apareceu uma espécie de lombriga gigante dentro do corpo de Majin Boo, pronta para atacar Goku e Vegeta. | |                                                                                 |                                               |
| 274 | "Pesadelo ou Ilusão!? O Confronto de Pai e Filho de Goku e Gohan" Transliteração: "Akumu ka Maboroshi ka!? Gokū to Gohan no Oyako Taiketsu" (em japonês: 悪夢か幻か!? 悟空と悟飯の親子対決) | A Luta Entre Pais e Filhos Cuidado com as Miragens                              | 9 de agosto de 1995 11 de setembro de 2001    |
| A lombriga estava prestes a comer Goku quando ele soltou seu Ki e se livrou das bolinhas de ácido, aproveitando para matar a lombriga. Depois, a família toda da lombriga foi até lá, Vegeta tentou atacá-las, mas não conseguiu causar danos a elas. As lombrigas se ofereceram para ajudar Goku e Vegeta, mas enquanto eles conversavam com as lombrigas, Majin Boo teve uma tremenda dor de barriga e foi ao banheiro. Um monte de água passou pelo lugar onde estavam Goku e Vegeta, e as lombrigas foram levadas para fora. Goku e Vegeta conseguiram se segurar lá dentro. Dende e Mr. Satan estavam olhando Majin Boo no banheiro, quando Majin Boo soltou um pum fedorento que fez eles desmaiarem. Majin Boo terminou de fazer suas necessidades, e Goku e Vegeta resolveram se separar para procurar os outros. Goku encontrou Gohan, e Vegeta encontrou Goten e Trunks, que se fundiram formando Gotenks SSJ 3. Gohan não estava normal, e começou a atacar Goku. Super Gotenks 3 começou a atacar Vegeta, e Piccolo apareceu para ataca-lo também. Goku e Vegeta tiveram problemas, mas conseguiram vencer. Porém Gohan, Super Gotenks 3 e Piccolo se regeneraram e voltaram à lutar. Goku e Gohan soltaram Kamehamehas que destruíram uma parte de Majin Boo, e eles viram Vegeta, Super Gotenks 3 e Piccolo. Vegeta e Goku se juntaram para lutar, mas Majin Boo encontrou uma loja de doces e foi comer, e então Piccolo, Super Gotenks 3 e Gohan se transformaram em doces. Goku e Vegeta não entendiam oque estava acontecendo e foram procurar os amigos de novo. Vegeta encontrou Piccolo dentro de um casulo, Goku foi lá e encontrou Gohan, Goten e Trunks em outros casulos também. Aqueles eram os verdadeiros, os que estavam lutando eram só as lembranças de Majin Boo, pois Goku e Vegeta estavam dentro do Cérebro de Majin Boo.                                                     | |                                                                                 |                                               |
| 275 | "O Segredo de Majin!! Dois Boo Dentro do Boo" Transliteração: "Majin no Himitsu!! Bū no Naka ni Futari no Bū" (em japonês: 魔人の秘密!! ブウの中に2人のブウ)                                | O Segredo de Majin Boo O Monstro de Duas Cabeças                                | 16 de agosto de 1995 12 de setembro de 2001   |
| Majin Boo continuava andando pelas cidades e comendo doces. Goku e Vegeta começaram a soltar Gohan, Goten, Trunks e Piccolo, e a cada um que eles conseguiam soltar, Majin Boo perdia energia e se destransformava um pouco. Depois de soltar todos, Majin Boo ficou na forma em que ele estava depois de se dividir e absorver o Majin Boo gordo. Goku e Vegeta encontraram o próprio Majin Boo do bem dentro de Majin Boo e ficaram discutindo pra ver se eles deveriam soltá-lo ou não. Os outros que estavam soltos, ainda não estavam conscientes. Os Kaioshins comemoravam a vitória de Goku e Vegeta, já que eles soltaram todo mundo e Majin Boo ficou mais fraco. Mas Majin Boo fez crescer um outro Majin Boo dentro dele, do tamanho de Goku e Vegeta para lutar com eles. Goku e Vegeta apanharam bastante daquele Majin Boo, mas no final eles uniram as forças e conseguiram destruí-lo. Majin Boo então fez crescer outro Majin Boo, e mais um monte de outros, que ficavam indo e voltando dentro do corpo dele, e Goku e Vegeta não sabiam o que fazer. Vegeta ficou nervoso começou a destruir tudo, e ele quase destruiu o casulo onde estavam Gohan e os outros. Goku mirou em um dos Majin Boos e soltou um Kamehameha enorme, que fez um buraco na barriga do Majin Boo verdadeiro. O Majin Boo verdadeiro enfiou a cabeça no buraco, e depois o braço, e ele começou a atacar Vegeta e Goku. Logo os dois estavam vencidos, e uma gosma começou a cobrir o corpo de Vegeta. | |                                                                                 |                                               |
| 276 | "Onde Fica a Saída!? Fujindo do Boo em Colapso" Transliteração: "Deguchi wa Doko Da!? Kuzureru Bū kara Dasshutsu" (em japonês: 出口はどこだ!? 崩れるブウから脱出)                           | Onde Fica a Saída? A Saída de Emergência                                        | 23 de agosto de 1995 13 de setembro de 2001   |
| Goku correu e conseguiu salvar Vegeta, mas os dois estavam dentro do corpo de Majin Boo, e não tinham chance contra ele. Majin Boo começou a atacar Goku, e logo Goku ficou sem forças para lutar, e quando Majin Boo ia dar o golpe final em Goku, Vegeta viu o casulo onde estava preso o Boo do bem, e foi até lá. Vegeta ameaçou de soltar o casulo, e Majin Boo ficou desesperado, porque se Vegeta soltasse o casulo ele iria perder os poderes do Boo Gordo que ele tinha absorvido, e voltaria a uma forma anterior mais fraca. Majin Boo tentou impedir mas Vegeta tirou o casulo e Majin Boo começou a sentir dor e perder a força. Vegeta e Goku aproveitaram para tentar escapar. Eles pegaram os casulos com Gohan, Piccolo, Goten e Trunks, e saíram voando procurando a saída. Boo estava estranho, soltando fumaça pela cabeça, e a fumaça era extremamente quente, Vegeta e Goku não estavam aguentando, até que Goku lembrou que Boo soltava aquela fumaça por buraquinhos na cabeça, e Goku resolveu usar os buraquinhos para sair. Ele e Vegeta conseguiram sair, e voltaram ao tamanho normal. Gohan, Piccolo, Trunks e Goten também voltaram ao tamanho, normal, mas estavam desmaiados. Boo continuava se contorcendo, e Vegeta percebeu que o poder dele estava aumentando ao invés de diminuir. Goku também percebeu, e eles foram ver, Boo estava se transformando de novo! Ele ficou bem maior, e depois começou a encolher até ficar bem pequeno, com uma antena pequena na cabeça. Goku olhou e achou que seria mais fácil derrotá-lo, mas o Kaioshin ficou desesperado quando viu Boo transformar, ele disse que aquele era o Majin Boo original, que era incrivelmente mais forte. | |                                                                                 |                                               |
| 277 | "A Terra Desaparece!! A Transformação Reversa para o Boo Maligno" Transliteração: "Chikyū Shōmetsu!! Bū Jaaku e no Gyakuhenshin" (em japonês: 地球消滅!! ブウ邪悪への逆変身)                | A Terra Desaparece Próxima Vítima: o Planeta Terra                              | 6 de setembro de 1995 17 de setembro de 2001  |
| O Velho Kaioshin explicou para o Kaioshin o que estava acontecendo: há milhões de anos, quando os humanos começaram a andar sobre duas pernas na Terra, os 4 Kaioshins viviam em paz no planeta deles, até que Bibidi criou Majin Boo (na aparência pequena com que ele estava agora), e saiu destruindo tudo junto com ele. Bibidi e Majin Boo chegaram no planeta dos Kaioshins, e Boo matou dois Kaioshins facilmente, o do Norte e o do Oeste, e depois ele absorveu o Kaioshin do Sul, que era o mais forte. O único Kaioshin que sobrou é o que estava contando a história agora. Boo ficou bem mais forte depois de absorver o Kaioshin do Sul, e foi matar o Kaioshin do Leste, que nós conhecemos, que era o mais fraco. O Dai Kaioshin apareceu para salvar o Kaioshin do Leste e ficou na frente de Boo, e depois o atacou. O ataque não fez efeito e Majin Boo envolveu o corpo do Dai Kaioshin e o absorveu, o Dai Kaioshin era gordo e bondoso e essas características foram passadas a Majin Boo, embora ele não tenha ficado tão bondoso assim, e Dai Kaioshin deu uma controlada no poder de Majin Boo. Agora Majin Boo tinha voltado para sua forma normal, ou seja, mais forte e mais mal. Ele saiu voando pela Terra, e Goku e Vegeta foram levar os outros para um lugar seguro, porém não deu certo, Majin Boo jogou uma bola de energia enorme neles, e Goku não teve tempo de se teleportar, ele e Vegeta tentaram escapar, mas não conseguiram, até que o Kaioshin se teleportou para lá e conseguiu se teleportar de volta com Goku, Vegeta, Mr. Satan e Dende. Com o impacto do ataque de Boo, a Terra foi destruída, e Gohan, Piccolo, Trunks e Goten foram mortos. | |                                                                                 |                                               |
| 278 | "O Ataque de Boo!! A Conclusão no Planeta Kaioshin" Transliteração: "Bū Raishū!! Kaiōshinkai de Ketchaku da" (em japonês: ブウ来襲!! 界王神界で決着だ)                                      | O Ataque de Majin Boo A Tragédia Continua                                       | 13 de setembro de 1995 18 de setembro de 2001 |
| Até mesmo Majin Boo ficou em pedaços depois de destruir a Terra, mas ele se reconstruiu, e foi se teleportando para outros planetas e destruindo-os, procurando Goku e Vegeta. O pior de a Terra ser destruída é que eles não poderiam mais usar as Esferas do Dragão para fazer tudo voltar ao normal de novo, mas Dende deu a ideia deles usarem as Esferas de Namekusei. O Velho Kaioshin falou que eles não poderiam usar porque as esferas eram de Namekusei e não deveriam ser usadas para realizar desejos de outros planetas, mas Goku convenceu o Kaioshin antigo e deixar eles usarem em troca de algumas fotos da Bulma pelada. Vegeta ficou furioso porque Goku ia dar fotos da mulher dele pelada, e Vegeta falou para Goku dar fotos da Chi-Chi, mas Goku falou que a Bulma era mais bonita. Enquanto isso Yamcha e Kuririn treinavam no planeta do Grande Sr. Kaioh, e de repente, Majin Boo apareceu por lá. Todos ficaram desesperados. Paikuhan foi tirar com a cara de Boo, daí Boo ficou irado e começou a destruir tudo e bater em todo mundo. Kuririn e Yamcha tentaram ajudar mas não conseguiram fazer nada, Majin Boo começou a fazer uma bola enorme para atacar neles. Enquanto isso, o Kaioshin deu os brincos para Goku e Vegeta se fusionarem de novo, e então eles poderiam vencer Boo facilmente. Goku disse que não seria preciso, ele iria vencer Boo sozinho. Vegeta concordou e quebrou o brinco, Goku fez o mesmo. O Kaioshin antigo ficou bravo com os dois porque eles estavam brincando com coisa séria, Goku e Vegeta começaram a aumentar seus Ki para chamar a atenção de Majin Boo. Majin Boo estava quase atacando a bola em Kuririn e Yamcha, quando ele sentiu Goku e Vegeta e foi direto pra lá. Agora a luta ia começar. | |                                                                                 |                                               |
| 279 | "Aproveite o Futuro!! A Grande Batalha que Aposta o Universo" Transliteração: "Mirai wo Tsukame!! Uchū o Kaketa Daikessen" (em japonês: 未来をつかめ!! 宇宙をかけた大決戦)                  | Uma Luta Para o Futuro A Ameaça que Paira no Outro Mundo                        | 20 de setembro de 1995 19 de setembro de 2001 |
| Majin Boo começou a rir da cara dos que estavam no planeta dos Kaioshins. O Kaioshin se teleportou, junto com o Velho Kaioshin e Dende para outro planeta, para eles não se ferirem na luta. Ele esqueceu Mr. Satan lá. Goku e Vegeta tiraram na sorte e decidiram que Goku ia lutar primeiro. Goku disse a Vegeta que ele poderia ter derrotado o Majin Boo gordo quando estava na Terra, estando SSJ 3, mas ele quis deixar Goten e Trunks lutarem. Boo começou a bater no peito e gritar, e um monte de fumaça começou a aparecer em volta dele. Goku começou a atacar, e Boo foi tomando porrada, mas não sentia nada. Goku destruiu o corpo de Boo com um ataque rápido, mas Boo se reconstruiu. Majin Boo começou a atacar Goku e o prendeu em sua antena, depois ficou girando e jogou ele embaixo de um monte de pedras. Majin Boo começou a comemorar, mas Goku destruiu todas as pedras e voltou a lutar, Boo fez uma enorme bola de energia e jogou em Goku. Goku desviou, mas o bola deu a volta no planeta dos Kaioshins e voltou até Goku, Goku desviou de novo, e a bola explodiu no chão. Goku já estava furioso com Majin Boo por ele ter matado todas as pessoas da Terra, e ficar agindo como um idiota, então Goku resolveu começar a lutar sério, e ele virou SSJ 3. Todo o tempo que ele esteve lutando foi para avaliar a força de Majin Boo, e como ele lutava, agora Goku já sabia tudo e iria lutar com todas as forças. | |                                                                                 |                                               |
| 280 | "Vegeta Desprotegido!! Goku, Você É o Nº 1" Transliteração: "Bejīta Datsubō!! Gokū Omae ga Nanbā Wan da" (em japonês: ベジータ脱帽!! 悟空おまえがNo.1だ)                                    | Goku, Você É o Melhor Son Goku Arrisca Tudo                                     | 18 de outubro de 1995 20 de setembro de 2001  |
| Goku tinha virado SSJ 3, mas nem isso assustou Boo. No inferno, Cell, Freeza, Cold, Dr. Gero, Babidi e outros vilões, além dos ogros, assistiam a luta. Os vilões torciam para Majin Boo, mas Babidi torcia para Goku, porque Majin Boo tinha o matado. Goku e Majin Boo começaram a lutar de novo, de igual pra igual. Goku atacou e destruiu o corpo de Boo mais uma vez, mas ele se regenerou de novo. Majin Boo se enrolou como uma bola e começou a bater em Goku, até deixá-lo enterrado no chão. Goku se levantou, e ele já não tinha muita energia restando. Goku soltou um Kamehameha em Boo que o fez em pedaços, mas todos os pedaços formaram novos Boos, e todos eles começaram a atacar Goku. Goku tentou se defender mas não tinha mais energia, ele voltou ao normal e caiu no chão. Vegeta foi ajudar, e lutou contra Majin Boo, porém ele não pôde fazer nada, e só apanhou. Quando Boo ia matar Vegeta, Goku recuperou as energias e chutou Boo longe, salvando Vegeta. Goku disse que Boo era muito forte, o oponente mais forte que ele já tinha visto, mas que ele não iria desistir nunca. Goku virou SSJ 3 e voltou a lutar com Majin Boo. Vegeta ficou assistindo, e disse que Goku era o melhor. Vegeta disse que ele não podia fazer nada contra Majin Boo, só Goku poderia vencê-lo. Depois Vegeta começou a lembrar de todos os momnetos que ele viu Goku lutando, desde quando ele foi até a Terra, e Vegeta disse que Goku sempre foi mais forte, e ele só vivia para ultrapassar os poderes de Goku. Mas Goku pensava diferente, ele lutava pelos seus amigos, por isso não fazia questão de matar seus inimigos, ele só os vencia para proteger a todos. Vegeta não, ele lutava por seu orgulho, para ser mais forte e não se importava com o sentimento de ninguém. Mas agora Vegeta tinha mudado, e se importava com Trunks e Bulma, mas mesmo assim era mais fraco que Goku. | |                                                                                 |                                               |
| 281 | "Resista Vegeta!! Arricando a Vida por 1 Minuto" Transliteração: "Taenuke Bejīta!! Inochigake no Ippunkan" (em japonês: 耐え抜けベジータ!! 命がけの1分間)                                   | Resista, Vegeta O Minuto da Verdade                                             | 1 de Novembro de 1995 21 de setembro de 2001  |
| Goku e Majin Boo continuavam lutando, e Boo estava brincando com Goku, por mais que Goku tentasse, seus ataques não faziam muito efeito em Boo, porque ele sempre reconstruía seu corpo. E os ataques de Boo feriam Goku, e o deixavam mais cansado ainda. Eles lutaram dentro de uma caverna, e depois voltaram para cima, e Vegeta falou com Goku, ele disse que Boo era mais forte que eles dois, mas que se Goku usasse todo seu poder ele conseguiria vencer, Vegeta falou para Goku não se importar com ele e usar todo o seu poder, mas Goku falou que estava tentando, mas ele precisava de um tempo para carregar toda a energia. Então Vegeta disse que ia lutar com Boo até Goku ficar pronto. Goku falou que se Vegeta morresse de novo ele iria desaparecer para sempre do mundo dos mortos. Vegeta não se importou, virou SSJ 2 e foi lutar. Ele começou a atirar milhares de ataques em Boo, enquanto Goku carregava sua energia. Majin Boo se reconstruiu atrás de Vegeta e começou a atacá-lo. Boo espancou Vegeta, e no final Vegeta ficou estirado no chão. Goku ainda não estava pronto, e Boo foi atrás dele, mas Vegeta se levantou e tentou impedir Boo. Vegeta só apanhou mais, até Majin Boo atacar ele e deixá-lo quase morto num buraco. Mas Vegeta levantou, e começou a provocar Boo e a falar que ele era o príncipe dos Saiyajins, Boo ficou bravo e correu até Vegeta, que soltou um ataque Big Bang. Majin Boo desviou, e bateu mais em Vegeta. Goku já deveria ter carregado todo o seu poder, mas ele não estava conseguido. | |                                                                                 |                                               |
| 282 | "Não Machuque Satan!! O Boo Original Revive" Transliteração: "Satan o Ijimeru na!! Ganso Bū Fukkatsu" (em japonês: サタンをいじめるな!! 元祖ブウ復活)                                       | Não Machuque Satan Uma Intervenção Providencial                                 | 8 de Novembro de 1995 2 de outubro de 2001    |
| Majin Boo estava prendendo Vegeta com seu braço, e enforcando ele. Boo ficou girando o braço e depois começou a bater Vegeta no chão, de um lado para outro, e Goku ainda não estava pronto. Kaioshin e Dende quiseram ir ajudar, mas o Velho Kaioshin não deixou, porque eles seriam inuteis. Boo ergueu Vegeta e começou a preparar um ataque para atirar nele, Goku viu que Vegeta não sobreviveria e resolveu ir ajudar, mas quando ele ia parar de carregar sua energia para ajudar, Mr. Satan começou a gritar e provocar Boo. Boo soltou Vegeta e foi até Mr. Satan, Satan começou a provocar e falar mal de Majin Boo, que ficou bravo e começou a atacar Mr. Satan, e ele ficou de joelhos implorando por sua vida. Boo continuava bravo, mas ele começou a sentir dores e se contorcer. Goku aproveitou a chance para conseguir mais energia, e Majin Boo cuspiu o Boo Gordo pra fora. Mr. Satan foi ajudar o outro Boo, que era seu amigo, mas ele estava inconsiente. Então, Majin Boo foi atacar Mr. Satan, e quando ele estava chegando, o Boo Gordo o interrompeu. Os dois Boos começaram a lutar, mas o Boo original era muito mais forte que o gordo, e o gordo acabou só apanhando. Goku continuava aumentando sua energia, mas alguma coisa estava errada, Goku começou a perder energia e voltou ao normal. Agora Goku e Vegeta não tinham força nem pra virar Super Saiyajin, e o Boo Gordo não tinha poder para enfrentar o Boo original. | |                                                                                 |                                               |
| 283 | "O Plano de Vegeta!! Porunga e os 2 Desejos" Transliteração: "Bejīta no Hisaku!! Porunga to Futatsu no Negai" (em japonês: ベジータの秘策!! 神龍と2つの願い)                                | A Estratégia de Vegeta O Dragão dos Namekes                                     | 15 de Novembro de 1995 3 de outubro de 2001   |
| Goku disse que ele não podia continuar SSJ 3 porque ele estava vivo, e aquilo usava muita energia, quando ele estava morto ele podia se transformar facilmente, mas agora não. Os dois Boos continuavam lutando, e o gordo só apanhando. Mr. Satan tentou entrar no meio para ajudar mas não adiantou nada. Então Vegeta teve uma ideia, ele falou para os Kaioshins irem a Namekusei e pegarem as Esferas de lá. Os Kaioshins e Dende foram pra lá, Dende ficou muito feliz ao rever seus velhos amigos, e quando ele falou que queria as esferas, os Namekuseijins que estavam lá mostraram todas as 7 juntas. Eles já sabiam de tudo que estava acontecendo e já tinham pegado as esferas. Vegeta então falou para eles chamarem Porunga e pedirem que a Terra fosse reconstruída e que todas as pessoas boas mortas desde o Torneio de Artes Marciais fossem ressuscitadas. Mas Dende lembrou que isso não seria possível porque Porunga só podia ressuscitar uma pessoa de cada vez. Porém o novo Patriarca falou que ele tinha melhorado as esferas e agora Porunga podia ressuscitar quantas pessoas ele quisesse. Então o Patriarca chamou Porunga, e Dende pediu o primeiro desejo: que a Terra fosse restaurada, Porunga realizou, depois Dende pediu que todos os mortos desde que Babidi e Majin Boo chegaram na Terra fossem ressuscitados, menos os maus. Porunga demorou um pouco por que eram muitas pessoas, mas ele realizou. Gohan, Goten, Trunks, Piccolo e os outros voltaram a vida, o Kaioshin antigo e Vegeta também. Enquanto isso, o Boo gordo já estava perdendo as forças de tanto apanhar do Boo maligno, então Vegeta contou seu plano para Goku: ele ressuscitou todas as pessoas para que elas doassem energia para Goku fazer uma Genkidama enorme e derrotar Boo. | |                                                                                 |                                               |
| 284 | "A Última Esperança!! Voamos Fazer Uma Genkidama Enorme" Transliteração: "Saigo no Kibō!! Tsukuru ze Dekkai Genkidama" (em japonês: 最後の希望!! 作るぜでっかい元気玉)                      | A Última Esperança A Estratégia da Última Esperança                             | 22 de Novembro de 1995 4 de outubro de 2001   |
| Goku se lembrou que a Genkidama poderia vencer Boo, e gostou da ideia de Vegeta. Dende perguntou oque pedir no último deseja e Vegeta falou para ele pedir qualquer coisa, porque não seria necessário. Todos na Terra não estavam entendendo porque tinham ressussitado, e Vegeta usou o Sr. Kaioh para falar com todas as pessoas da Terra. Ele contou tudo oque aconteceu, e falou para todo mundo erguer os braços para doar energia para Goku poder vencer Majin Boo. Os Guerreiros Z fizeram isso, mas as outras pessoas não estavam acreditando em Vegeta. A energia começou a chegar e Goku começou a fazer a Genkidama. Ela já ficou bem grande com a energia de Gohan e os outros, mas ela parou de crescer depois disso, porque só os amigos deles que doaram energia, os outros terráqueos não acreditaram em Vegeta. Vegeta ficou furioso e falou de novo com os terráqueos, e depois ficou xingando eles para eles levantarem as mãos logo, mas ninguém ouviu. Enquanto isso o Boo gordo ficou enterrado em um buraco, mas depois ele se levantou, e com 4 cópias dele mesmo, começou a bater no Boo maligno, porém o Boo maligno conseguiu se livrar e espancou mais o gordo, que já tinha ficado bem fraco e não podia aguentar por mais muito tempo. A Genkidama não crescia mais e ainda não era suficiente para derrotar Boo. | |                                                                                 |                                               |
| 285 | "Super Impressionante!! Está Completa a Genkidama Feita por Todos" Transliteração: "Chōkangeki!! Dekita ze Minna no Genkidama" (em japonês: 超感激!! できたぜみんなの元気玉)                | Uma Genki-Dama Feita por Todos!! A Ingratidão dos Terrestres                    | 29 de Novembro de 1995 5 de outubro de 2001   |
| Vegeta começou a pedir por favor, e até implorar para que as pessoas levantassem os braços para doar energia a Goku, mas ninguém o ouvia. O Boo gordo já estava quase morto, e o Boo maligno ia dar o golpe final, quando Mr. Satan foi tentar ajudá-lo e atirou uma pedra no Boo maligno. Ele se virou e viu que Goku estava fazendo uma bola imensa, e foi atacá-lo. Vegeta falou para Goku continuar pedindo para as pessoas, e que ele iria manter Boo afastado. Vegeta ficou na frente de Boo, e Boo começou a bater nele. Goku pediu para as pessoas da Terra levantarem as mãos, e então, todo mundo que Goku conheceu desde que ele era criança o reconheceu, e começaram a levantar suas mãos. Mesmo assim ainda era pouco, e a Genkidama não cresceu muito. Boo jogou Vegeta no chão e foi atrás de Goku, mas Vegeta se levantou e atacou Boo novamente. Boo voltou e começou a espancar Vegeta. Piccolo, Gohan, Goten e Trunks saíram pelas cidades tentando convencer as pessoas, mas não adiantou nada. Goku implorava para as pessoas erguerem as mãos e nada, então Mr. Satan percebeu o que estava acontecendo e falou para todo mundo da Terra levantar as mãos, as pessoas ouviram a voz de Mr. Satan, e acharam que ele estava lutando com Majin Boo, e como Mr. Satan era o herói da Terra, as pessoas todas começaram a levantar suas mãos para ajudar. A Genkidama começou a crescer mais e mais, e Goku voltou a ter esperanças. Boo continuava batendo em Vegeta, que já estava quase morto, mas a enorme Genkidama de Goku cresceu ainda mais, e Boo ficou paralisado de medo. Goku finalmente terminou de fazê-la e ia atirar em Boo. | |                                                                                 |                                               |
| 286 | "Son Goku É o Mais Poderoso Afinal!! Majin Boo É Eliminado" Transliteração: "Yappari Saikyō Son Gokū!! Majin Bū Shōmetsu" (em japonês: やっぱり最強孫悟空!! 魔人ブウ消滅)                   | Goku É o Homem Mais Forte do Universo Son Goku Passa ao Ataque                  | 13 de dezembro de 1995 8 de outubro de 2001   |
| Goku tinha acabado de fazer a Genkidama, mas não a atirou em Boo porque Vegeta estava lá, e ele morreria junto. Vegeta não tinha forças para se mexer, e Boo começou a atirar em Goku, e como Goku não podia se mexer porque estava segurando a Genkidama, ele ficou levando os golpes. O Boo gordo se levantou e foi ajudar, ele segurou o Boo mau, e mandou Mr. Satan tirar Vegeta dali, tudo deu certo, e Goku atirou a Genkidama em Boo. Boo ficou com medo, e tentou mandar ela de volta, mas não conseguiu; mesmo assim quando a Genkidama acertou ele, ele conseguiu segurá-la, e estava conseguindo mandá-la volta. Goku estava muito fraco e não conseguia empurrar a Genkidama para Boo, e Vegeta percebeu o erro que ele tinha cometido. Enquanto isso, na Terra, Piccolo, Gohan, Goten e Trunks foram ao Templo Sagrado, e se encontraram com Videl, Bulma, Chi-Chi e os outros, foi a maior choradeira. Vegeta disse para Mr. Satan pedi mais energia para o povo da Terra para aumentar a Genkidama, mas o Sr. Kaioh disse que se eles doassem mais energia ainda, morreriam todos. Vegeta não se importou e tentou obrigar Mr. Satan, mas ele não ouviu. Então Vegeta se lembrou que ainda restava um desejo para Porunga, e disse para Dende pedir que a energia de Goku voltasse. Dende pediu, e Goku voltou ao normal, neste momento a Genkidama já estava quase atingindo Goku, daí ele virou SSJ 2 e jogou a Genkidama em Boo. Goku se lembrou de toda a batalha contra Majin Boo e disse para Boo reviver como uma pessoa boa, para que eles lutassem de novo e ver quem era o mais forte. Depois disso Goku jogou a Genkidama com tudo em Boo, e todas as células do corpo dele foram vaporizadas, Majin Boo finalmente morreu. Goku voltou ao normal e caiu no chão de cansaço, Vegeta também.                                                                                            | |                                                                                 |                                               |
| 287 | "A Paz Volta!! Majin Boo Virou um Guerreiro da Justiça!?" Transliteração: "Modotta Heiwa!! Seigi no Mikata Majin Bū!?" (em japonês: 戻った平和!! 正義の味方魔人ブウ!?)                      | Majin Boo Luta a Favor da Justiça? Bubu e o Dinheiro                            | 20 de dezembro de 1995 9 de outubro de 2001   |
| Os Kaioshins, Dende, Enma Daio, todos estavam comemorando a vitória de Goku. Mr. Satan contou a todas as pessoas da Terra que Boo finalmente tinha sido destruído, e todo mundo na Terra comemorou também. Dende e os Kaioshins voltaram para o planeta dos Kaioshins, e Dende curou Vegeta e Goku. Mr. Satan encontrou o Boo gordo estirado no chão, e falou para Dende curá-lo, Vegeta não gostou da ideia e queria matá-lo, mas Goku disse para Dende curar, porque aquele Boo era bom, e, mesmo que ele se revoltasse, Goku disse que lutaria de novo com ele, e desta vez venceria. Dende curou Boo e Mr. Satan ficou muito feliz, porém, todos na Terra tinham medo de Boo, e então eles resolveram usar as Esferas do Dragão para remover Majin Boo da memória de todos na Terra. Mas as Esferas só poderiam ser usadas depois de 6 meses. Goku, Vegeta, Dende, Mr. Satan, o cachorro do Mr. Satan e Boo voltaram para o Templo Sagrado, com a ajuda do Kaioshin, e se encontraram com Bulma, Chi-Chi e os outros lá, foi a maior choradeira de novo. Chi-Chi, Gohan e Goten ficaram muito felizes porque Goku voltou a vida. 6 meses passaram, e Goku juntou as Esferas e pediu que Majin Boo fosse apagado da memória de todos na Terra. Então Majin Boo saiu pela cidade andando calmamente e ninguém o reconheceu. Majin Boo lutou para ganhar dinheiro, depois gastou tudo em sorvete, depois ele foi com Bulma até uma joalheria, e a loja foi assaltada. Os assaltantes eram os caras que Boo tinha vencido para ganhar dinheiro, e eles se entregaram para a polícia quando viram Boo. Logo depois chegaram os Grande Sayamans 1 e 2 (Gohan e Videl). Na casa de Goku, Goku, Goten e Trunks estavam brincando na banheira, Goku estava brincando de afogar os dois, daí eles se fusionaram formando Gotenks e foram afogar Goku, mas Goku virou Super Saiyajin e escapou.                         | |                                                                                 |                                               |
| 288 | "Está Atrasado Goku! A Festa do Pessoal!!" Transliteração: "Osoi ze Gokū! Minna de Pāti!!" (em japonês: 遅いぜ悟空! みんなでパーティ!!)                                                     | Goku, Você Chegou Tarde A Felicidade Voltou                                     | 10 de janeiro de 1996 10 de outubro de 2001   |
| Passou algum tempo, e Gohan, Goten e Chi-Chi estavam se preparando para ir a uma festa na casa de Bulma. Goku não estava lá porque ele estava vendo um dinossauro que tinha posto ovos, e os filhotes estavam prestes a nascer. Gohan, Goten e Chi-Chi botaram umas roupas engraçadas e foram para a festa sem Goku mesmo. Todos estavam reunidos na casa de Bulma, inclusive Vegeta, Piccolo, Mr. Boo, Dende, Mr. Satan, e muitos outros. Goku estava protegendo o ninho do dinossauro de vários problemas, e decidiu não ir a festa para ficar defendendo o dinossauro. Bulma colocou uma música na festa e todos começaram a dançar, menos Vegeta e Piccolo, obviamente. Foi muito engraçado todo mundo dançando, principalmente a Chi-Chi. Goku começou a se lembrar do passado quando seu avô o encontrou na floresta e tal, depois começou a chover e Goku teve mais trabalho para salvar os ovos do dinossauro. Quando a festa já estva quase acabando, Kuririn e a #18 estavam indo embora, e Goku finalmente chegou. Todo mundo ficou feliz ao vê-lo, e todos voltaram para dentro da casa para dar comida pra Goku, e Goku contou a todos sobre os filhotes de dinossauro que nasceram. Enquanto Goku estiver por perto, todo mundo estará feliz. | |                                                                                 |                                               |
| 289 | "Vovô Goku! Eu Sou a Pan!!" Transliteração: "Gokū Ojiichan! Watashi ga Pan yo!!" (em japonês: 悟空おじいちゃん! 私がパンよ!!)                                                               | Meu Nome É Pan A Terceira Geração                                               | 17 de janeiro de 1996 11 de outubro de 2001   |
| Passaram-se 10 anos desde a morte de Boo, e a Terra estava em paz. Trunks, e Goten já estavam grandes, Gohan se casou com Videl e virou um intelectual, e eles tiveram uma filha chamada Pan. Mr. Satan estava careca, a #18 cortou o cabelo, Bulma e Vegeta tiveram uma filha chamada Bra. Goku e Goten estavam treinando para o Torneio de Artes Marciais que ia acontecer no dia seguinte, Trunks, Bulma e Vegeta foram até eles. Goku disse que alguém realmente forte ia entrar no torneio, e era um humano comum. Vegeta achou interessante e resolveu entrar também, e obrigou Trunks a entrar. Então Pan chegou até Goku, e disse que tinha dado a volta na Terra, e queria entrar no torneio também, Goku deixou ela entrar. No outro dia todos se reuniram no lugar onde seria o torneio, e Goku e Pan saíram para passear pelo lugar. Mr. Satan combinou com Mr. Boo para ele vencer todo mundo e depois deixá-lo ganhar, como eles fizeram das outras vezes, e Boo aceitou. Goku foi falar com Mr. Satan, e Mr. Satan ficou desesperado ao ver que Trunks, Goten, Vegeta e Goku foram participar do torneio, mas Goku disse que eles iriam deixar Satan ganhar, mas tinha uma outra pessoa que poderia vencer todos eles. Satan não acreditou. Depois das eliminatórias, todos os classificados foram ao ringue para decidir os oponentes. | |                                                                                 |                                               |
| 290 | "Eu Sou Oob! O Antigo Majin de Há 10 Anos!?" Transliteração: "Oira wa Ūbu! Ima Jussai de Moto Majin!?" (em japonês: オイラはウーブ! 今10歳で元魔人!?)                                       | Eu Sou Oob Um Velho Conhecido                                                   | 24 de janeiro de 1996 12 de outubro de 2001   |
| Todos os participantes estavam reunidos na arena para tirar os números. Goku pediu para Mr. Boo ajeitar os resultados para que ele pudesse lutar com um moloque com um moicano. Vegeta perguntou se aquele era o humano forte de que Goku tinha falado, e Goku disse que sim, ele disse que quando ele estava para matar Boo, ele desejou que Boo reencarnasse como uma boa pessoa, para que eles lutassem de novo e ver quem era o mais forte afinal. O nome do garoto era Oob, e ele tinha 10 anos, como Boo foi morto exatamente 10 anos antes, só podia ser ele. Todos tiraram os números, e com a ajuda da mágica de Mr. Boo, o oponente de Goku foi mesmo Oob. Oob não estava muito confiante, ele estava muito nervoso, mas queria ganhar o torneio e comprar comida para sua família com o dinheiro do prêmio, ele tinha prometido isso a sua mãe. As lutas decididas foram: 1ª luta: Pan vs. Hokeiho, um cara grande e mal encarado; 2ª luta: Goku vs. Oob, 3ª luta: Capitão Chicken vs. Killer; 4ª luta: Mr. Boo vs. Goten, 5ª luta: Trunks vs. Otokosuki, um cara grande e meio afeminado; e a 6ª luta: Vegeta vs. Knocks. Enquanto esperavam pelas lutas, o oponente de Vegeta foi provocá-lo, e Vegeta acabou com ele ali mesmo. As lutas começaram, e Pan foi lutar com Hokeiko, que tinha 2,30 m de altura. O povo não entendeu como uma menina de 4 anos estaria nas finais, mas depois acharam que era porque ela era neta de Mr. Satan. Pan facilmente deu duas porradas no grandalhão e mandou-o para fora do ringue e venceu. Depois foi Goku vs. Oob. Piccolo disse que aquela era a luta mais importante de todas. Oob estava muito ansioso, e Goku tentou acalmá-lo, mas como ele não se acalmou, Goku começou a xingá-lo, a mão dele e o pai dele, para ver se ele ficava bravo e mostrava seu poder. Oob ficou furioso com Goku e correu com tudo para cima dele.                       | |                                                                                 |                                               |
| 291 | "Ainda Mais Forte!! O Grande Sonho de Goku" Transliteração: "Motto Tsuyoku!! Gokū no Yume wa Chō Dekkee" (em japonês: もっと強く!! 悟空の夢は超でっけえ)                                    | O Sonho de Goku Son Goku Começa uma Nova Vida                                   | 24 de janeiro de 1996 15 de outubro de 2001   |
| Oob correu até Goku e deu um chutão, mas Goku defendeu com o braço. O braço de Goku doeu muito, e Oob aproveitou para dar outra porrada e mandar Goku longe. Goku se levantou e os dois começaram a trocar golpes, Goku conseguiu pegar Oob e atirá-lo no chão fazendo um buraco, mas Oob se levantou e continuou atacando Goku. Oob pegou Goku e começou a girá-lo e depois jogou para cima com tudo. Oob pulou e bateu em Goku, fazendo-o cair no chão e faz uma cratera enorme. Todo mundo ficou preucupado com Goku, mas a platéia torcia para Oob. Goku aumentou seu Ki e destruiu um monte de pedras que estavam em volta dele, e voltou sem nenhum arranhão. Oob ficou com medo. Goku começou a atacar Oob até deixá-lo no chão. Oob ficou bravo e começou a gritar "Eu não vou perder!!!" e foi atacar Goku de novo, Goku voou para desviar do ataque e Oob quase caiu fora da arena. Oob ficou vendo Goku voar e não sabia que aquilo era possível. Goku preparou um Kamehameha, mas Oob quase caiu fora da arena e Goku foi ajudá-lo. Depois Goku pediu desculpas por tudo que ele falou para provocar Oob, e disse que iria treiná-lo para ele ficar mais forte e defender a Terra. Depois Goku se despediu dos amigos, e disse que ia ficar morando com Oob por alguns anos. Todo mundo ficou triste com a ida de Goku, principalmente Pan. Goku falou que ia dar dinheiro a Oob, e saiu voando o levando. Vegeta disse que sabia oque Goku queria mesmo, ele queria treinar Oob para ele ficar forte e depois eles lutarem de novo. Goku disse isso mesmo a Oob, e os dois foram embora. O torneio continuou, e Mr. Boo venceu todo mundo e depois deixou Mr. Satan ganhar. E assim termina a grande Saga Z. | |                                                                                 |                                               |